# Tübingen

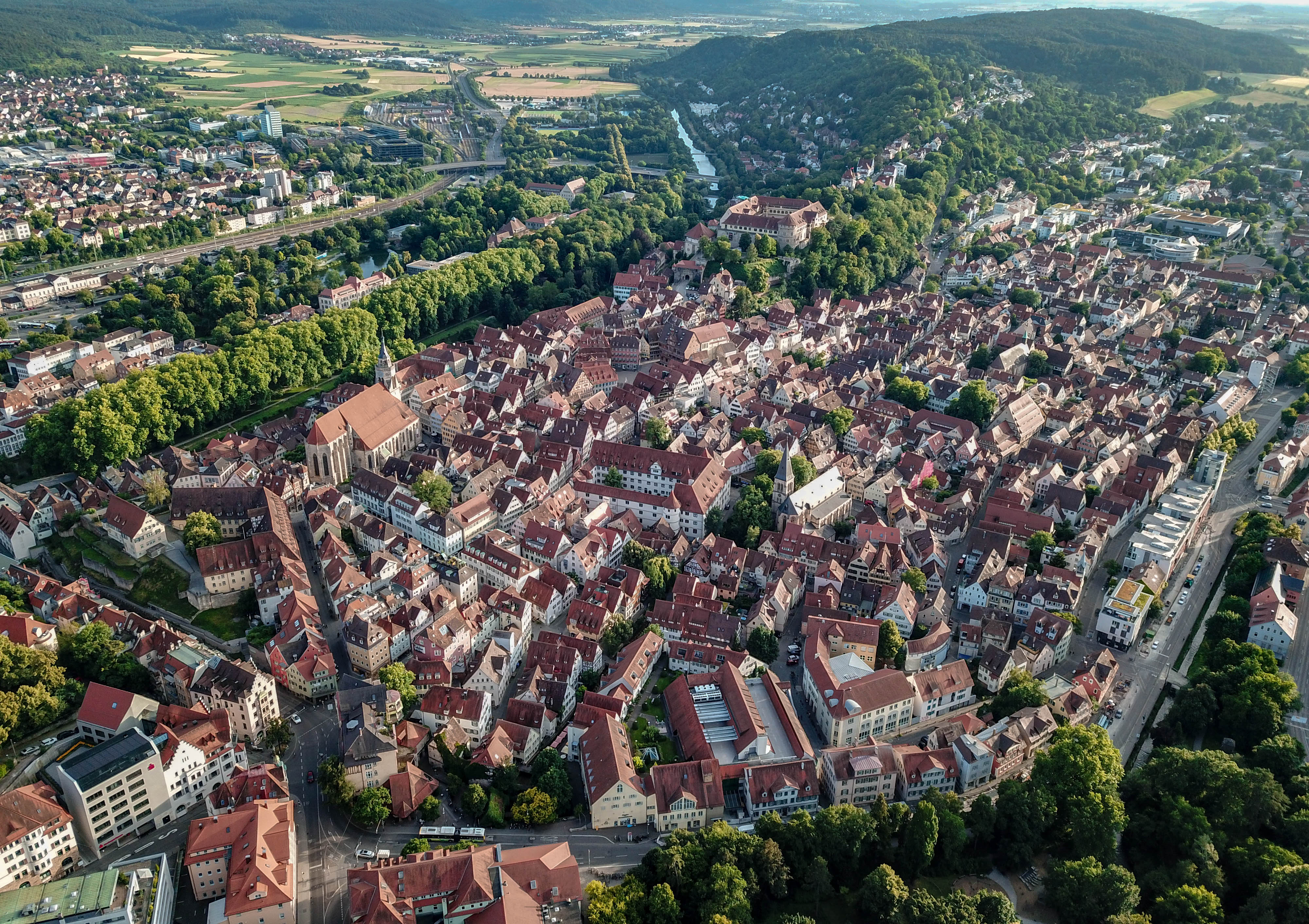
Altstadt Tübingens

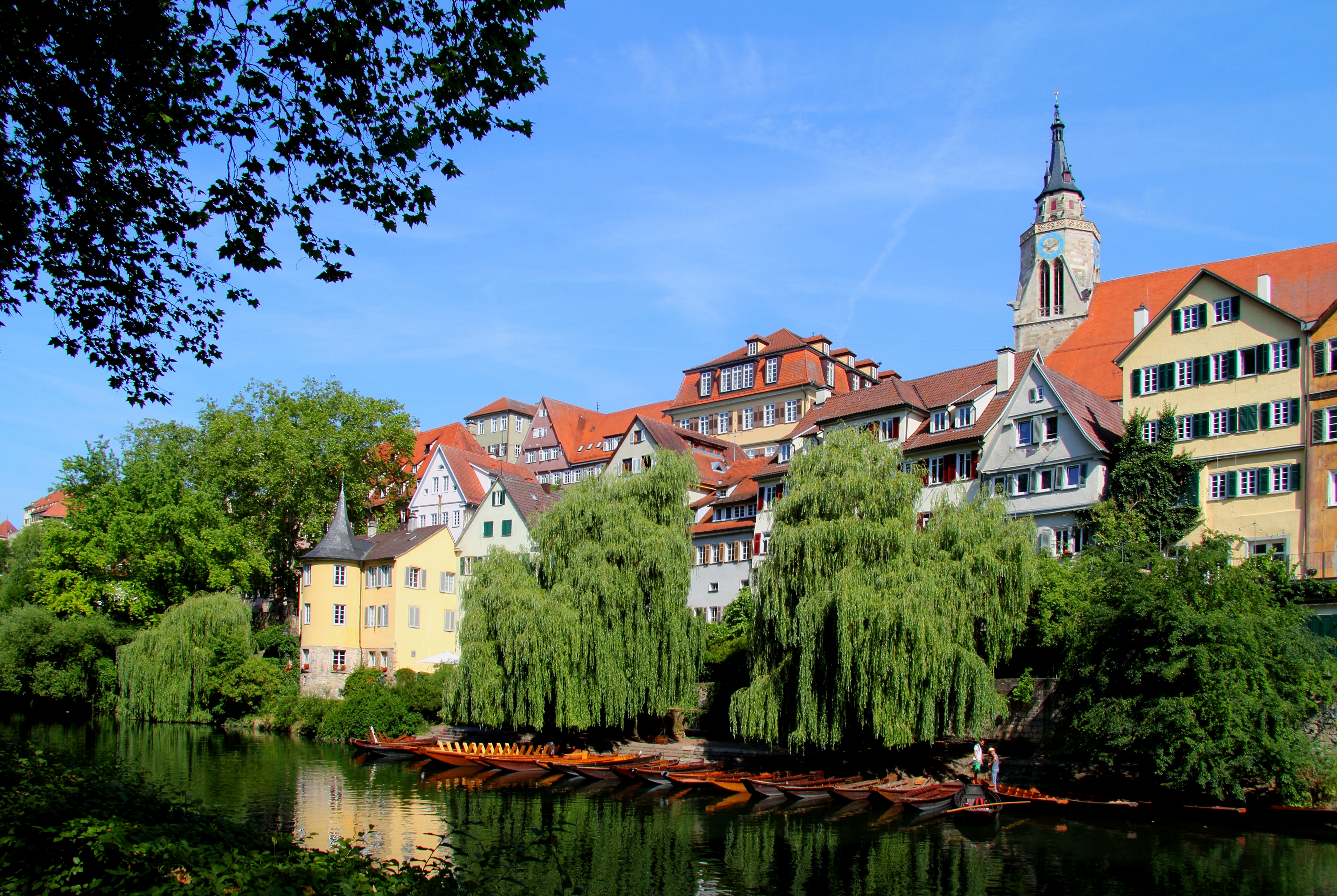
Neckarfront mit Hölderlinturm und Stiftskirche

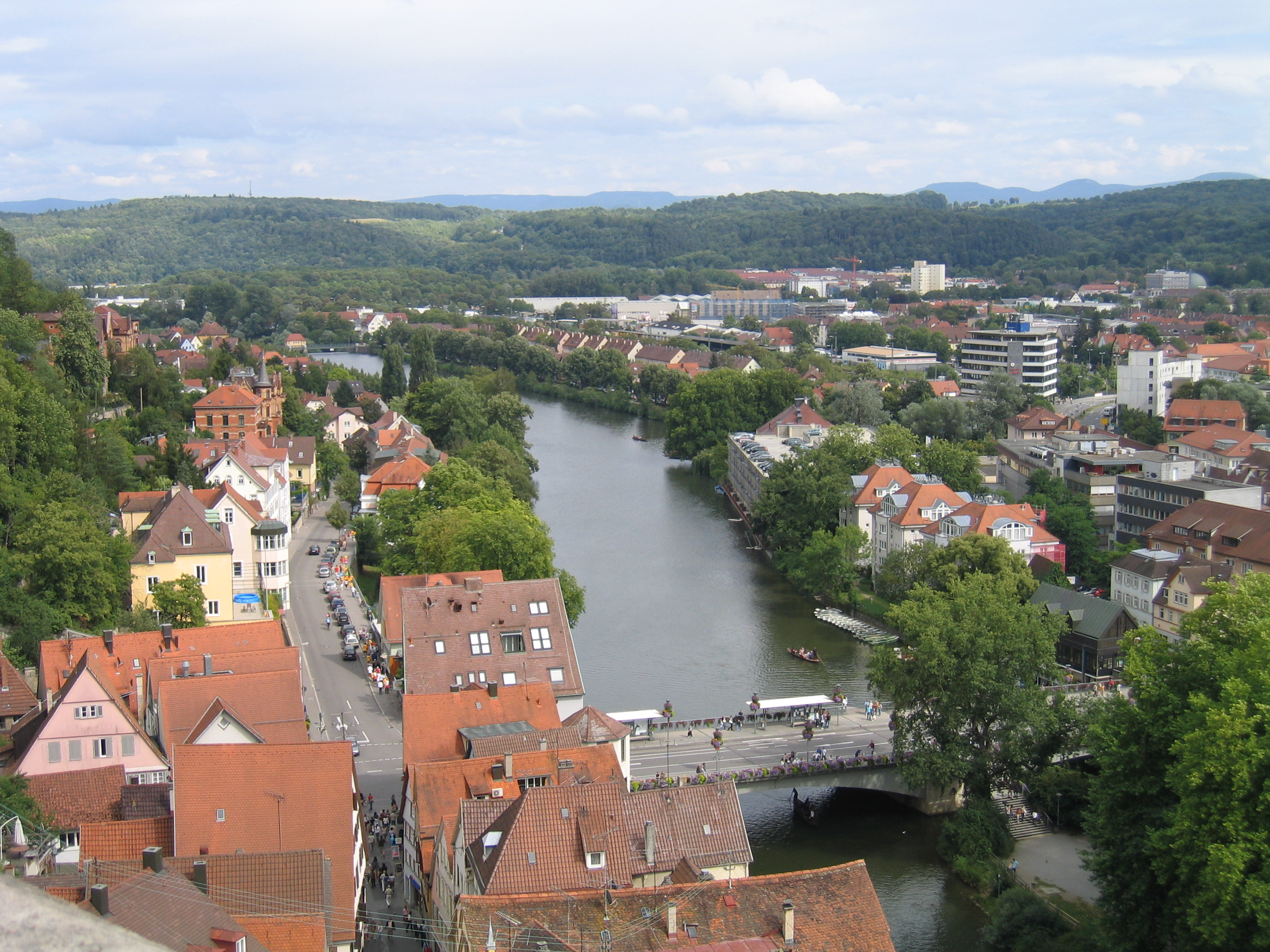
Blick von der Stiftskirche auf den Neckar

Tübingen (amtlicher Name: Universitätsstadt Tübingen) ist eine Universitätsstadt im Zentrum Baden-Württembergs. Sie liegt am Neckar rund 30 Kilometer südlich der Landeshauptstadt Stuttgart. Die Stadt ist Sitz des Landkreises Tübingen sowie des gleichnamigen Regierungsbezirks und war von 1947 bis 1952 Landeshauptstadt von Württemberg-Hohenzollern. Sie gehört zur Region Neckar-Alb und zur europäischen Metropolregion Stuttgart. Gemeinsam mit der östlichen Nachbarstadt Reutlingen bildet sie eines der 14 Oberzentren des Landes. Tübingen ist hinsichtlich der Bevölkerungszahl nach Ludwigsburg und Esslingen am Neckar die drittgrößte Mittelstadt Baden-Württembergs. Als zwölftgrößte Stadt Baden-Württembergs hat Tübingen 92.322 Einwohner (31. Dezember 2024). Seit dem 1. April 1956 ist Tübingen Große Kreisstadt.
Mit der 1477 gegründeten Eberhard Karls Universität gehört die Stadt zu den ältesten deutschen Universitätsstädten. Das städtische Leben wird stark von den knapp 28.700 Studierenden (Stand: Wintersemester 2024/25) geprägt. Tübingen ist daher mit einem Altersdurchschnitt von rund 40 Jahren eine der jüngsten Städte Deutschlands.

## Geographie

### Geographische Lage

Blick vom Schloss Hohentübingen auf Tübingen

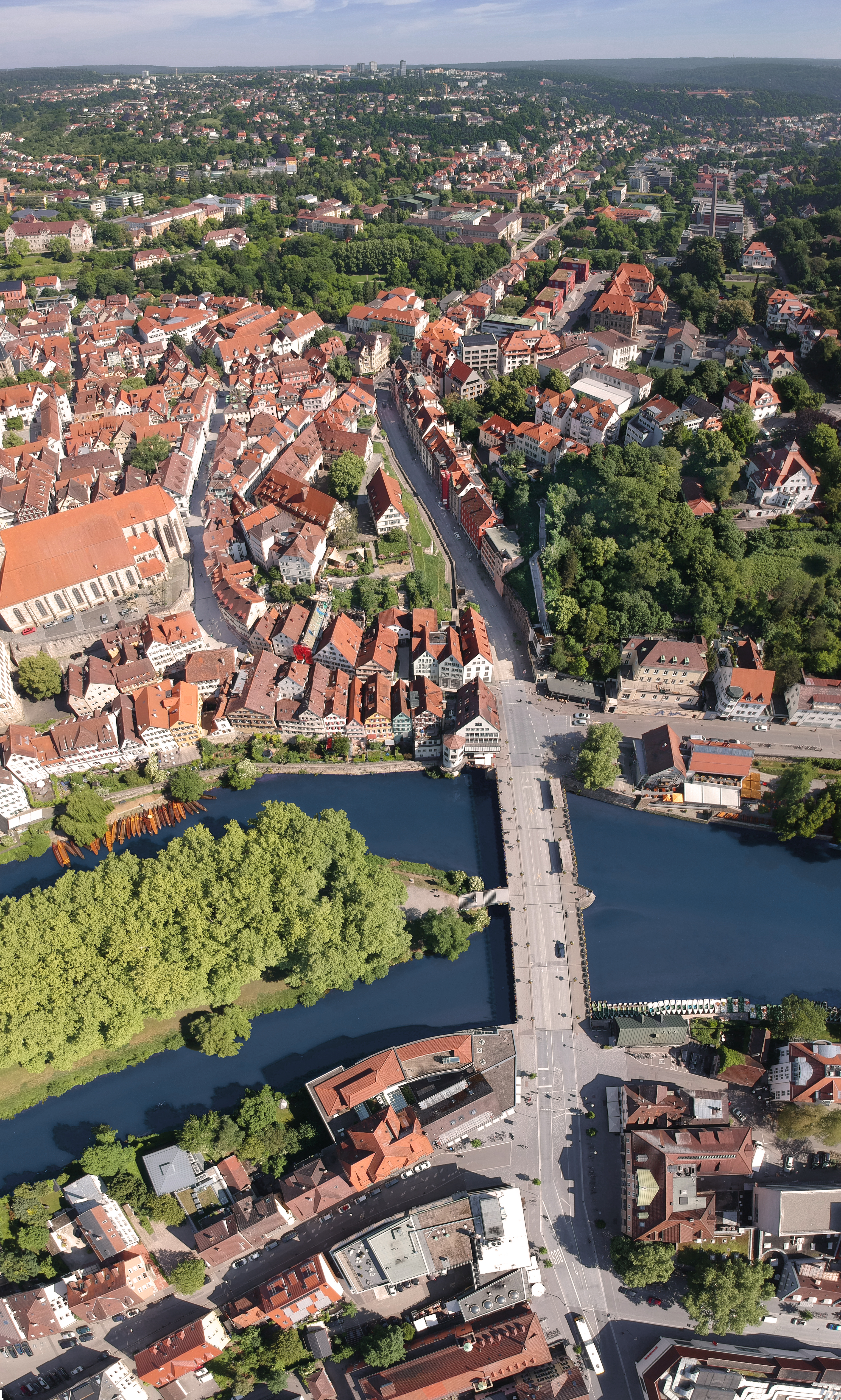
Panorama von Tübingen mit Neckarfront, Innenstadt, Österberg und Waldhäuser-Ost

Tübingen liegt im mittleren Neckartal zwischen Nordschwarzwald und Schwäbischer Alb. In Tübingen mündet der Goldersbach in die Ammer. Diese, wie auch die Steinlach, münden ebenfalls in Tübingen in den Neckar. Im Zentrum der Stadt liegen der Schlossberg und der Österberg, an den Stadträndern befinden sich unter vielen anderen der Schnarrenberg, der 475 m hohe Spitzberg als Hausberg des Stadtteils Hirschau, der Herrlesberg und die Härten. Der niedrigste Punkt des Tübinger Stadtgebiets befindet sich mit 307 m ü. NN im östlichen Neckartal, der höchste ist der Hornkopf im Schönbuch nördlich des Stadtteils Hagelloch mit 515,2 m Höhe. Im Norden Tübingens beginnt der Naturpark Schönbuch. Die Schwäbische Alb beginnt etwa 13 km (Luftlinie Tübingen Mitte zum Roßberg(turm) (869 m)) weiter südöstlich.

### Geographischer Landesmittelpunkt von Baden-Württemberg

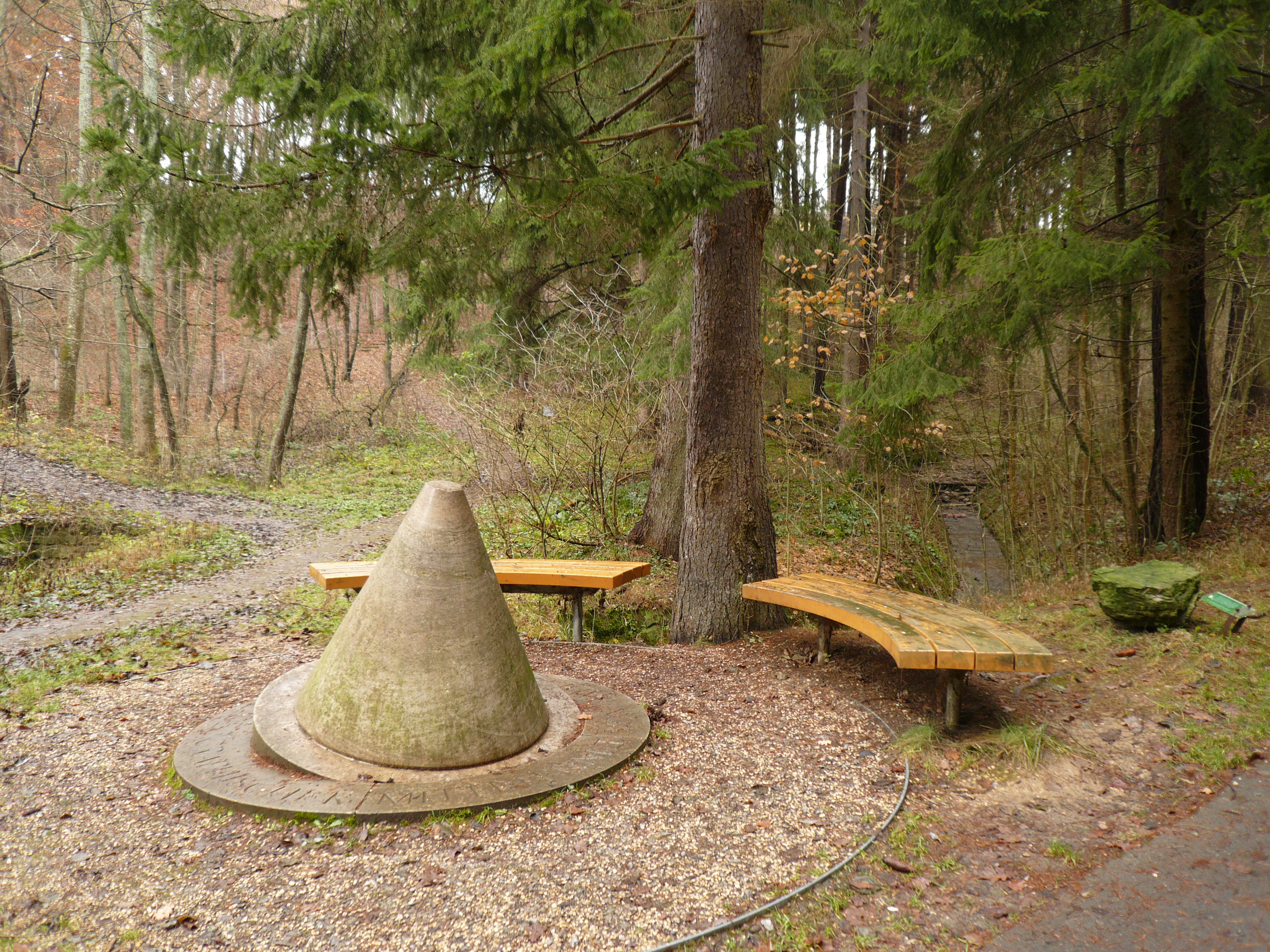
Skulptur am geographischen Mittelpunkt Baden-Württembergs im Stadtgebiet von Tübingen

In Tübingen liegt in dem kleinen Wald Elysium, unterhalb des Luise-Wetzel-Wegs in der Nähe des Botanischen Gartens auf 48° 32′ 15,9″ N, 9° 2′ 28,21″ O, der geographische Landesmittelpunkt von Baden-Württemberg nach der Schwerpunkt-Berechnungsmethode. Ein drei Tonnen schwerer, kegelförmiger Stein aus dem Frankenjura symbolisiert diesen Punkt. Er hat eine Neigung von 11,5°; dies soll die Hälfte der Erdneigung darstellen.
Wird der geographische Landesmittelpunkt dagegen nach der Mittelungsmethode der jeweiligen Landes-Extrempunkte berechnet, liegt er in Böblingen.

### Nachbargemeinden
Folgende Städte und Gemeinden grenzen an die Stadt Tübingen, im Uhrzeigersinn von Norden beginnend genannt:
- Dettenhausen (Landkreis Tübingen)
- Walddorfhäslach (Landkreis Reutlingen)
- Pliezhausen (Landkreis Reutlingen)
- Kirchentellinsfurt (Landkreis Tübingen)
- Kusterdingen (Landkreis Tübingen)
- Gomaringen (Landkreis Tübingen)
- Dußlingen (Landkreis Tübingen)
- Rottenburg am Neckar (Landkreis Tübingen)
- Ammerbuch (Landkreis Tübingen)
- Altdorf (Landkreis Böblingen)
- Weil im Schönbuch (Landkreis Böblingen)

### Stadtgliederung
Die Stadt Tübingen ist in 23 Stadtteile eingeteilt, darunter 10 sogenannte äußere Stadtteile. Von den letztgenannten sind acht bei der jüngsten Gemeindereform der 1970er-Jahre eingegliedert worden und heute zugleich Ortschaften im Sinne der baden-württembergischen Gemeindeordnung. Das heißt, sie haben einen von den Wahlberechtigten bei jeder Kommunalwahl zu wählenden Ortschaftsrat mit einem Ortsvorsteher an der Spitze. Ferner gibt es jeweils eine Verwaltungsstelle. Die beiden 1934 eingemeindeten Stadtteile Derendingen und Lustnau haben je einen Ortsbeirat und eine Geschäftsstelle der Stadtverwaltung. Sie sind in drei bzw. vier statistische Stadtteile untergliedert, die in der nachfolgenden Übersicht dahinter eingerückt genannt sind. Verwaltungs- und Geschäftsstellen sind quasi Stadtteilrathäuser, bei denen man die wichtigsten städtischen Angelegenheiten erledigen kann.
Innerhalb einiger Stadtteile gibt es teilweise weitere Stadtviertel, die sich im Laufe der Zeit ergeben haben. Dabei handelt es sich meist um Neubausiedlungen oder Wohngebiete, deren Grenzen auch fließend sein können. Jeder Stadtteil und dessen Untergliederungen tragen für statistische Zwecke eine dreistellige Nummer.

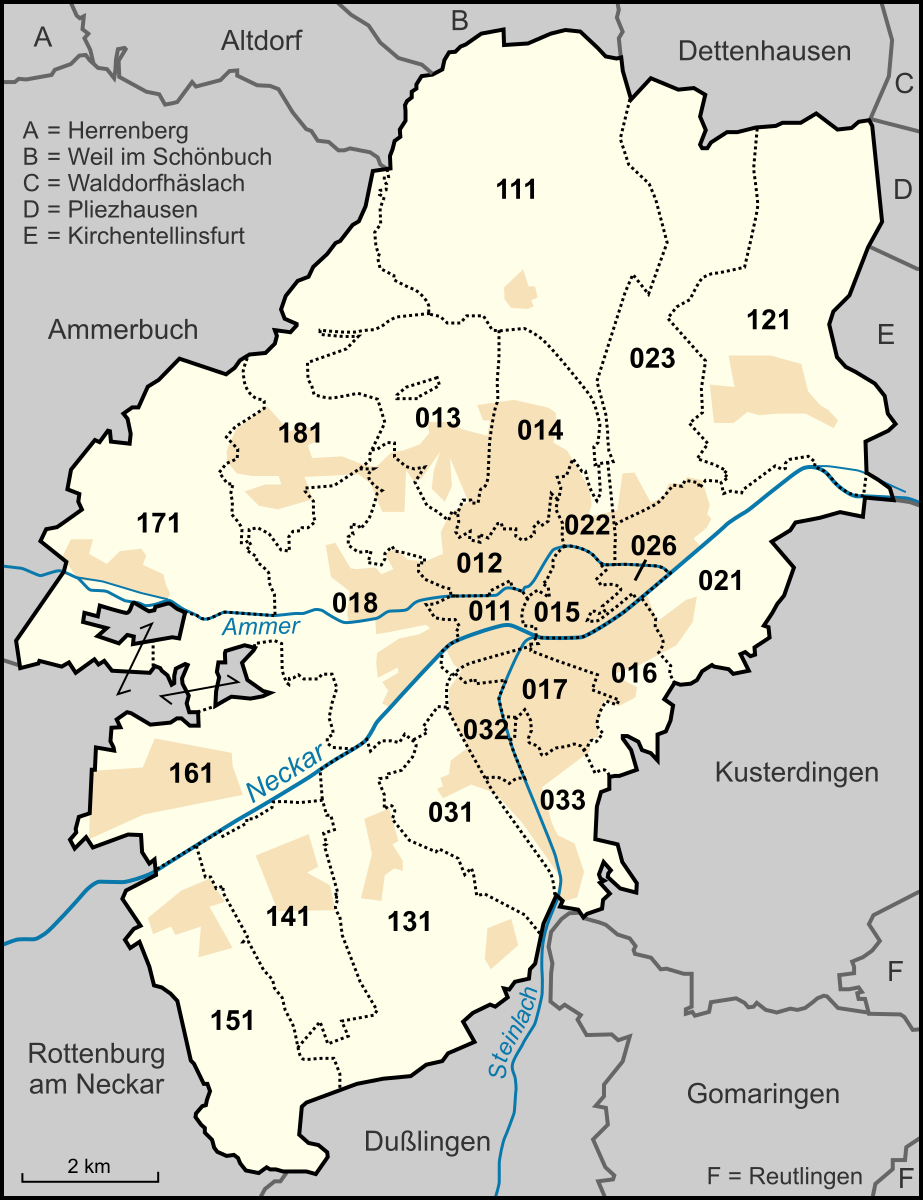
Stadtgliederung Tübingens

| Nr. und Stadtteil          | Einwohnerzahl |
| -------------------------- | ------------- |
| 011 Zentrum                | 06.314        |
| 012 Universität            | 07.989        |
| 013 Wanne                  | 05.249        |
| 014 Schönblick/Winkelwiese | 03.448        |
| 014 Waldhäuser Ost         | 04.331        |
| 014 Studentendorf WHO      | 01.767        |
| 015 Österberg              | 01.451        |
| 015 Gartenstraße           | 00.995        |
| 016 Au/Unterer Wert        | 01.215        |
| 016 Französisches Viertel  | 02.349        |
| 017 Südstadt               | 10.245        |
| 018 Weststadt              | 08.515        |
| 02 Lustnau                 | 10.373        |
| 021 Zentrum                | 03.096        |
| 021 Herrlesberg/Stäudach   | 01.985        |
| 021 Alte Weberei           | 00.714        |
| 022 Denzenberg             | 01.897        |
| 022 Sand                   | 00.479        |
| 023 Neuhalde               | 01.223        |
| 026 Aeule                  | 00.979        |

| Nr. und Stadtteil | Einwohnerzahl |
| ----------------- | ------------- |
| 03 Derendingen    | 6.982         |
| 031 Zentrum       | 1.842         |
| 032 Feuerhägle    | 3.764         |
| 032 Mühlenviertel | 0.671         |
| 033 Gartenstadt   | 0.705         |
| 111 Bebenhausen   | 0.326         |
| 121 Pfrondorf     | 3.316         |
| 131 Weilheim      | 1.431         |
| 141 Kilchberg     | 1.235         |
| 151 Bühl          | 2.112         |
| 161 Hirschau      | 3.304         |
| 171 Unterjesingen | 2.559         |
| 181 Hagelloch     | 1.669         |

### Raumordnung
Tübingen liegt im Süden des Verdichtungsraums Stuttgart (Umfang siehe unter Stuttgart). Die Stadt bildet mit der Nachbarstadt Reutlingen das Oberzentrum der Region Neckar-Alb, dem folgende Mittelzentren zugeordnet sind:
Albstadt, Balingen, Hechingen, Metzingen, Münsingen, Rottenburg am Neckar
Für folgende Städte und Gemeinden des Landkreises übernimmt Tübingen auch die Aufgaben des Mittelbereichs:
Ammerbuch, Bodelshausen, Dettenhausen, Dußlingen, Gomaringen, Kirchentellinsfurt, Kusterdingen, Mössingen, Nehren, Ofterdingen

### Geologie

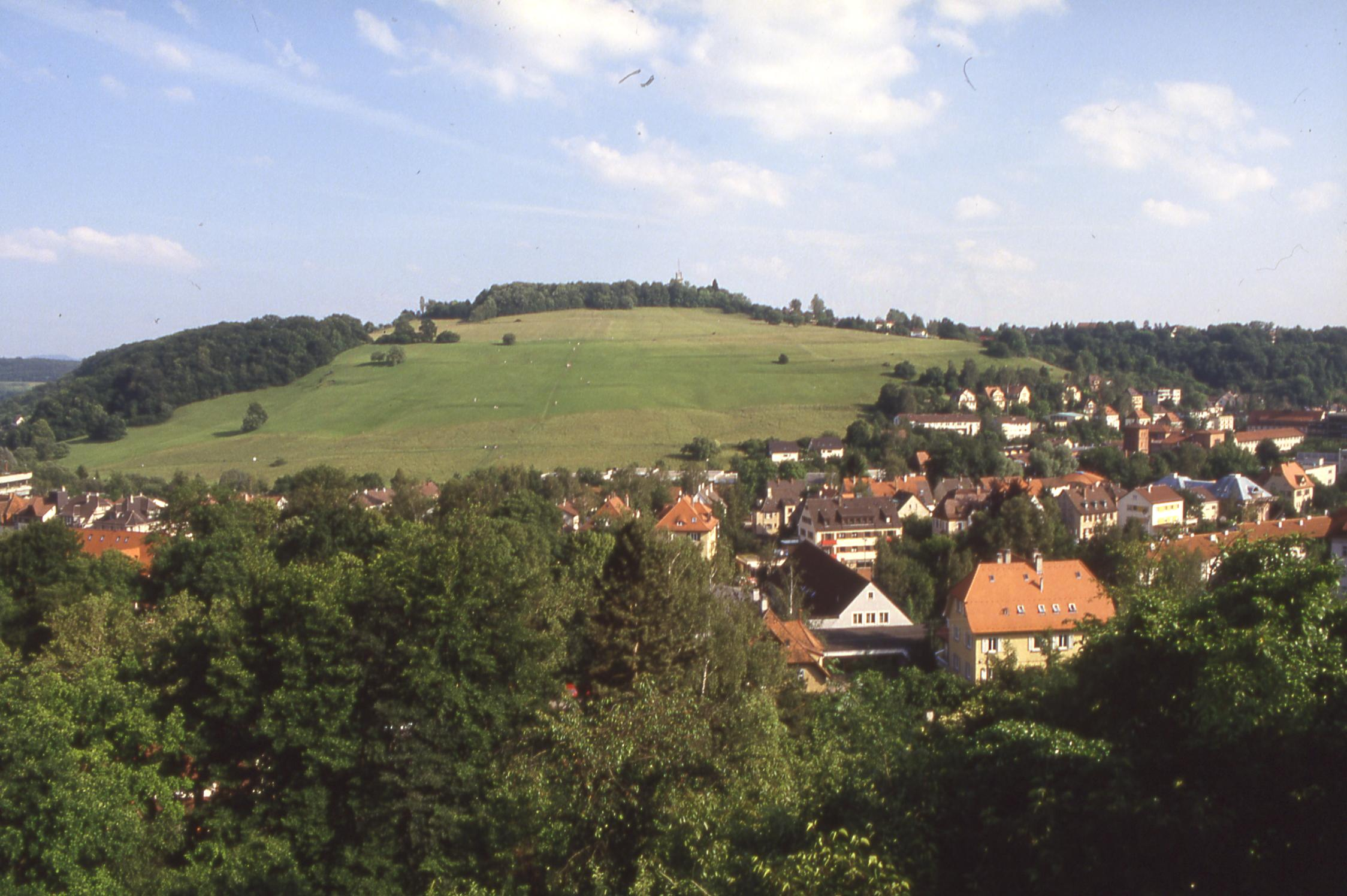
Nordhang des Österbergs, ein labiler Baugrund

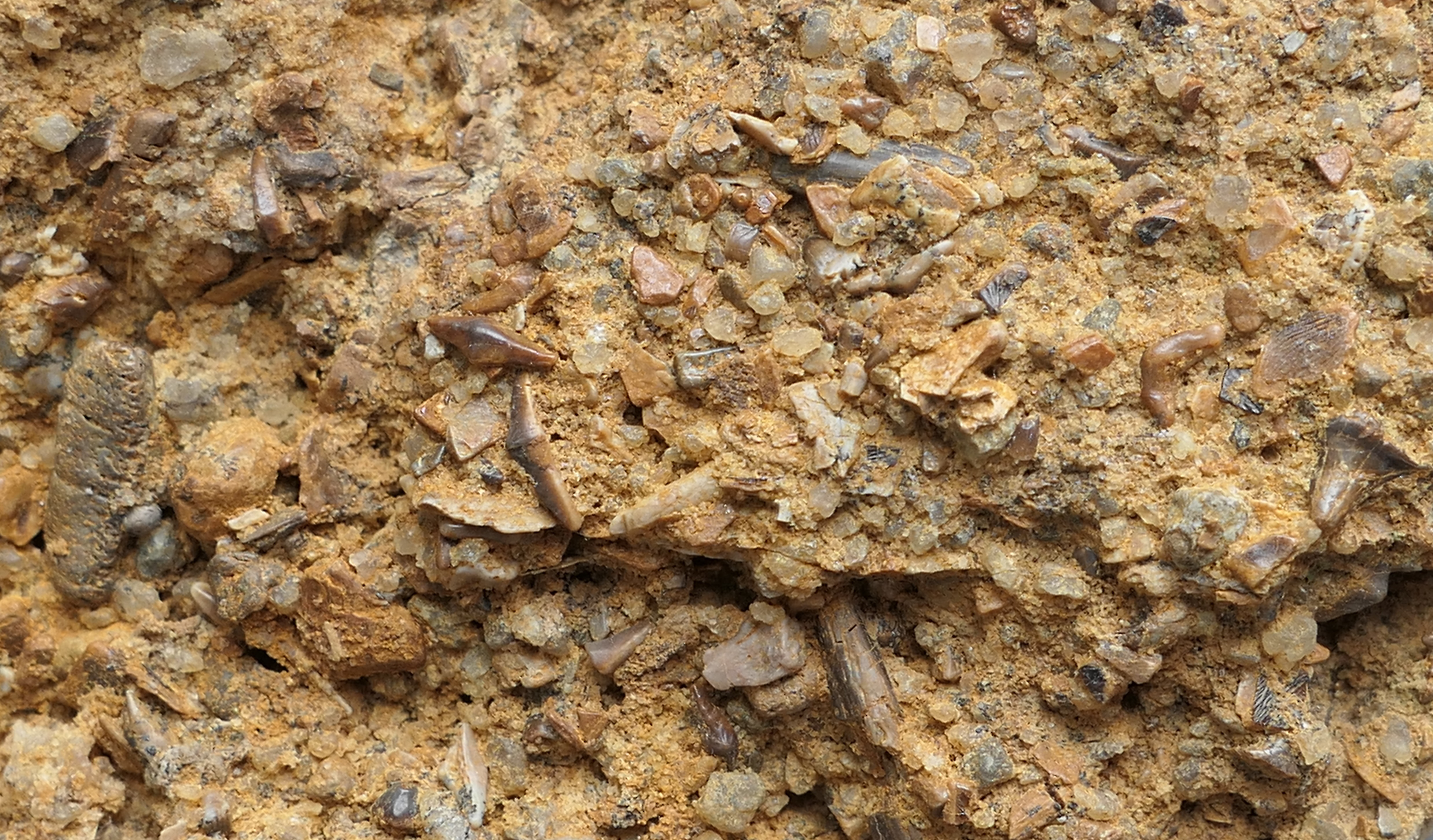
Rhätoliassisches GrenzBone bed aus dem Tübinger Raum. Bildbreite: 5,5 cm.

Der oberflächennahe geologische Untergrund Tübingens wird überwiegend von den Gesteinen der Mittleren Keuper (km) gebildet. Auf die steilen Keuperhänge folgen Schichtflächen, die von den Tonsteinen des Schwarzen Jura (Lias) gebildet werden. Die Schichtflächen liegen zwischen 440 und 500 m ü. NN und weisen meist eine gering mächtige Löss-Überdeckung auf, die während der Kaltzeiten dort abgelagert wurde.
Folgende Schichtenabfolge ist aufgeschlossen:
- Lösslehm: Aus dem Lösslehm sind gute Ackerböden entstanden, auf denen, soweit sie nicht besiedelt wurden, Getreide angebaut wird.
- Schwarzer Jura α: Wichtigster Stufenbildner in Tübingen.
- Rhätsandstein: Fossilienreicher Sandstein, der auch zu Bauzwecken verwendet wurde.
- Knollenmergel: Sie bilden die Oberhangbereiche und sind aufgrund ihrer Plastizität ein schlechter Baugrund.
- Stubensandstein: Dieser Keuper-Sandstein wurde früher als Scheuersand gebrochen und bildet stellenweise ebenso Schichtflächen aus.
- Untere Bunte Mergel, Kieselsandstein, Obere Bunte Mergel: Sie bilden die unteren Hangbereiche in Tübingen.
- Schilfsandstein: Der Schilfsandstein kommt zum Beispiel im Bett des Neckars zu Tage. Er bildet den Sockel der Neckarbrücke. Die vom Schilfsandstein bedingte Neckarfurt begünstigte die Gründung Tübingens.
- Alluviale Schotter: Sie bilden die ebenen Talgründe des Neckars und seiner Nebenbäche Steinlach und Ammer und werden zu Bauzwecken abgebaut. Daher rühren die im Neckartal vorhandenen Baggerseen.

Die von Alluvium, Stubensandstein und Lias α gebildeten Verebnungen haben eine wichtige Bedeutung als stabiler Baugrund und auch für die Anlage große Flächen in Anspruch nehmender Gebäude. Universität und Gewerbe wurden auf der alluvialen Schwemmlandebene angesiedelt. Neue Kliniken, der Stadtteil Waldhäuser Ost und die Naturwissenschaftlichen Fakultäten auf der Morgenstelle entstanden auf Stubensandstein und Lias α.
Hinderlich für die Bebauung und deshalb die bauliche Entwicklung hemmend ist der Knollenmergel. Deswegen sind beispielsweise der Nordhang des Österbergs sowie der Steinenberg frei von Bebauung.
Ca. 5 km nördlich von Tübingen befindet sich ein geologischer Lehrpfad am Kirnberg (Schönbuch), bei dem die Keuperschichten auf mehreren Schautafeln erläutert werden. Am 2. Juni 2017 wurde der überarbeitete Geologische Lehrpfad der Öffentlichkeit vorgestellt und übergeben.
1831 wurde für den Bau des neuen Anatomiegebäudes (Österbergstraße 3) eine rund 70 m tiefe Brunnenbohrung zur Wasserversorgung abgeteuft, die auch wissenschaftlich beschrieben wurde und eine der ältesten geologischen Keuper-Profile von Süddeutschland darstellt.

### Klima

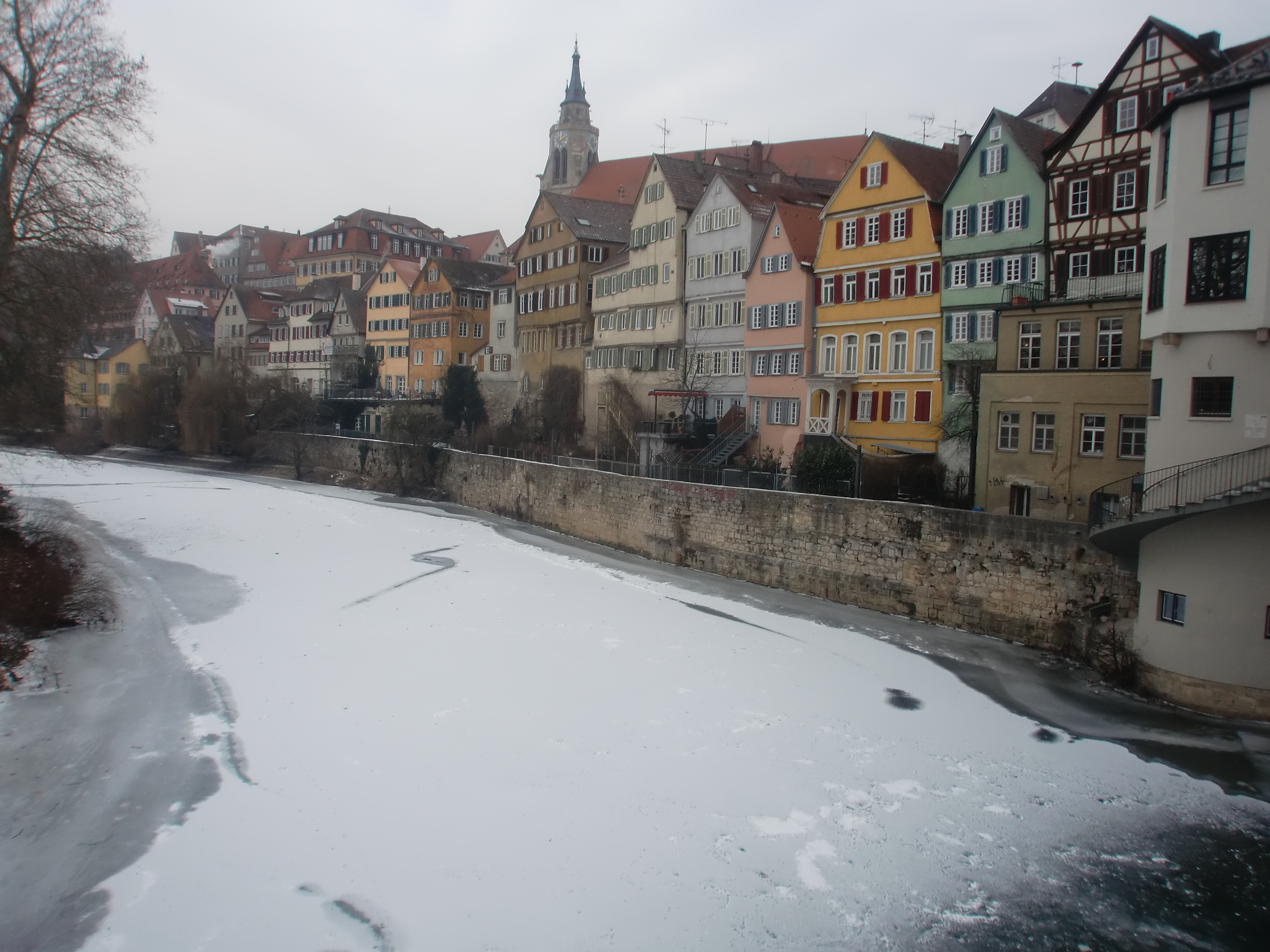
Seltener Anblick: zugefrorener Neckar im Februar 2012

Das Klima in Tübingen bewegt sich etwa im Durchschnitt Baden-Württembergs. Die mittlere Jahrestemperatur beträgt 9,0 °C und liegt damit ungefähr in der Mitte zwischen den Werten der klimatisch begünstigten Städte im Rheintal (z. B. Karlsruhe: 10,5 °C) und den kalten Orten auf den Hochflächen (z. B. Villingen-Schwenningen: 6,7 °C). Auch die im langjährigen Mittel gemessene jährliche Niederschlagsmenge von 741 mm liegt etwa im Durchschnitt der Werte anderer Städte in Baden-Württemberg (z. B. Stuttgart: 679 mm / Freiburg im Breisgau: 954 mm).
Der regelmäßig wärmste Monat in Tübingen ist der Juli mit einer Durchschnittstemperatur von 18 °C, der kälteste der Januar mit einem Durchschnitt von −0,7 °C. Mit mittleren 101 mm fällt der meiste Regen im Juni. Die regenärmsten Monate sind der März und der Dezember mit einem langjährigen Durchschnitt von 39 mm.
Das Stadtklima ist stark durch die zahlreichen Erhebungen geprägt. So ist es im Winter keine Seltenheit, dass die am Neckar gelegenen Stadtteile völlig schneefrei sind, während die Höhenlagen eine geschlossene Schneedecke aufweisen. Auch die Lage der Hänge hat klimatische Auswirkungen. So ist beispielsweise der Südhang des Spitzbergs ausgesprochen warm und artenreich, während die Nordseite wesentlich kälter ist und nur einen Bruchteil der biologischen Vielfalt der Südseite aufweisen kann.
|                        | Jan  | Feb  | Mär  | Apr  | Mai  | Jun  | Jul  | Aug  | Sep  | Okt  | Nov  | Dez  |   |       |
| Mittl. Temperatur (°C) | 1,3  | 2,6  | 5,8  | 9,2  | 13,9 | 17,0 | 18,9 | 18,8 | 14,4 | 10,2 | 4,8  | 1,6  | ⌀ | 9,9   |
| Mittl. Tagesmax. (°C)  | 4,2  | 6,3  | 10,1 | 14,1 | 19,0 | 22,1 | 24,2 | 24,3 | 19,3 | 14,4 | 7,8  | 4,0  | ⌀ | 14,2  |
| Mittl. Tagesmin. (°C)  | −1,6 | −1,1 | 1,5  | 4,2  | 8,7  | 11,9 | 13,6 | 13,4 | 9,5  | 6,1  | 1,9  | −0,8 | ⌀ | 5,6   |
|                        |      |      |      |      |      |      |      |      |      |      |      |      |   |       |
| Niederschlag (mm)      | 37,9 | 37,2 | 48,6 | 46,2 | 75,1 | 91,3 | 88,3 | 69,3 | 60,5 | 63,7 | 51,7 | 44,9 | Σ | 714,7 |
|                        |      |      |      |      |      |      |      |      |      |      |      |      |   |       |
| Sonnenstunden (h/d)    | 2,6  | 3,5  | 4,3  | 5,6  | 6,9  | 7,5  | 7,3  | 7,1  | 5,4  | 3,8  | 2,4  | 2,1  | ⌀ | 4,9   |
|                        |      |      |      |      |      |      |      |      |      |      |      |      |   |       |
| Regentage (d)          | 13,6 | 12,9 | 14,6 | 14,1 | 14,6 | 14,6 | 14,2 | 13,2 | 13,2 | 13,8 | 15,0 | 15,0 | Σ | 168,8 |

| −1,6 |

| −1,1 |

| 1,5 |

| 4,2 |

| 8,7 |

| 11,9 |

| 13,6 |

| 13,4 |

| 9,5 |

| 6,1 |

| 1,9 |

| −0,8 |

| −1,6 |

| −1,1 |

| 1,5 |

| 4,2 |

| 8,7 |

| 11,9 |

| 13,6 |

| 13,4 |

| 9,5 |

| 6,1 |

| 1,9 |

| −0,8 |

### Schutzgebiete

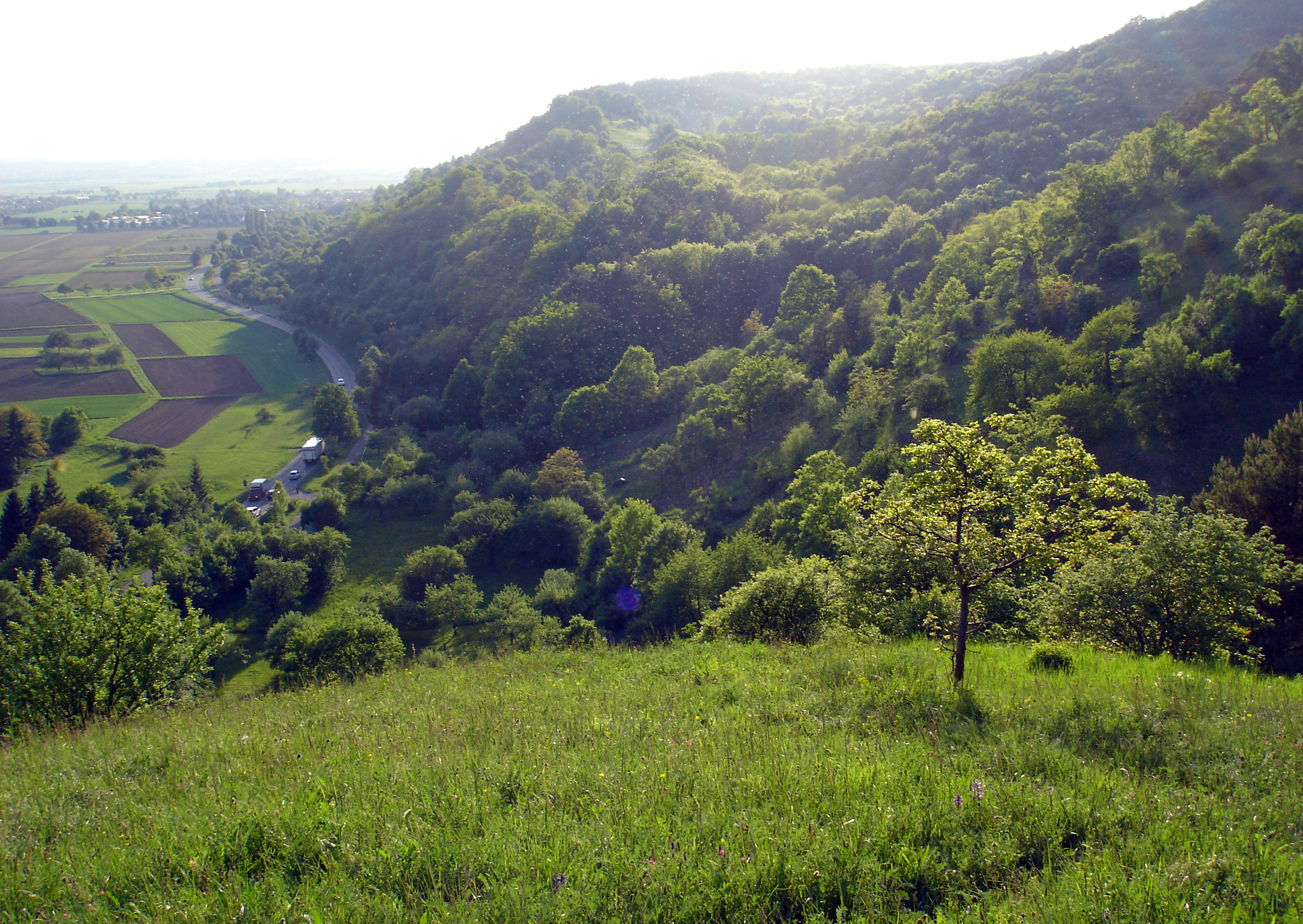
Naturschutzgebiete Spitzberg-Ödenburg und Hirschauer Berg

In Tübingen gibt es fünf Naturschutzgebiete. Die Naturschutzgebiete Spitzberg-Ödenburg und Hirschauer Berg liegen nördlich von Hirschau. Das Obere Steinach und das Natur- und Landschaftsschutzgebiet Bühler Tal und Unterer Bürg bei Bühl, und das Naturschutzgebiet Blaulach zwischen Pfrondorf und Kusterdingen.
Im Norden liegt das Landschaftsschutzgebiet Schönbuch, im Süden das Landschaftsschutzgebiet Rammert. Zwischen Hirschau und Unterjesingen liegen die beiden Landschaftsschutzgebiete Spitzberg und Unteres Ammertal, bei Lustnau beginnt das Landschaftsschutzgebiet Mittleres Neckartal.
Reutlingen hat Anteil den drei FFH-Gebieten Spitzberg, Pfaffenberg, Kochhartgraben und Neckar, Rammert und Schönbuch sowie den beiden Vogelschutzgebieten Mittlerer Rammert und Schönbuch.
Der nördliche Teil des Stadtgebiets liegt im Naturpark Schönbuch.

## Geschichte

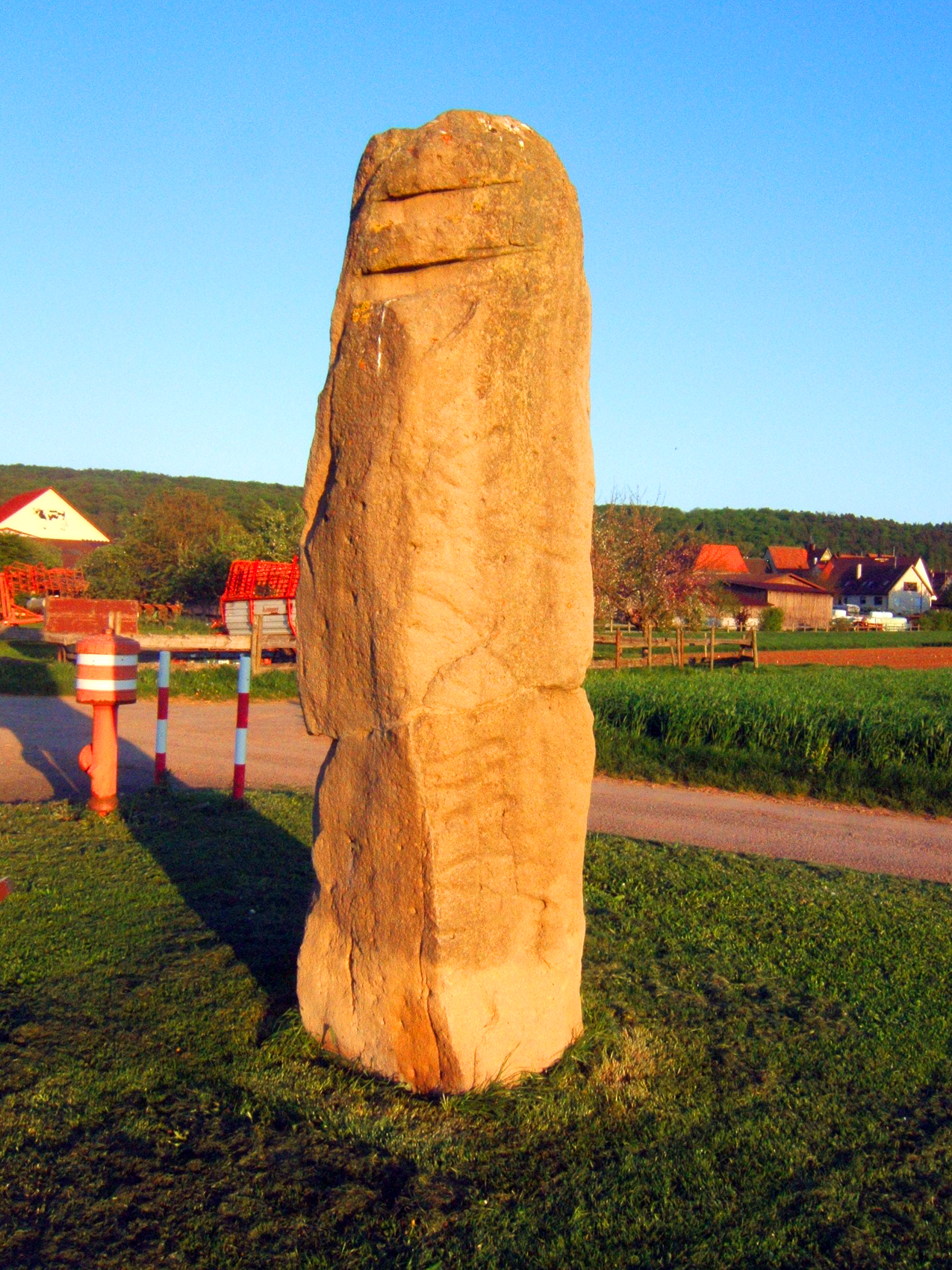
Menhir von Weilheim als Replikation unweit des Fundortes

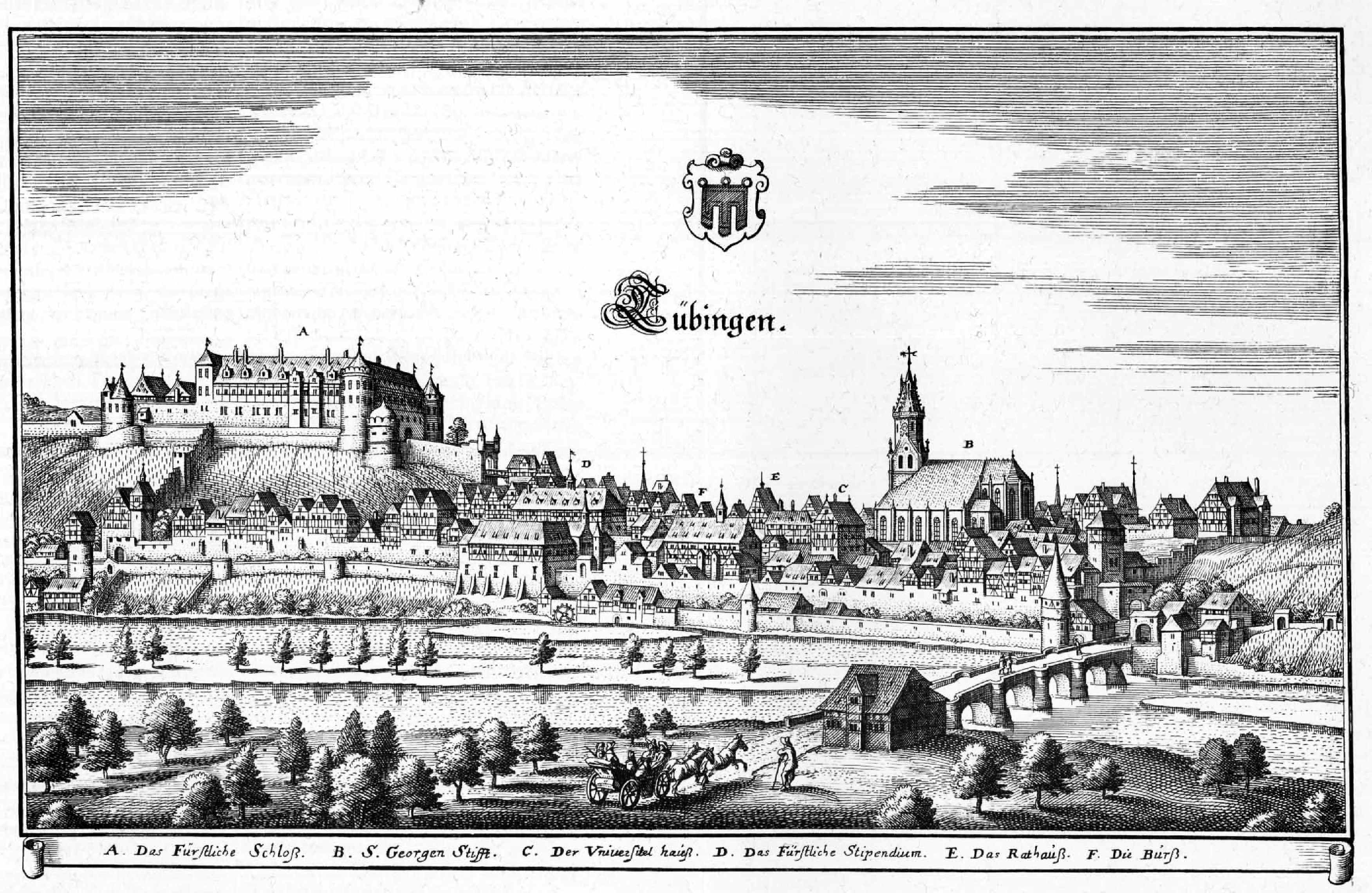
Tübingen um 1650, umgeben von Weingärten, Kupferstich von Matthäus Merian

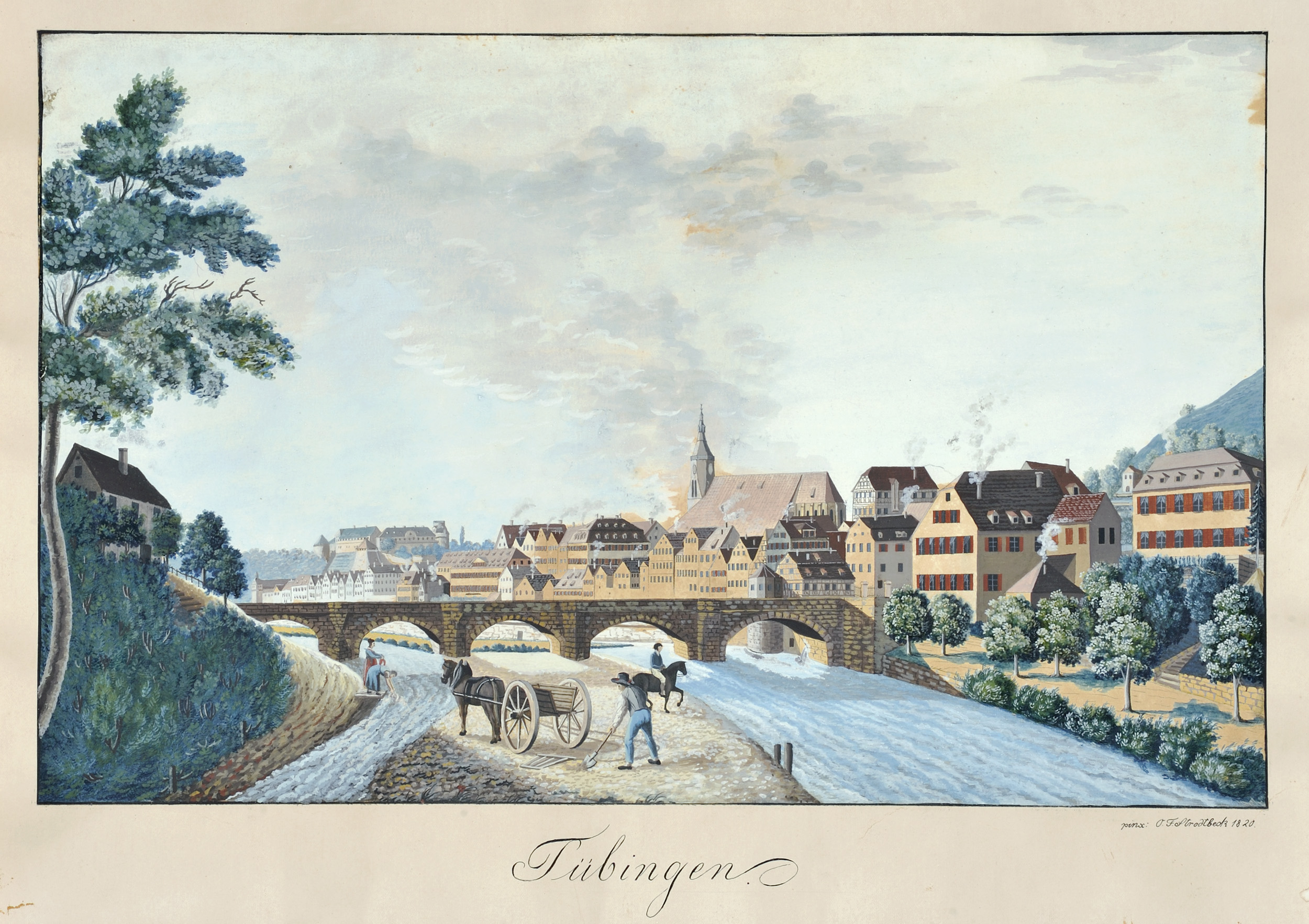
Ansicht von Tübingen um 1820, Gouache von O.F. Strodtbeck

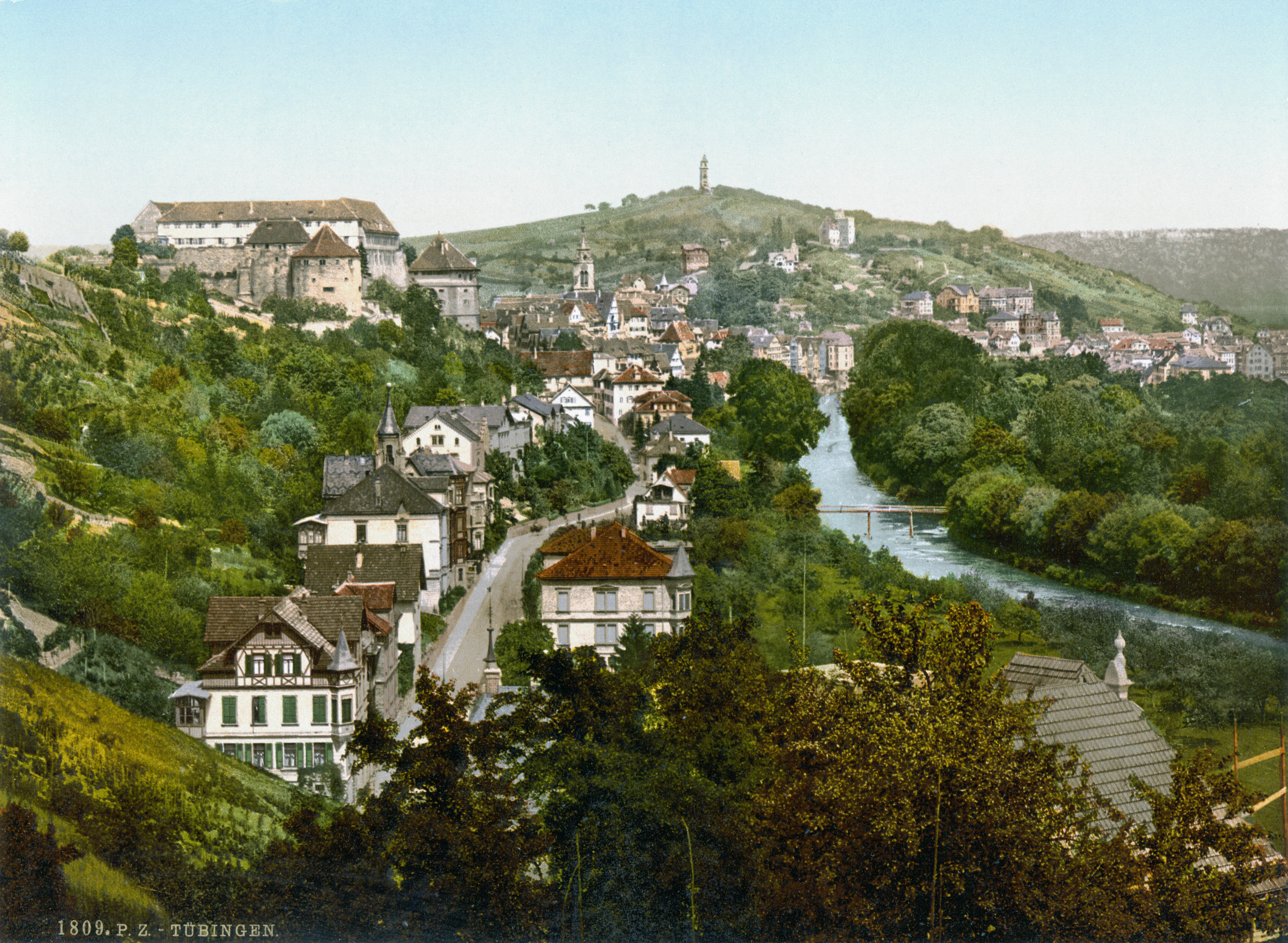
Tübingen um 1892

### Vorgeschichte
Die Region um die Stadt Tübingen ist spätestens seit dem Magdalénien, dem jüngsten Abschnitt des Jungpaläolithikums, von eiszeitlichen Jägern und Sammlern aufgesucht worden. Im Folgenden lässt sich in Form von Werkzeugfunden, Bestattungen, Hausgrundrissen oder Siedlungsresten in nahezu alle prähistorischen Epochen die Anwesenheit von Menschen nachweisen, z. B. die der Bandkeramischen, der Rössener, der Schnurkeramischen und auch der Großgartacher Kultur. Der wegen der darauf abgebildeten Stabdolche ursprünglich als frühbronzezeitlich angesehene Menhir von Weilheim wird von der Forschung mittlerweile als endneolithisch angesehen. Ähnlich wird eine steinerne Bildstele aus Rottenburg „Lindele“ bewertet, die sekundär in einem eisenzeitlichen Grab verbaut wurde. Bronzezeitliche Siedlungsspuren fanden sich auf dem Reustener Kirchberg. Von überregionaler Bedeutung ist eine frühbronzezeitliche Frauenbestattung von Ammerbuch-Reusten, „Grüninger“ mit einem kleinen Goldring, der als ältester sicher datierter Goldfund in Südwestdeutschland gelten kann. Aus der älteren Eisenzeit sind auf dem Stadtgebiet Tübingens zahlreiche Grabhügel der Hallstattzeit bekannt, wie etwa der Grabhügel von Tübingen-Kilchberg. Aus der Zeit um 85 n. Chr. stammen Spuren der Römer, die etwas weiter nordöstlich den Neckar-Limes errichteten.

### Mittelalter
Im Zusammenhang mit der Belagerung von „castrum twingia“ (‚Zwingburg‘) durch König Heinrich IV. wird Schloss Hohentübingen 1078 zum ersten Mal urkundlich erwähnt.
Hierzu sind zwei Überlieferungen vorhanden. Zum einen die Zwiefalter Annalen, in denen zu lesen ist: Duwingen obessa (‚Tübingen wird belagert‘). Tübingen ist in dieser Auseinandersetzung der einzige Ort, der genannt wird, was auf die Bedeutung der Burg zu dieser Zeit hindeutet. Die zweite Quelle ist die Gesta Treverorum, die Chronik der Trierer Erzbischöfe. Hier wird über Bischof Udo von Nellenburg berichtet, da dieser während der Belagerung Tübingens starb: in obsidione castri Alemannorum, quod Twinga vocatur, obiit (‚[dieser] starb [auf dem Kriegszug des Königs] bei der Belagerung der Burg der Alemannen, die Twingia genannt wird‘). Udo war als Vermittler im Tross des Kaisers und versuchte einen Ausgleich zwischen Heinrich IV. und Gegenkönig Rudolf von Rheinfelden zu erreichen. Udo wurde nach seinem Tod nach Trier überführt und hier als erster Bischof im Dom beigesetzt.
Es ist von einer ländlichen Vorgängersiedlung auszugehen, die im Bereich des hochwassersicheren Sattels zwischen Schloss- und Österberg zu verorten ist. 1936 wurden im Bereich der Münzgasse alamannische Gräber gefunden, die wahrscheinlich von dieser Siedlung stammen. Darauf gibt allein schon der Ortsname den Hinweis: der Name des Ortsgründers Tuwo in der Vorsilbe und die Namensendung auf -ing(en) deuten auf Gründung während der Völkerwanderungszeit hin. Die Tübinger Unterstadt hat dort ihren Ursprung. Die Oberstadt entstand erst später als Erweiterung der Burgmannensiedlung unterhalb der Burg.
Mitte des 11. Jahrhunderts gehört das Gebiet um Tübingen den Grafen von Zollern. Aus dem Jahre 1191 stammt die erste Erwähnung von Kaufleuten, was als Beweis für einen Marktplatz gilt. Stadtrechte werden 1231 zum ersten Mal genannt. Im Jahre 1262 gründete Papst Alexander IV. ein Augustiner-Eremitenkloster, mit einem Franziskanerkloster folgte das zweite Kloster in Tübingen, gegründet mit Unterstützung des Pfalzgrafen Heinrich von Tübingen, genau zehn Jahre später. Im 13. Jahrhundert erhielt Tübingen eine Lateinschule, die spätere Schola anatolica. 1342 gelangen Burg und Stadt an die Grafen von Württemberg. Die Stadt wurde kurz darauf Sitz eines Amtes.

### Tübingen wird Universitätsstadt
Mit der Verlegung des Sindelfinger Martinsstiftes nach Tübingen 1476 wurde ein Kollegiatstift gegründet, das die wirtschaftlichen und personellen Voraussetzungen für die Gründung einer Universität bot. Die Pfarrkirche St. Georg wurde zur Stiftskirche. Die Gründung der Eberhard Karls Universität erfolgte ein Jahr darauf.
Am 8. Juli 1514 wurde der Tübinger Vertrag, der als wichtigstes Verfassungsdokument des Herzogtums Württemberg gilt, geschlossen. Als Ort des Vertragsabschlusses darf Tübingen seither die württembergischen Geweihstangen in seinem Wappen führen. Mit der Einführung der Reformation endete zwischen 1534 und 1535 die Geschichte der Klöster der Stadt. 1535 nahm Leonhart Fuchs einen Ruf an die Universität an, ein Jahr später wurde von Herzog Ulrich von Württemberg als Stipendium für evangelische Theologiestudenten das Evangelische Stift Tübingen gegründet, das 1547 in das ehemalige Augustinereremiten-Kloster einzog. Seit seiner Gründung hat hier die nicht wohlhabende Intelligenz aus Württemberg studiert, darunter Persönlichkeiten wie Johannes Kepler oder Georg Wilhelm Friedrich Hegel.

### Dreißigjähriger Krieg
Zwischen 1622 und 1625 besetzte nach der Schlacht bei Wimpfen am 6. Mai die Katholische Liga das evangelische Herzogtum Württemberg. 1629 trat dann das Restitutionsedikt in Kraft. Während des „Kirschenkriegs“ vom 28. Juni bis 11. Juli 1631 wurde Tübingen geplündert. Nach der Schlacht bei Nördlingen übergab der Kommandant Johann Georg von Tübingen im September 1634 das von 70 Bürgern besetzte Schloss Hohentübingen kampflos an die kaiserlichen Truppen. Immerhin wurde Tübingen dank des Engagements eines Tübinger Bürgersohns, der als (evangelischer) Rittmeister im Fürstenbergischen Regiment in kaiserlichen Diensten stand, nicht geplündert. Tübingen war anschließend meist von bayerischen Truppen besetzt.
In den Jahren 1635 und 1636 starben 1485 Menschen in der Stadt an der Pest. Zwei Jahre später fiel die Armee Bernhards von Sachsen-Weimar in Tübingen ein. Kurz vor Ende des Dreißigjährigen Krieges wurde Schloss Hohentübingen 1647 von den Franzosen belagert (Belagerung von Schloss Hohentübingen). Am 14. März wurde der Südostturm mit Hilfe einer Mine gesprengt. Die bayerische Besatzung gab auf und erhielt ehrenvollen Abzug. Die Franzosen blieben bis 1649 in Tübingen.

### 18. Jahrhundert

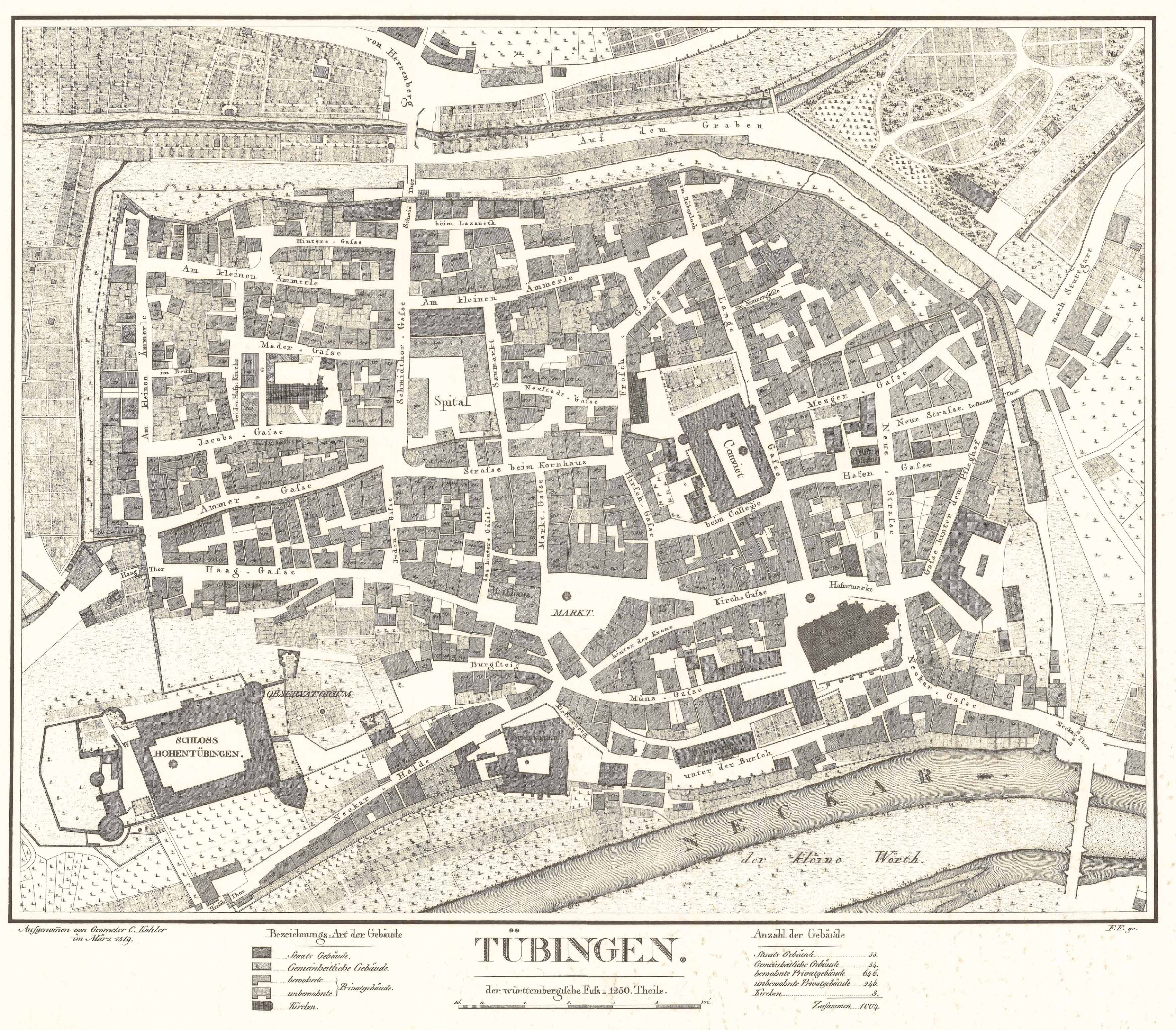
Katasterplan der Stadt Tübingen aus dem Jahr 1819

Bei einem Stadtbrand im Jahre 1771 wurden Teile der westlichen Altstadt um die Ammergasse zerstört. Ein weiterer Stadtbrand traf 1789 Teile der östlichen Altstadt im Bereich der heutigen Neuen Straße. Sie wurde auf begradigten Grundrissen im klassizistischen Stil wieder aufgebaut. 1798 gründete Johann Friedrich Cotta, der Verleger deutscher Klassiker wie Goethe, Schiller, Herder und Wieland, in Tübingen die Allgemeine Zeitung, die in den folgenden Jahren zur führenden politischen Tageszeitung Deutschlands wurde.

### Tübingen während der württembergischen Königszeit
Nach der Gründung des Königreichs Württemberg blieb Tübingen Sitz des gleichnamigen Oberamts, erfuhr jedoch bis 1813 im Zuge der neuen Verwaltungsgliederung noch einige Veränderungen. Von 1807 bis 1843 lebte Friedrich Hölderlin in Pflege im Hölderlinturm am Neckar. Ab Anfang des 19. Jahrhunderts wuchs die Stadt erstmals nennenswert über die mittelalterlichen Grenzen hinaus mit der rechtwinkligen Wilhelmsvorstadt an der Neuen Aula und dem Botanischen Garten. Im sogenannten Gôgenaufstand von 1831 zogen etwa 60 Handwerksburschen und Weingärtner als Protest gegen Polizeiwillkür durch die Stadt und sangen das Schiller’sche Räuberlied. Die lokale Obrigkeit richtete einen Hilferuf an die offiziell nicht bestehenden und verbotenen Studentenverbindungen, und bewaffnete studentische Sicherheitswachen wurden gegen die Aufständischen eingesetzt. Beim Tübinger Brotkrawall von 1847 wurde ein aus etwa 150 Studenten bestehendes akademisches Sicherheits-Corps der Universität Tübingen unter der Führung von Carl Heinrich Ludwig Hoffmann aus den Arsenalen der Universität bewaffnet. Das Sicherheitscorps beendete die Unruhen, indem es entschlossen gegen die sozialen Interessen der armen Bevölkerungsschichten antrat. 1861 erhielt Tübingen mit der Eröffnung des heutigen Hauptbahnhofs an der Bahnstrecke Plochingen–Immendingen Anschluss an das Streckennetz der Königlich Württembergischen Staats-Eisenbahnen.

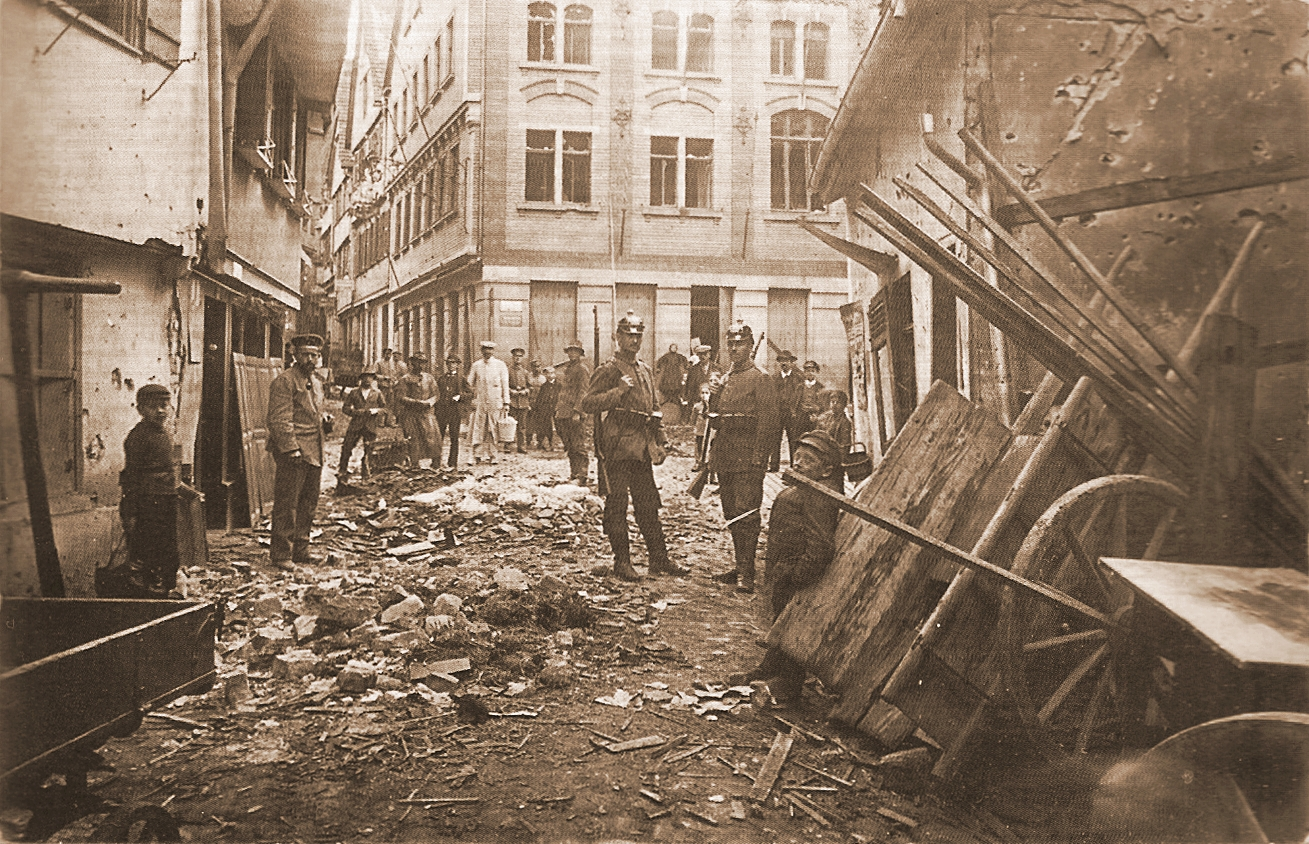
Das Württembergische Infanterie-Regiment Nr. 180 inspiziert während des Ersten Weltkriegs einen Fliegerbombenschaden in der Tübinger Hirschgasse

Seit 1873 ist Tübingen Militärstandort. Südlich der Stadt wurde eine Infanterie-Kaserne eingerichtet, in der das 10. Württembergische Infanterieregiment Nr. 180 stationiert wurde. Im Jahr 1938 erhielt die Kaserne den Namen Thiepval-Kaserne, benannt nach dem in der französischen Provinz Picardie gelegenen Gemeinde Thiepval, wo während der Sommeschlacht im September 1916 Soldaten dieses Regimentes kämpften. Eine Tafel an der Kasernenmauer erinnert daran. Bei einem französischen Luftangriff im Ersten Weltkrieg wurden 16 Häuser beschädigt. Von 1914 bis 1916 wurde eine zweite Kaserne errichtet, die zunächst als Neue Kaserne bezeichnet wurde und ebenfalls 1938 zur Erinnerung an die Lorettoschlacht den Namen Loretto-Kaserne erhielt. 1935 wurde eine dritte Kaserne eröffnet, die 1938 von Burgholzkaserne in Hindenburg-Kaserne umbenannt wurde.

### Zeit des Nationalsozialismus
Der Beginn der Zeit des Nationalsozialismus im Deutschen Reich bedeutete 1933 auch das Ende des kurzlebigen freien Volksstaates Württemberg. Die Universitätsstadt Tübingen geriet nun in den Bereich der Zuständigkeit des NSDAP-Gaus Württemberg-Hohenzollern.
Durch die Deutsche Gemeindeordnung wurde Tübingen 1935 zum Stadtkreis erklärt, blieb aber innerhalb des Kreises Tübingen, wie das Oberamt Tübingen seit 1934 hieß. 1938 wurde der Kreis Tübingen erheblich vergrößert und es entstand der Landkreis Tübingen (in der bis 1972 gültigen Form). Von 1933 bis 1943 bestand in Tübingen eine Außendienststelle der Gestapo. Beim Novemberpogrom 1938 wurde die Synagoge in der Gartenstraße 35–37 zunächst geplündert; unter den Plünderern befanden sich der NSDAP-Kreisleiter und der Bürgermeister. Frühmorgens wurde die Synagoge von SA-Männern niedergebrannt, die Kosten für den Abbruch der Brandruine wurde der jüdischen Gemeinde in Rechnung gestellt. Das Synagogengrundstück wurde 1940 weit unter Preis an die Stadt Tübingen verkauft. An 14 jüdische Opfer der Shoa erinnert heute ein Gedenkstein auf dem Jüdischen Friedhof nördlich der B 28 Richtung Wankheim. Der jüdischen Opfer der NS-Diktatur wird auch an der Mauer zur Stiftskirchenseite auf dem Holzmarkt seit 1983 mit einer Gedenktafel gedacht, ebenso seit 2000 mit dem Denkmal Synagogenplatz an der Gartenstraße.
Am 19. April 1945 endete für Tübingen der Zweite Weltkrieg. Drei Luftangriffe hatten 82 Häuser völlig zerstört, 104 schwer und 607 leicht beschädigt. Tübingen wurde durch Luftangriffe insgesamt zu 5 % zerstört. Durch die Initiative des Standortarztes Theodor Dobler wurde die Stadt kampflos an die französischen Truppen übergeben. Tübingen lag nun in der Französischen Besatzungszone.

### Nachkriegszeit
1946 machte die französische Besatzungsmacht Tübingen zur Hauptstadt des neu einzurichtenden Landes – ab 1949: Bundeslandes – Württemberg-Hohenzollern, bis dieses im neuen Land Baden-Württemberg aufging. Die Stadt wurde „unmittelbare Kreisstadt“. Am 18. Februar 1949 wurde im Innenhof des Gefängnisses in der Doblerstraße 18 der Raubmörder Richard Schuh mit der Guillotine hingerichtet. Es war die letzte zivile Hinrichtung auf westdeutschem Gebiet. 1952 wurde Tübingen Sitz des Regierungsbezirks Südwürttemberg-Hohenzollern, der bei der Kreisreform zum 1. Januar 1973 in den Regierungsbezirk Tübingen überführt wurde. 1956 erhielt Tübingen die Bezeichnung Große Kreisstadt.
1965 wurde Tübingen mit dem Europapreis für hervorragende Bemühungen um den europäischen Integrationsgedanken ausgezeichnet.
Durch die Eingliederung von acht Gemeinden erreichte das Stadtgebiet zwischen 1971 und 1974 seine heutige Ausdehnung. Bei der 1973 durchgeführten Kreisreform erhielt der Landkreis Tübingen ebenfalls seine heutige Ausdehnung.

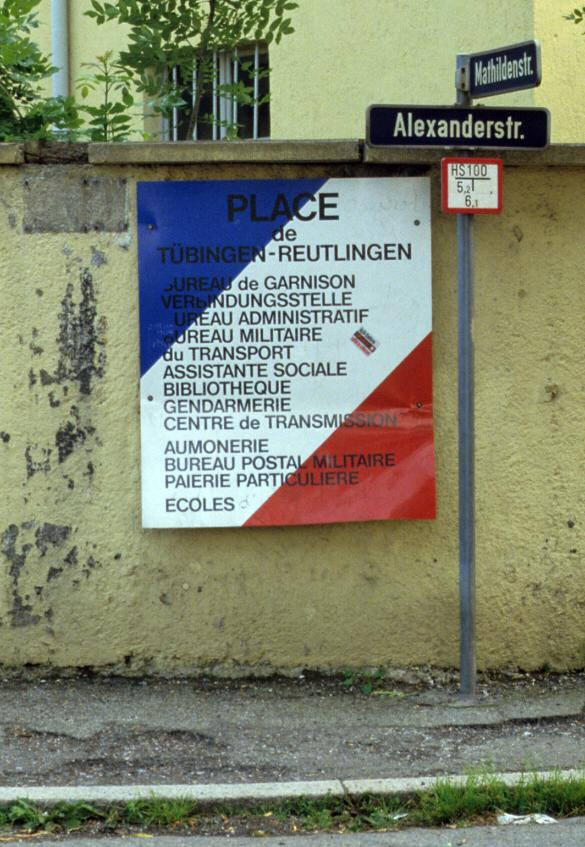
La Place de Tübingen-Reutlingen, ehemaliges Zentrum der französischen Garnisonsstadt

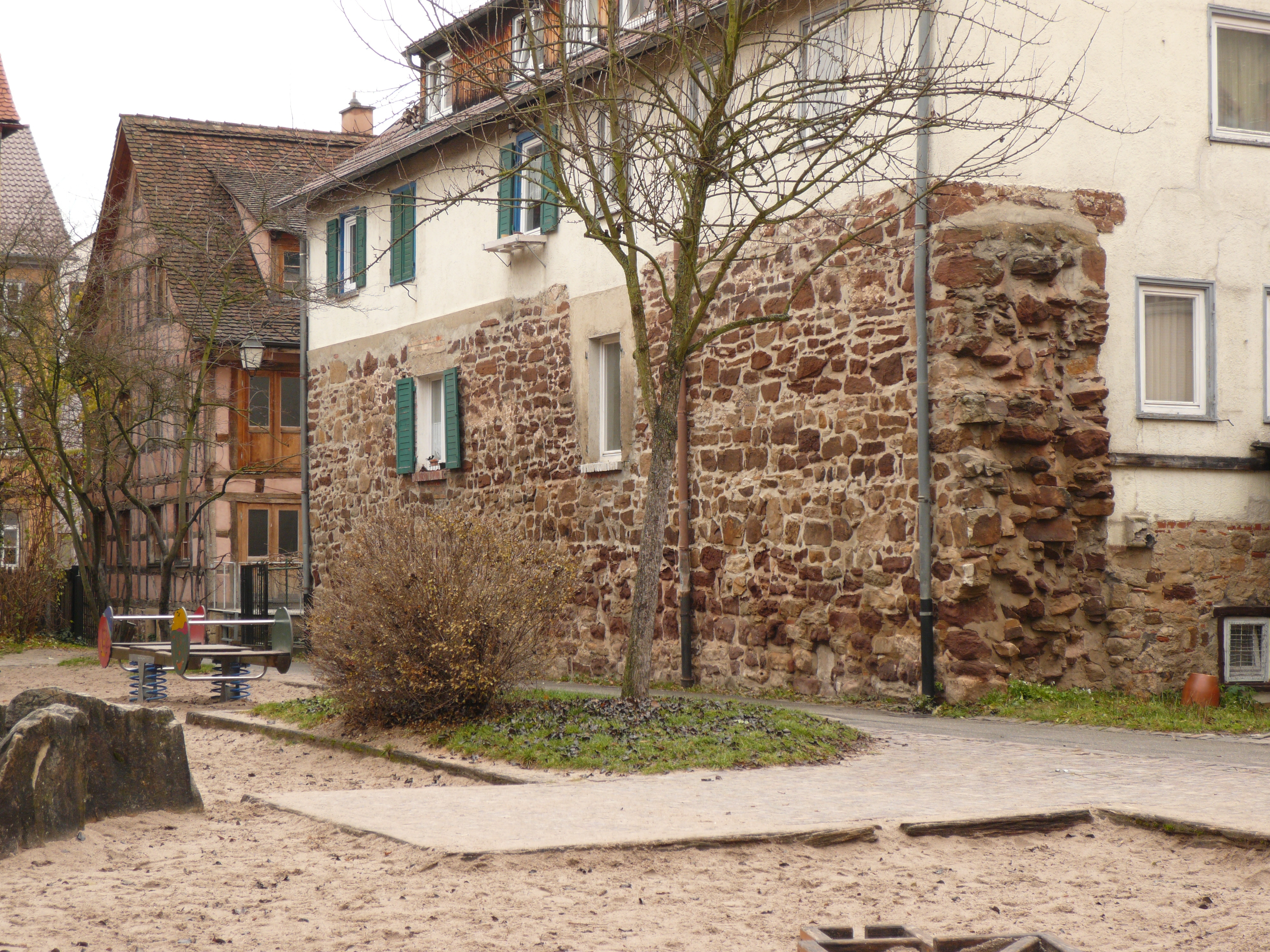
Als Hauswand verbauter Rest der ehemaligen Stadtmauer nahe dem Haagtor

Bis in die 1990er-Jahre blieb Tübingen französische Garnisonsstadt. Die französischen Soldaten prägten das Stadtbild mit. Außer den drei Tübinger Kasernen nutzte die französische Garnison zahlreiche Wohngebäude, insbesondere in der Südstadt.
2015 wurde Tübingen der Ehrentitel „Reformationsstadt Europas“ durch die Gemeinschaft Evangelischer Kirchen in Europa verliehen.
Am 16. März 2021 begann in Tübingen im Zusammenhang mit der COVID-19-Pandemie ein Versuch der Landesregierung von Baden-Württemberg und der Stadt, der unter dem Begriff Tübinger Modell bekannt wurde. Vor allem durch Schnelltests wurden Öffnungen des Einzelhandels, der Gastronomie und Kultureinrichtungen ermöglicht. Mit dem Modellprojekt, dessen offizieller Name „Öffnen mit Sicherheit“ lautete, wollte Baden-Württemberg zusammen mit der Stadt Tübingen „neue Wege im Umgang mit der Corona-Pandemie proben“. Das Projekt endete am 24. April 2021.

### Geschichte der Stadtteile bzw. Ortschaften und Wohnplätze
Die Orte, die als Folge der Eingemeindung in den 1970er-Jahren eine Ortschaftsverfassung mit eigenem Ortschaftsrat und Ortsvorsteher haben, werden als Ortschaft bezeichnet, sind aber laut Hauptsatzung der Stadt ebenso Stadtteile wie die früher eingemeindeten Stadtteile. Ferner gibt es noch einen Wohnplatz, der nie eine selbständige Gemeinde war.
- Ammern (Wohnplatz) wurde um 1120 als „Ambra“ erstmals erwähnt. Durch diverse Schenkungen der Pfalzgrafen von Tübingen kam der Ort im 12. Jahrhundert an das Kloster Obermarchtal, das ab 1303 bereits die Vogtei innehatte. Danach verschwand das Dorf allmählich. Die verbliebenen Güter kamen mit Obermachtal 1803 an die Fürsten von Thurn und Taxis und ab 1806 unter württembergische Verwaltung. 1852 wurde Ammern Besitz des königlichen Hauses Württemberg und gehörte politisch zur Gemeinde Derendingen, mit der es 1934 nach Tübingen eingemeindet wurde. 1935 wurde die Teilgemeinde Ammern und 1978 die Markung Ammern aufgelöst.
- Bebenhausen (Ortschaft) wurde 1185 als „Bebenhusin“ erstmals erwähnt, doch ist die Siedlung bereits älter. Die Pfalzgrafen von Tübingen stifteten ein Kloster, das zunächst von Prämonstratensern besiedelt war. 1190 folgten Zisterzienser aus Schönau bei Heidelberg. Spätestens ab 1204 war das Kloster reichsunmittelbar. Erst Ende des 14. Jahrhunderts gelangte es unter die Herrschaft Württembergs. 1534 wurde es nach Einführung der Reformation aufgelöst. Die Güter des Klosters und der zugehörige Ort wurden durch württembergische Vögte im Klosteramt Bebenhausen verwaltet. 1759 wurde dieses zum Oberamt erhoben und dessen Sitz nach Lustnau verlegt. Ab 1807 gehörte Bebenhausen zum Oberamt Tübingen.
- Bühl (Ortschaft) wurde um 1100 als „Buhile“ erstmals erwähnt. Um 1120 werden Edelfreie von Bühl genannt. Im 12. Jahrhundert gelangte der Ort an die Grafen von Hohenberg. Ab 1292 war Bühl als Lehen an Amman von Rottenburg vergeben, die es bis 1502 innehatten. Dann wurde es aufgeteilt. Unter anderen waren die Herren von Ehingen zu Kilchberg und die Herren vom Stain zum Rechtenstein die Besitzer. Letztere bauten ab 1550 das Schloss. Die Oberhoheit über Bühl oblag bei Österreich. Das Lehen wurden mehrmals eingezogen und wieder verpfändet. 1805 kam Bühl an Württemberg und wurde dem Oberamt Rottenburg zugeordnet. Bei dessen Auflösung 1938 kam Bühl zum Landkreis Tübingen.
- Derendingen (Stadtteil) wurde um 1089 als „Taredingin“ erstmals erwähnt. Die Herren von Derendingen waren Dienstleute der Grafen von Achalm, welche die Hälfte des Ortes an das Kloster Zwiefalten verkauften. Über die andere Hälfte herrschten im 13. Jahrhundert Dienstleute der Pfalzgrafen von Tübingen, die ihren Anteil 1342 an Württemberg veräußerten. Doch konnte das Kloster Zwiefalten seinen Anteil am Dorf später noch ausbauen. 1750 vertauschte das Kloster Zwiefalten seinen Besitz mit Württemberg, so dass ganz Derendingen württembergisch war. Der württembergische Teil gehörte stets zum Amt bzw. Oberamt Tübingen.
- Hagelloch (Ortschaft) wurde 1106 als „Hagunloch“ erstmals erwähnt. Über mehrere Herrschaften gelangte der Ort 1296 durch Verkauf an das Kloster Bebenhausen, mit dem er 1534 an Württemberg kam. Bis 1807 verblieb Hagelloch unter der Verwaltung des Klosteramts Bebenhausen und kam dann zum Oberamt Tübingen.
- Hirschau (Ortschaft) wurde um 1204 als „Hizroune“ erstmals erwähnt. Über mehrere Herrschaften kam der Ort unter hohenbergisches Lehen und ab 1381 an Österreich. Ab 1621 war Hirschau wieder an die Freiherren von Hohenverg, ab 1733 an die Herren von Raßler verpfändet (bis 1762). Nach dem Übergang an Württemberg 1805 wurde Hirschau 1807 dem Oberamt Rottenburg zugeteilt und kam bei dessen Auflösung 1938 zum Landkreis Tübingen.
- Kilchberg (Ortschaft) wurde im 12. Jahrhundert als „Kiliberc“ erstmals erwähnt. Der Ortsadel waren Dienstleute der Pfalzgrafen von Tübingen. Ab 1429 kam der Ort an die Herren von Ehingen zu Hohenentringen, doch war ein Achtel des Ortes bereits seit 1389 württembergisch. Die Ehinger erbauten das Schloss. Im 17. Jahrhundert wurde der Ort auf verschiedene Herrschaften aufgeteilt, unter anderem an Leutrum von Ertingen. 1805 kam Kilchberg an Württemberg und wurde dem Oberamt Tübingen zugeordnet.
- Lustnau (Stadtteil) wurde um 1120 als „Lustnow“ erstmals erwähnt. Der Ort wurde von pfalzgräflichen Ministerialen derer von Lustnau beherrscht. Doch gelangte das Dorf nach und nach an das Kloster Bebenhausen, das hier einen Pfleghof errichtete. Nach Aufhebung des Klosters war Lustnau Sitz des Klosteramtes Bebenhausen, das erst 1807 aufgelöst wurde. Seither gehörte der Ort zum Oberamt Tübingen. Durch große Bautätigkeiten erweiterte sich das Dorf ab etwa 1930 in Richtung Tübingen, so dass der Ort heute mit der Kernstadt verwachsen ist.
- Pfrondorf (Ortschaft) wurde um 1200 als „Prundorf“ erstmals erwähnt. Zunächst bei den Pfalzgrafen von Tübingen, gelangte der Ort an die Herren von Lustnau und schließlich um 1400 an das Kloster Bebenhausen, zu dessen Klosteramt der Ort gehörte. 1807 kam Pfrondorf zum Oberamt Tübingen.
- Unterjesingen (Ortschaft) wurde Ende des 11. Jahrhunderts als „Yesingen“ erstmals erwähnt. Nach dem Ort benannte sich ab 1299 Marschälle von Jesingen. Das Dorf gehörte zur Burg Roseck, die im Besitz der Herren von Ow war und 1410 an das Kloster Bebenhausen gelangte. Dorf und Burg wurden somit württembergisch und gehörten zum Klosteramt Bebenhausen. 1807 kam Jesingen zum Oberamt Tübingen und 1810 zum Oberamt Herrenberg. Zur Unterscheidung zum benachbarten Ort Oberjesingen wurde die Vorsilbe Unter- beigefügt, so dass der Ort seither Unterjesingen genannt wird. Bei der Auflösung des Oberamtes Herrenberg 1938 kam Unterjesingen zum Landkreis Tübingen.
- Waldhausen (Stadtteil) wurde um 1100 erstmals erwähnt. Um 1270 kam der Ort an das Kloster Bebenhausen und ab 1534 zum Klosteramt Bebenhausen. 1807 kam der Ort zum Oberamt Tübingen, blieb aber stets ein Teil der politischen Gemeinde Bebenhausen. 1934 wurde der Ort nach Tübingen umgemeindet. 1967 wurde die Gemarkung Waldhausen aufgehoben. In den 1970er-Jahren entstand unweit des Weilers Waldhausen ein neues Wohngebiet „Waldhäuser Ost (WHO)“, das heute mit der Kernstadt Tübingen zusammengewachsen ist.
- Weilheim (Ortschaft) wurde um 1100 als „Wilon“ erstmals erwähnt. Nach dem Ort benannten sich ab 1271 Ministeriale der Pfalzgrafen von Tübingen. 1342 kam der Ort mit Tübingen an Württemberg und war ab 1500 dem Amt bzw. späteren Oberamt Tübingen zugeteilt.

### Eingemeindungen
In die Stadt Tübingen wurden folgende Gemeinden und Gemarkungen eingegliedert:
- 1934:
  - Derendingen mit Ammern
  - Lustnau
  - der Weiler Waldhausen (von der Gemeinde Bebenhausen umgegliedert)
- 1. Juli 1971:[42]
  - Bühl
  - Hagelloch
  - Hirschau
  - Kilchberg
  - Pfrondorf
  - Unterjesingen
- 1. August 1971:[43] Weilheim
- 1. November 1974:[44] Bebenhausen

### Einwohnerentwicklung

Einwohnerentwicklung Tübingens von 1871 bis 2017

Im Mittelalter und der frühen Neuzeit hatte Tübingen wenige tausend Einwohner. Die Bevölkerung wuchs langsam und ging durch die zahlreichen Kriege, Seuchen und Hungersnöte immer wieder zurück. So forderten Pestepidemien 1348 und während des Dreißigjährigen Krieges in den Jahren 1634 und 1635 zahlreiche Todesopfer. Erst mit dem Beginn der Industrialisierung im 19. Jahrhundert beschleunigte sich das Bevölkerungswachstum. Lebten 1818 erst 7.500 Menschen in der Stadt, so waren es 1900 bereits 15.000. Bis 1939 verdoppelte sich die Einwohnerzahl auf 30.000. Durch die Eingemeindung von acht kleineren Nachbargemeinden Anfang der 1970er-Jahre wuchs die Bevölkerung von 55.000 im Jahre 1970 auf 70.000 im Jahre 1973. Am 31. Dezember 2008 betrug die „Amtliche Einwohnerzahl“ für Tübingen nach Fortschreibung des Statistischen Landesamtes Baden-Württemberg 85.344. Seit 2009 wird auch in Tübingen eine Zweitwohnungssteuer erhoben. Der Steuersatz beträgt seit dem Jahr 2012 10 % der Jahreskaltmiete. Innerhalb eines Jahres hat sich deshalb die Zahl der Personen mit Hauptwohnung um ca. 3000 Personen erhöht. Oberbürgermeister Boris Palmer (seit 1. Mai 2023 parteilos, vormals Grüne) strebt mittelfristig eine Einwohnerzahl von 100.000 an. Hingegen hat sich durch den Zensus 2011 die Einwohnerzahl Tübingens um 6,5 Prozent auf rund 85.000 verringert. Zum Zweck der Erhöhung der Einwohnerzahl und der Schaffung von weiterem Wohnraum verfolgt die Stadt, wie viele andere Städte, die Politik, Baulücken zu schließen (Nachverdichtung). Sie beabsichtigt damit die Entgegenwirkung einer zunehmenden Zersiedelung.

### Immigration
Bei der Volkszählung 2011 wurde ermittelt, dass in jenem Jahr 9.591 Menschen bzw. 11,6 % der Einwohner in Tübingen keine deutsche Staatsangehörigkeit besaßen. Von diesen Menschen stammten 6866 aus dem europäischen Ausland (3966 davon aus den 27 EU-Ländern), 1432 aus Asien, 372 aus Afrika, 785 aus Nord- und Südamerika und 48 aus Ozeanien. Die größten Einwanderungsgruppen kommen aus der Türkei (1151 Menschen), Griechenland (1044), Italien (900), Kroatien (598) und den Vereinigten Staaten (455).

## Religion

### Konfessionsstatistik
Laut dem Zensus 2011 waren 38,9 % der Einwohner evangelisch, 24,6 % römisch-katholisch und 36,5 % gehörten einer anderen Glaubensgemeinschaft oder keiner an oder machten keine Angabe. Ende 2022 waren in Tübingen von den 92.800 Einwohnern 30,2 % evangelisch, 19,6 % katholisch und 50,2 % gehörten einer anderen Glaubensgemeinschaft an oder machten keine Angabe.

### Christentum
Tübingen gehörte zunächst zum Bistum Konstanz und war dem Archidiakonat „vor dem Wald“ (Kapitel Sülchen) zugeordnet. Infolge der Zugehörigkeit zum Herzogtum Württemberg wurde hier, wie im übrigen Württemberg, ab 1535 die Reformation eingeführt. Die in der Stadt tätigen Reformatoren waren Ambrosius Blarer und Balthasar Käuffelin. Danach war Tübingen über viele Jahrhunderte eine überwiegend protestantische Stadt. 1559 trat die große Kirchenordnung in Kraft. Tübingen wurde auch bald Sitz eines Dekanats (siehe Kirchenbezirk Tübingen) innerhalb der Württembergischen Landeskirche, das zunächst zur Generalsuperintendentur Bebenhausen gehörte. Ab 1692 gab es ein Dekanat Lustnau. 1806 wurde Tübingen Sitz einer eigenen Generalsuperintendentur. Seit 1911 gehört das Dekanat Tübingen zur Prälatur Reutlingen.
Die evangelische Hauptkirche Tübingens ist die Stiftskirche, die wohl aus einer um 1188 erwähnten Kapelle hervorging. Die St. Georg, später St. Georg und Maria geweihte Kirche wurde 1476 zur Stiftskirche erhoben, nachdem das Chorherrenstift Sindelfingen an die Tübinger Pfarrkirche übertragen worden war. Die heutige Kirche wurde ab 1470 errichtet. Der Turm stammt von der Vorgängerkirche. Die zweite alte Kirche der Stadt ist die 1337 erstmals erwähnte Jakobuskirche. Auch sie war ursprünglich eine Kapelle, die nach der Reformation mit dem Spital verbunden wurde. Die im Kern romanische Kirche wurde im 16. Jahrhundert gotisch umgestaltet. An ihr wurde 1910 eine Pfarrei errichtet. Weitere evangelische Kirchen sind die Eberhardkirche aus dem Jahr 1911 (Pfarrei ab 1911), die Martinskirche von 1955 (Pfarrei ab 1957), die Stephanuskirche von 1968 (Pfarrei ab 1965), die Albert-Schweitzer-Kirche und die Dietrich-Bonhoeffer-Kirche, die zwischen 1983 und 1985 erbaut wurde. Diese sieben Kirchengemeinden der Kernstadt Tübingen bilden die Evangelische Gesamtkirchengemeinde Tübingen.

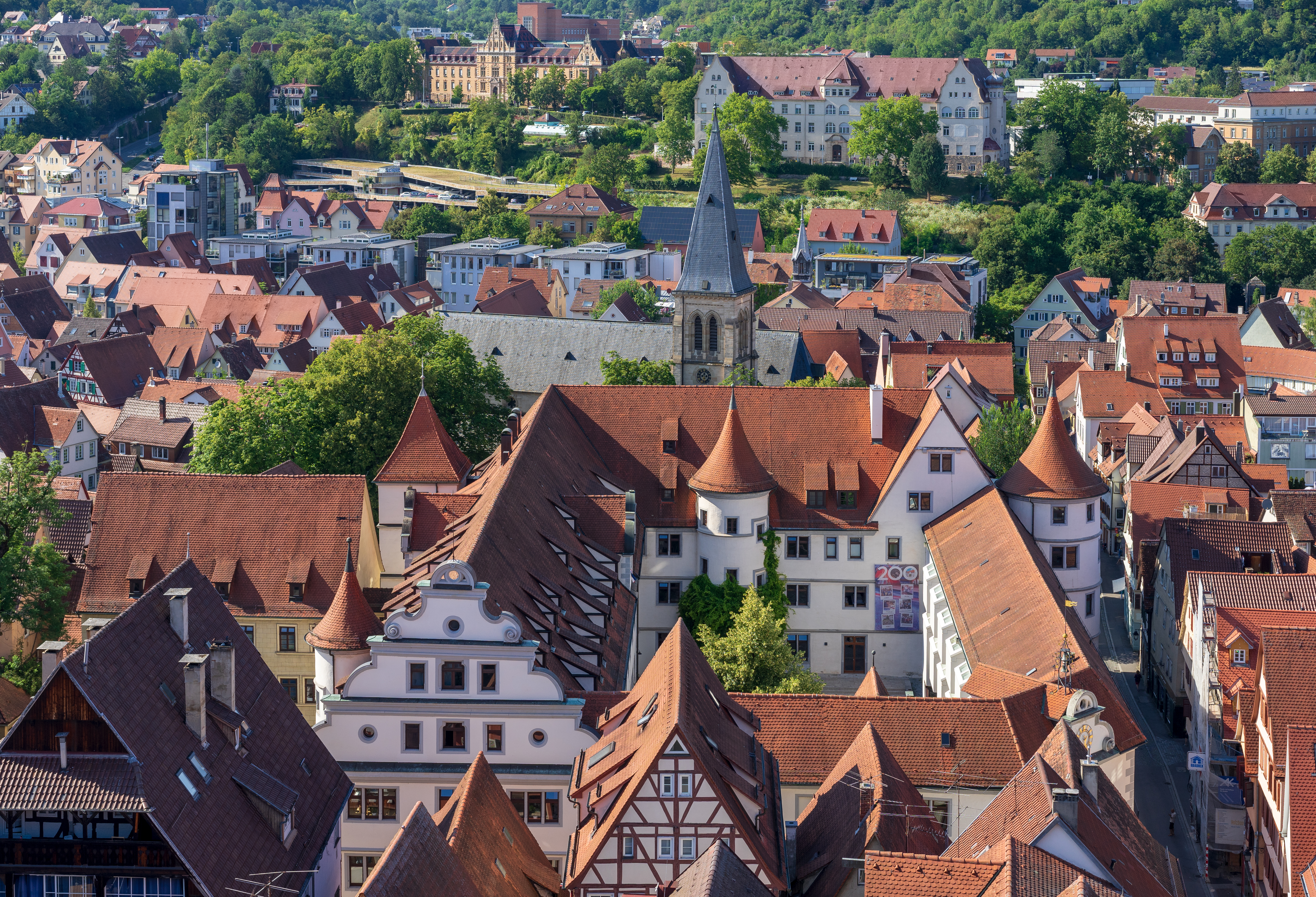
Das Wilhelmsstift und die katholische Pfarrkirche St. Johannes vom Turm der Stiftskirche aus gesehen

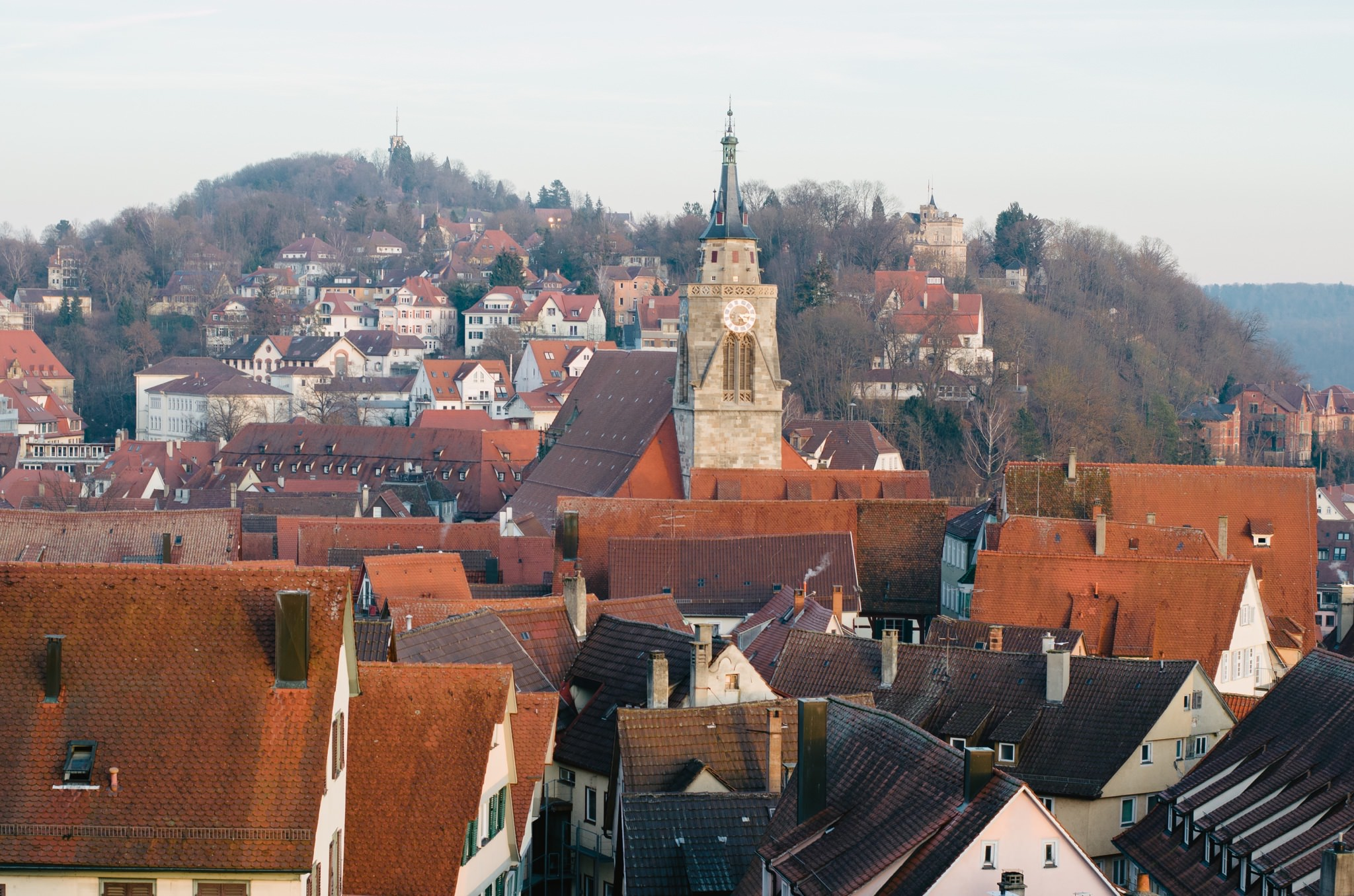
Blick vom Schloss Hohentübingen auf die Innenstadt von Tübingen

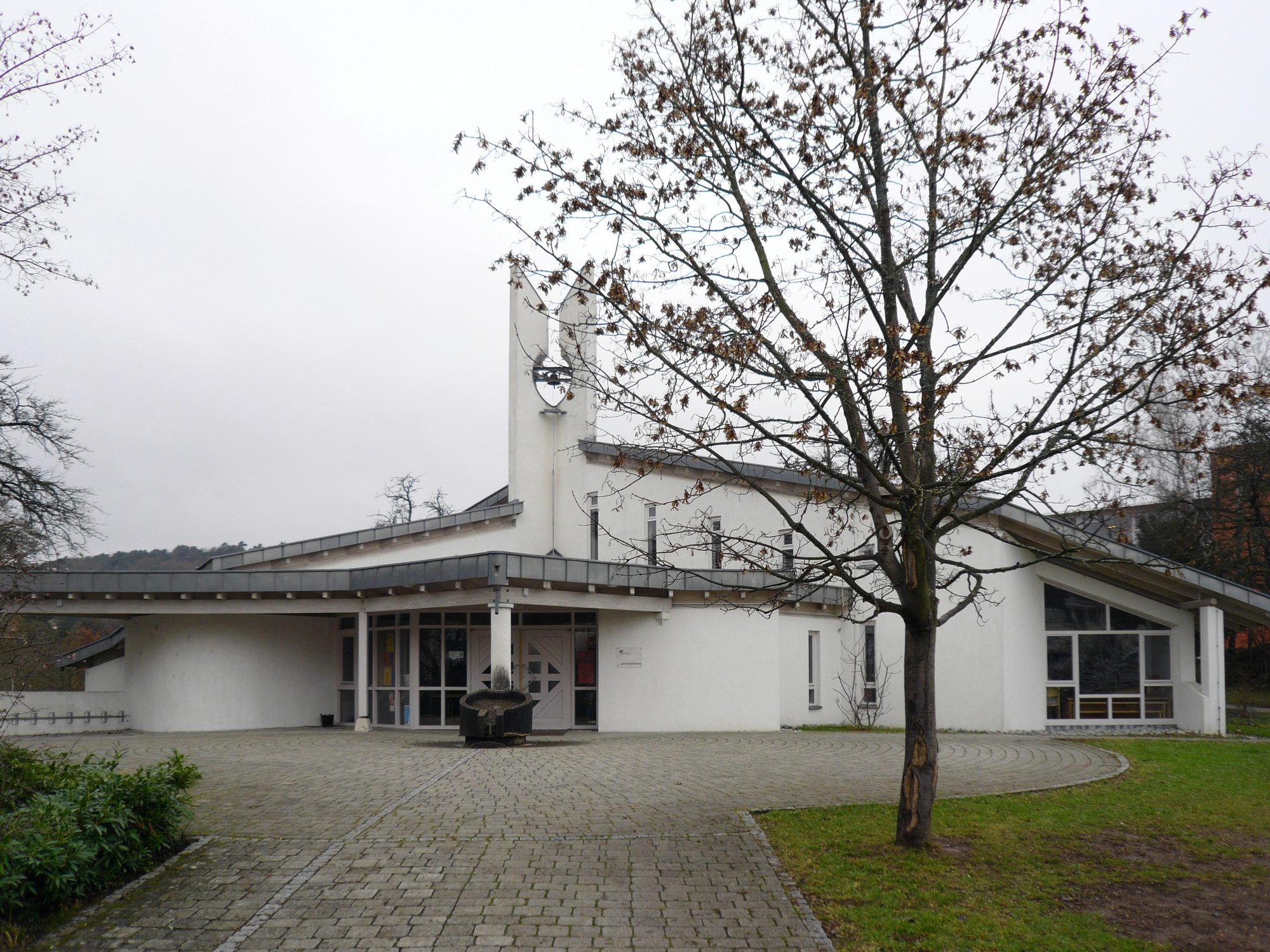
Albert-Schweitzer-Kirche

Aus dem im 13. Jahrhundert gegründeten Augustinerkloster ging nach der Reformation das Evangelische Stift hervor. Das um 1272 gegründete Franziskanerkloster wurde nach der Reformation in das Collegium illustre umgewandelt. Hier zog 1817 das katholische theologische Seminar aus Ellwangen ein. Seither wird es als Wilhelmsstift bezeichnet.
Mit Ausnahme von Bühl und Hirschau wurde in den Stadtteilen Tübingens infolge der überwiegenden Zugehörigkeit zu Württemberg ebenfalls die Reformation eingeführt. Daher gibt es dort bis heute meist auch eine evangelische Kirchengemeinde oder zumindest eine evangelische Kirche. Derendingen hatte bereits um 1189 eine Kapelle. Die heutige Kirche wurde 1514 erbaut. Die evangelische Kirche Hagelloch wurde 1904 im neoromanischen Stil erbaut. Eine Pfarrei gab es in Hagelloch jedoch bereits seit 1545. In Kilchberg wurde die Reformation durch Georg II. von Ehingen eingeführt. Die Pfarrkirche in Kilchberg hat verschiedene Bauphasen. Der älteste Teil ist wohl romanisch. Zur Gemeinde Kilchberg gehören auch die Protestanten in Bühl. Die Kirche St. Martin in Lustnau wurde Ende des 15. Jahrhunderts erbaut, doch gab es bereits im 12. Jahrhundert eine Kirche und Pfarrei. Von der Pfarrei Lustnau wird auch die Kirchengemeinde Bebenhausen betreut. Doch hat die Gemeinde mit der ehemaligen Klosterkirche auch eine eigene Kirche. Pfrondorf war zunächst eine Filiale von Lustnau. 1833 erhielt der Ort eine eigene Pfarrei und auch eine eigene Kirche. Unterjesingen hatte schon im 11. Jahrhundert eine Pfarrei und eine der Hl. Barbara geweihte Kirche aus dem 14. Jahrhundert. Die heutige Kirche wurde von 1470 bis 1494 erbaut. In Weilheim gab es eine dem Hl. Nikomedes geweihte Kirche. Die heutige Kirche wurde von 1499 bis 1521 im spätgotischen Stil erbaut. Zur Gemeinde gehören auch die Protestanten aus Hirschau. Alle genannten Kirchengemeinden gehören ebenfalls zum Dekanat Tübingen der Evangelischen Landeskirche in Württemberg.
Bereits 1750 errichtete das Kloster Marchtal im Weiler Ammern eine katholische Gemeinde, die 1806 aufgehoben wurde, als die katholische Stadtkirchengemeinde Tübingen gegründet wurde. Die Gottesdienste wurden zunächst in der Jakobuskirche – der ehemaligen Spitalkirche – gehalten. Der Direktor des Wilhelmsstifts war ab 1817 zugleich katholischer Stadtpfarrer. 1818 konnte die Gemeinde ihr eigenes Gotteshaus, die Kirche St. Wilhelm in der Nähe des Wilhelmsstifts bauen. Die 1806 gegründete Gemeinde gehörte zunächst noch zum Bistum Konstanz, dann ab 1808 zum Generalvikariat Ellwangen und ab 1821 zum neu gegründeten Bistum Rottenburg (heute Diözese Rottenburg-Stuttgart). Die heutige Tübinger Pfarrkirche St. Johannes Evangelist wurde von 1875 bis 1878 erbaut. Nach dem Zweiten Weltkrieg entstanden weitere katholische Gemeinden und Kirchen in Tübingen und zwar St. Michael (1949, Pfarrei ab 1958) und St. Paulus (1974, Pfarrei ab 1975). Ein Klinikkirche wurde 1961 gebaut, wo eine Pfarrei bereits 1896 errichtet worden war. Das Hochschulpfarramt wurde 1933 errichtet. Zur Gemeinde St. Johannes Evangelist gehören auch die Katholiken aus Hagelloch und Unterjesingen. Die Katholiken aus Weilheim werden von der Gemeinde St. Michael betreut.
Im Stadtteil Bühl wurde 1275 eine Kirche und Pfarrei genannt. Da Bühl über verschiedene Herrschaften schließlich unter die Oberhoheit Österreichs gelangte, blieb der Ort katholisch. Dennoch wurde durch Georg II. von Ehingen und David vom Stain im 16. Jahrhundert vorübergehend die Reformation eingeführt, doch 1609 wieder rückgängig gemacht. Die heutige Pfarrkirche St. Pankratius in Bühl wurde 1902 erbaut, der Turm stammt noch vom Vorgängerbau 1599. Zur Gemeinde gehören auch die Katholiken aus Kilchberg. Die Einwohner aus Hirschau gehörten zunächst zur Pfarrei Sülchen bei Rottenburg, teilweise auch zu Wurmlingen. 1461 wurde die Kapelle St. Ägidius in Hirschau zur Pfarrei erhoben. Die heutige Kirche St. Ägidius ist im Kern gotisch, wurde aber zwischen 1851 und 1852 überwiegend neu erbaut. In Lustnau wurde 1956 die Kirche St. Petrus erbaut und 1961 zur Pfarrei erhoben. Dazu gehören auch die Katholiken aus Pfrondorf. Alle katholischen Kirchengemeinden im Tübinger Stadtgebiet gehören heute zum Dekanat Rottenburg des Bistums Rottenburg-Stuttgart.
Neben den beiden großen Kirchen gibt es in Tübingen auch eine Griechisch-orthodoxe Gemeinde sowie Freikirchen, darunter die Evangelisch-methodistische Kirche (Friedenskirche), eine Evangelisch-Freikirchliche Gemeinde (Baptisten – Kreuzkirche), die TOS-Gemeinde Tübingen, eine Freie Christliche Gemeinde, eine Selbständige Evangelisch-Lutherische Gemeinde (Philippus-Gemeinde), eine Adventgemeinde (Siebenten-Tags-Adventisten) und eine Freikirchliche Pfingstgemeinde (Arche). Auch die Neuapostolische Kirche, die Kirche Jesu Christi der Heiligen der Letzten Tage und die Christengemeinschaft sind in Tübingen vertreten.

### Judentum
Siehe Jüdische Gemeinde Tübingen und Synagoge (Tübingen)

### Islam
Es existieren drei Moscheen in Tübingen:
- die IGMG in der Reutlinger Straße
- die DITIB Zentralmoschee Tübingen in der Straße beim Kupferhammer, nachdem der Standort am Stadtgraben aufgegeben wurde[53]
- das Islamische Kultur- und Begegnungszentrum im Philosophenweg auf der Wanne

Seit dem Wintersemester 2011/2012 besteht das Zentrum für Islamische Theologie, das zur Universität Tübingen gehört.

### Buddhismus
Die Tübinger Buddhisten sind in mehreren Gruppierungen organisiert, die verschiedenen Traditionen des Buddhismus angehören:
- Die Buddhistische Gemeinschaft Tübingen steht der Theravada-Tradition nahe, ist jedoch auch offen für andere buddhistische Schulen.[54]
- Im Zen Dojo Tübingen wird Zen-Meditation praktiziert.[55]
- Im Buddhistischen Zentrum Tübingen der Karma-Kagyü-Linie wird die Kagyü-Tradition gelehrt.[56]
- Der Triratna-Orden bietet wöchentliche Treffen an.[57]
- Die Yun Hwa Sangha orientiert sich an den Lehren der buddhistischen Meisterin Ji Kwang Dae Poep Sa Nim.[58]
- Meditation & Achtsamkeit – Thich-Nhat-Hanh-Gruppe Tübingen bietet wöchentliche Treffen an. Sie orientiert sich an dem Zen-Meister Thich Nhat Hanh.[59]

## Politik

### Gemeinderat
Der Gemeinderat besteht aus dem Oberbürgermeister als Vorsitzendem und 40 ehrenamtlich tätigen Stadträten. Das Gremium legt die Ziele und die Rahmenbedingungen des kommunalpolitischen Handelns fest und entscheidet über alle wichtigen Gemeindeangelegenheiten, soweit nicht der Oberbürgermeister kraft Gesetzes zuständig ist oder ihm der Gemeinderat bestimmte Aufgaben übertragen hat.
Der Gemeinderat wird alle fünf Jahre direkt gewählt. Die letzte Kommunalwahl fand am 9. Juni 2024 statt, zeitgleich mit den Europawahlen.
- Linke: 4
- Klima: 2
- PARTEI: 1
- SPD: 6
- Grüne: 13
- DiB: 1
- Tüb.Liste: 6
- CDU: 5
- FDP: 2

| Partei / Liste                       | Stimmenanteil | Sitze |
| ------------------------------------ | ------------- | ----- |
| AL/Grüne                             | 33,73 %       | 13    |
| SPD                                  | 14,63 %       | 6     |
| Tübinger Liste e. V.                 | 13,95 %       | 6     |
| CDU                                  | 13,33 %       | 5     |
| TÜL/Linke                            | 9,29 %        | 4     |
| FDP                                  | 5,24 %        | 2     |
| Klimaliste                           | 4,64 %        | 2     |
| Die PARTEI / Stammtisch „Unser Huhn“ | 3,70 %        | 1     |
| Demokratie in Bewegung (DiB)         | 1,48 %        | 1     |
| Gesamt                               |               | 40    |

### Bürgermeister

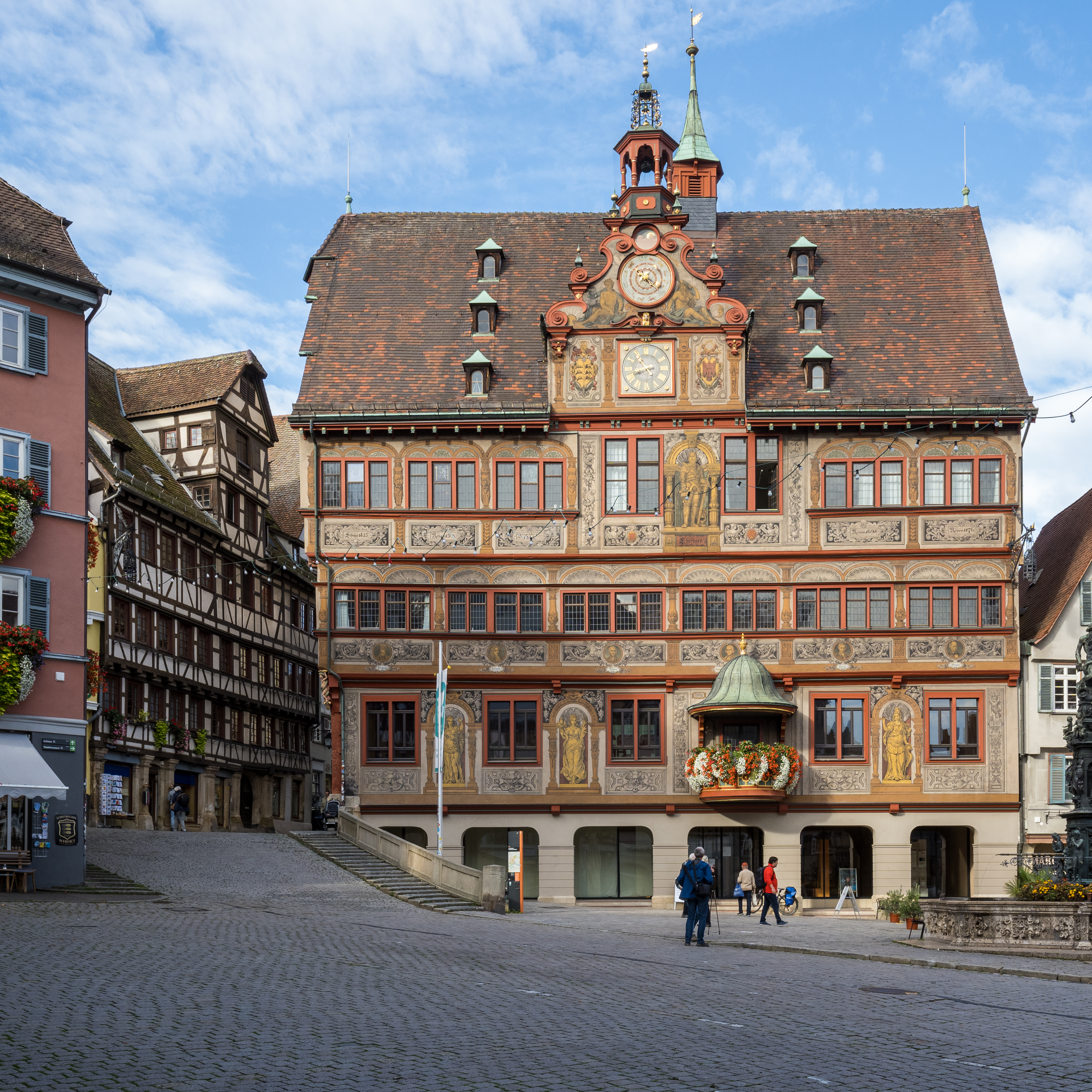
Rathaus

In Tübingen ist seit etwa 1300 ein Rat und ein Gericht nachweisbar, wobei der Rat das Gericht einschloss. Beide Gremien vertraten die Bürgerschaft gegenüber der Herrschaft. Nach dem Übergang an Württemberg gab es zunächst nur ein Gericht. Ein Rat wurde erst wieder 1477 eingerichtet, doch hatte er völlig andere Aufgaben. Im 16. Jahrhundert wurden beide Gremien auch als „Magistrat“ bezeichnet.
Ursprünglich war es die Aufgabe der jeweils bis zu zwei gleichzeitig amtierenden Bürgermeister, die Steuern einzuziehen und das städtische Rechnungswesen zu führen, das städtische Bauwesen zu beaufsichtigen, sowie den Verlauf der Ammer außerhalb der Stadt unter Kontrolle zu halten. Ab Mitte des 16. Jahrhunderts wuchsen die Aufgaben und die Bedeutung der Bürgermeister stetig an. Ihre Zahl erhöhte sich um 1600 auf vier. Das entsprach einem Viertel des Tübinger Gerichtspersonals. Sie waren auf Lebzeiten im Amt, aber es führten nur jeweils die zwei „rechnenden Bürgermeister“ die Amtsgeschäfte. Als Landschafts-Abgeordnete spielten die Bürgermeister darüber hinaus in der Landespolitik eine wichtige Rolle.
Im 16. Jahrhundert standen dem Amtsbürgermeister nur 30 fl. Fixum zu. Vom Steuereinzug empfing er zusätzlich 25 Pfund Heller und von der Frucht-Verwaltung 5 Pfund Heller. Am 24. Dezember 1674 entschied Herzog Wilhelm Ludwig, der Amtsbürgermeister solle in Zukunft 50 fl. aus der Stadtkasse beziehen, die andern Gerichts-Verwandten und Bürgermeister aber 24 fl. jährlich. Dafür musste die Stadt aber 12 Geldgulden als Taxe zur fürstlichen Kanzlei zahlen. Der Amtsbürgermeister erhielt laut fürstlicher Resolution von 1710 außer dem Wartgeld und dem gesetzlichen Zählgeld jährlich eine fixe Besoldung von 150 fl. Er durfte auch seit 1749 das Zwingergärtchen am Schmiedtor nutzen.
Mit der Einführung der württembergischen Gemeindeverfassung 1819 gab es keinen Unterschied mehr zwischen Gericht und Rat. Das Gremium wurde nunmehr als Stadtrat bezeichnet. Das Stadtoberhaupt hieß zunächst Oberbürgermeister, ab 1823 Stadtschultheiß und ab 1903 erneut Oberbürgermeister. Dieser wird heute von den Bürgern für eine Amtszeit von acht Jahren direkt gewählt. Er ist Vorsitzender des Gemeinderats und Leiter der Verwaltung. Seine allgemeinen Stellvertreter sind der Erste Beigeordnete mit der Amtsbezeichnung Erster Bürgermeister sowie der Zweite Beigeordnete mit der Amtsbezeichnung Bürgermeister.
Bei der Wahl des Oberbürgermeisters am 22. Oktober 2006 wurde bei einer Wahlbeteiligung von 51,6 % Boris Palmer (Grüne) mit 50,4 % der Stimmen im ersten Wahlgang gewählt und setzte sich dabei unter anderem gegen die Amtsinhaberin Brigitte Russ-Scherer (SPD, 30,2 %) und Hans-Jörg Stemmler (CDU, 11,9 %) durch. Er trat sein Amt am 11. Januar 2007 an. Bei der Bürgermeisterwahl am 19. Oktober 2014 wurde Palmer mit 61,7 % wiedergewählt, die Wahlbeteiligung lag bei 55,0 %. Auch am 23. Oktober 2022 wurde Palmer bei einer Wahlbeteiligung von 62,6 % mit 52,4 % der Stimmen im ersten Wahlgang wiedergewählt. Dabei kandidierte er als unabhängiger Kandidat (mit ruhender Mitgliedschaft bei den Grünen, die er später am 1. Mai 2023 aufgab) unter anderem gegen die Kandidatin der Grünen, Ulrike Baumgärtner, die 22,0 % erhielt und damit den zweiten Platz errang.
- um 1247: Wenigo[67][68]
- um 1272: Jägilin[67][68]
- um 1285: Dietrich Fuchs[68]
- um 1292: Cunrad genannt Haiden[67][68]
- um 1292: Dietrich genannt Eßlinger der Lange[67][68]
- um 1295: Albert Hailant[67][68]
- 1296–1306: Ludwig von Lustnau, Ritter[67][68]
- um 1310: Otto von Wurmlingen[67]
- um 1389: Peter Leo[69]
- um 1519: Hans Ochsenbach[70]
- um 1547: Walther Reich[71]
- von 1561 bis 1570: Stephan Kienlin[72]
- bis 1563: Melchior Metzger (genannt Calwer) († 1563)[73]
- bis 1618: Georg Calwer (1548–1618)
- bis 1625: Michael Eippart (Eyppert, Eippert, Euppert; † 7. Juli 1625)[74]
- um 1634: Georg Vischmacher[75]
- um 1636: Anton Niclas[76]
- um 1647: Matheus Krämer
- um 1660: Christoph Caspar[77][78]
- um 1667: Johann Wilhelm Schwartz
- um 1674: Johann Jacob Baur
- um 1694: Johann Wilhelm Wolf[79]
- 1706–1717: Johann Adam Kurrer
- um 1724: Abel Renz
- um 1743: Johann Michael Kohler
- um 1749: Johannes Harpprecht[80]
- 1752–1790: Jakob Heinrich Dann[81]
- ab 1770: Johann Adam Christoph Kölle[82][83]
- um 1787: Christoph Adam Dörr[84]
- um 1800: Victor Hauff
- um 1801: Johann Jacob Rehfues[85]
- 1805–1815: Johann Immanuel Bossert[86]
- 1806–1815: Johann Friedrich Kierecker
- 1815–1819: Jos. Phil. Rehfues
- 1819–1823: Johann Andreas Laupp
- 1823–1857: Ernst Wilhelm Bierer
- 1857–1874: August Friedrich Rapp
- 1874–1897: Julius Gös
- 1897 Gustav von Schönberg[87]
- 1897–1927: Hermann Haußer
- 1927–1939: Adolf Scheef (DDP)[88]
- 1939–1945: Ernst Weinmann, NSDAP[89]
- 1945–1945: Fritz Haussmann[90]
- 1945–1946: Viktor Renner (SPD)
- 1946–1948: Adolf Hartmeyer (SPD)
- 1949–1954: Wolfgang Mülberger
- 1954–1974: Hans Gmelin (parteilos)
- 1975–1999: Eugen Schmid (parteilos)
- 1999–2007: Brigitte Russ-Scherer (SPD)
- seit 2007: Boris Palmer (parteilos, bis 1. Mai 2023 Grüne)

### Jugendgemeinderat
Im Jahr 1999 wurde zum ersten Mal der Tübinger Jugendgemeinderat gewählt. Er besteht aus 20 Mitgliedern und wird alle zwei Jahre von allen 12- bis unter 19-Jährigen im Tübinger Stadtgebiet gewählt. Mitglieder dürfen zum Wahlzeitpunkt nicht älter als 18 Jahre sein. Wie andere Jugendgemeinderäte arbeitet er mit dem Oberbürgermeister zusammen. Eine Besonderheit des Jugendgemeinderates ist, dass er neben einem Rede- und Anhörungsrecht auch über ein Antragsrecht im Gemeinderat verfügt. Seit 2002 wird jährlich der Lilli-Zapf-Jugendpreis vom Jugendgemeinderat zusammen mit dem Verein Courage e. V. im Bereich Zivilcourage und Soziales verliehen.

### Tübinger Landtagswahlergebnisse
Bei der Landtagswahl in Baden-Württemberg 2021 wurden die Grünen in der Universitätsstadt Tübingen, wie landesweit, die stärkste Kraft. Mit 44,2 % der Wählerstimmen waren sie dabei in Tübingen deutlich erfolgreicher als auf Landesebene (32,6 %). Parallel zum baden-württembergischen Gesamtergebnis folgten CDU und SPD. Während die Linke im landesweiten Ergebnis an der Fünf-Prozent-Hürde scheiterte, erreichte sie in Tübingen mit 9,6 % den vierten Platz. Die FDP landete auf Landesebene auf dem vierten, in Tübingen auf dem fünften Platz. Im Gegensatz zum Resultat auf Landesebene lag die AfD im Ergebnis Tübingens unter 5 %.

### Tübinger Bundestagswahlergebnisse
Die Grünen konnten bei der Bundestagswahl 2025 ihren Sieg in Tübingen wie zuvor bei der Bundestagswahl 2021 wiederholen. Obwohl die Partei einen Verlust von 5,2 % im Vergleich zur letzten Bundestagswahl erlitt, holten die Grünen die meisten Zweitstimmen in Tübingen, während sie bundesweit den vierten Platz belegten. Auf dem zweiten Rang folgte die CDU, welche deutschlandweit stärkste Kraft wurde. Die Linke erreichte die drittmeisten Stimmen, während sie bundesweit Platz 5 belegte. Die AfD, die deutschlandweit zweitstärkste Kraft wurde, landete in Tübingen auf Platz 5. Wie auf Bundesebene lagen FDP und BSW in der Universitätsstadt unter 5 %.

### Hoheitszeichen
Die Universitätsstadt Tübingen führt ein Dienstsiegel, ein Wappen und eine Flagge.
| Wappen der Universitätsstadt Tübingen | Blasonierung: „In Gold an drei roten Trägeringen eine dreilatzige rote Fahne; auf dem Schild zwei schräggekreuzte, mit rot und gold geschlitzten Puffärmeln bekleidete Männerarme, die zwei mit den Spitzen aufwärts zeigende schwarze Hirschstänge halten.“ |
| Wappen der Universitätsstadt Tübingen | |

Die dreilatzige rote Fahne stammt von den Pfalzgrafen. Die Stadtflagge ist rot-gelb.
Das älteste Siegel der Stadt stammt aus dem Jahr 1272 und zeigt bereits die Fahne der Pfalzgrafen, die auch in den Wappen von Böblingen und Herrenberg abgebildet ist. Auch nachdem die Stadt württembergisch wurde, blieb das Wappensymbol erhalten. Doch verlieh Herzog Ulrich von Württemberg am 18. August 1514 als besonderes Ehrenzeichen für die Treue der Stadt beim Aufstand des Armen Konrad das sogenannte Oberwappen, die Hirschstangen mit den beiden Landsknechtarmen.

### Städtepartnerschaften
Tübingen unterhält mit folgenden Städten eine Städtepartnerschaft:
- Monthey – Schweiz, seit 14. Juni 1959
- Aix-en-Provence – Frankreich, seit 20. Oktober 1960
- Ann Arbor – Vereinigte Staaten, seit 17. November 1965
- Durham – Vereinigtes Königreich, seit 6. Juli 1969
- Aigle – Schweiz, seit 12. Oktober 1973
- Perugia – Italien, seit 21. Juni 1984
- Petrosawodsk – Russland, seit Oktober 1989
- Villa El Salvador – Lima, Peru, seit 24. September 2006
- Moshi – Tansania, seit 16. Juni 2014
- Krementschuk – Ukraine, seit Mai 2024

Auch einige Stadtteile von Tübingen haben Partnergemeinden:
- Der Stadtteil Kilchberg hat 1981 einen Partnerschaftsvertrag mit der gleichnamigen Gemeinde Kilchberg bei Zürich in der Schweiz unterzeichnet.[98]
- Der Stadtteil Hirschau unterhält seit 1963 eine Partnerschaft mit der Gemeinde Kingersheim im Elsass (Frankreich).
- Der Stadtteil Unterjesingen pflegt seit 1991 freundschaftliche Beziehungen zur ungarischen Gemeinde Iklad im Komitat Pest, nahe Aszód.[99]

## Wirtschaft und Infrastruktur

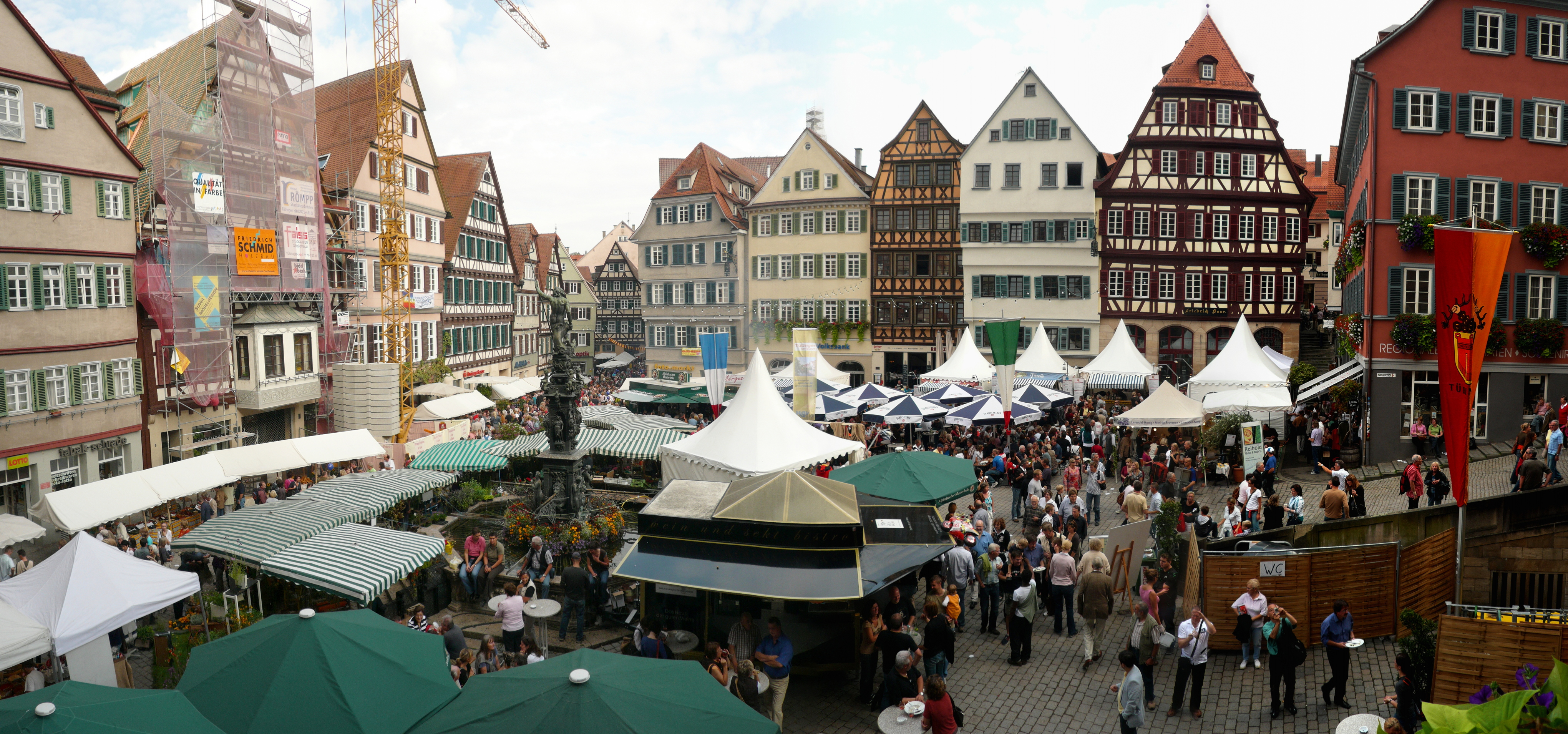
Marktplatz

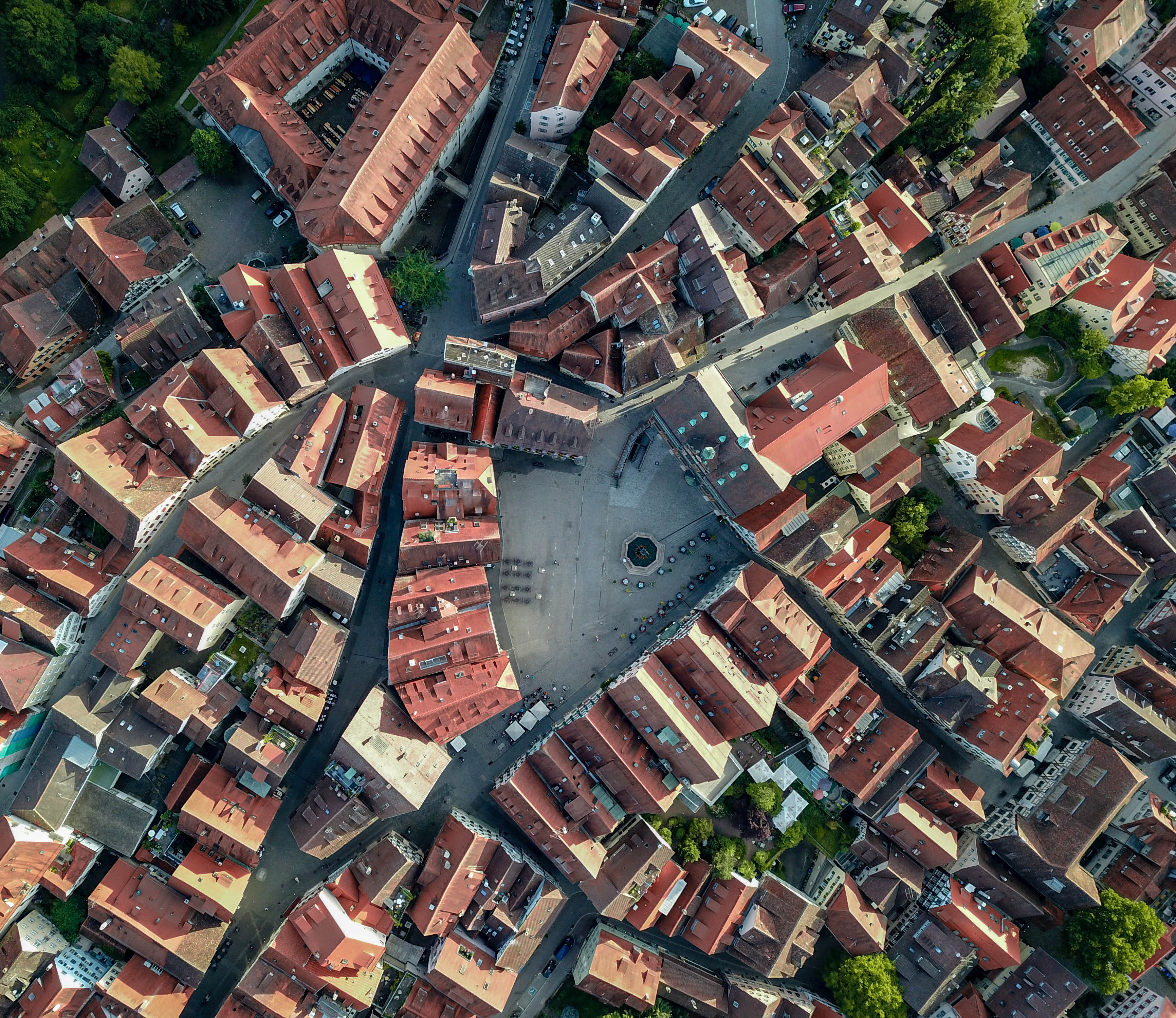
Marktplatz von oben

Die Wirtschaft Tübingens ist stark vom öffentlichen Dienst geprägt. Größte Arbeitgeber sind die Universität und das Klinikum mit zusammen über 12.000 Beschäftigten. Die rund 30 Behörden in Tübingen beschäftigen etwa 2500 Arbeitnehmer. Insgesamt arbeiten circa 40.400 sozialversicherungspflichtig Beschäftigte in Tübingen. Dazu kommen noch die in Tübingen tätigen Beamten und Selbstständigen. Fast 24.000 der sozialversicherungspflichtig Beschäftigten pendeln nach Tübingen ein, etwa 10.000 Tübinger arbeiten auswärts. Bei der Agentur für Arbeit waren in den 2000er-Jahren bis zu 2.843 Bürger arbeitslos gemeldet, darunter etwa ein Drittel länger als zwölf Monate. Im Juni 2012 erreichte die Zahl der Arbeitslosen den langjährigen Tiefststand von 1.317 Menschen. Bis zum August 2016 stieg sie auf 1.671 Arbeitslose, im Dezember 2017 waren 1.310 arbeitslos gemeldet.

### Industrie
Im Gegensatz zu vielen anderen Städten Württembergs war Tübingen nie ein namhafter Industriestandort. Heute verfügt die Stadt nur noch über vier größere industrielle Arbeitgeber – die Walter AG, die Hugo Brennenstuhl GmbH & Co. KG, die Erbe Elektromedizin GmbH sowie die CHT/BEZEMA-Gruppe. Daneben gibt es eine Reihe von kleineren Unternehmen im Maschinenbau, in der Medizintechnik und der Textilbranche. Viele alteingesessene Handwerksbetriebe haben sich in der Weststadt im Handwerkerpark zusammengeschlossen.
Bis in die 1990er-Jahre hinein bestanden noch drei weitere größere Industrieunternehmen, die zusammen mehrere tausend Arbeitnehmer beschäftigen. Namentlich waren dies die Württembergische Frottierweberei Lustnau (Insolvenz 1992), der Haushaltsgerätehersteller Zanker (Auflösung 1993) und die Beka-Werke des Unternehmers Dieter Kemmler, in denen bis 1999 Küchenartikel hergestellt wurden. Die historisch geringe Industrialisierung Tübingens und die damit einhergehende geringe Bedeutung Tübingens für die Rüstungsproduktion im Zweiten Weltkrieg war mit ein Grund, warum die Stadt von größeren alliierten Luftangriffen verschont blieb.
Ausgehend von den Forschungsinstituten der Universität hat sich Tübingen in den letzten Jahren zu einem Zentrum der Informations-, Bio- und Nanotechnologie entwickelt. Viele dieser Unternehmen sind auf der Oberen Viehweide im Technologiepark Tübingen-Reutlingen ansässig, Deutschlands größtem Gründerzentrum für Biotechnologie, beispielsweise immatics und Impfstoffpionier Curevac.  Aus dem Technologiepark entwickelt sich seit 2017 auch das sogenannte Cyber Valley, Europas größtes Forschungskonsortium im Bereich der künstlichen Intelligenz (KI). Unter anderem auf Grund der Nähe zum stark wachsenden Max-Planck-Institut für Intelligente Systeme haben einige namhafte Unternehmen den Aufbau von eigenen Forschungszentren im Bereich der künstlichen Intelligenz in Tübingen angekündigt. Die Robert Bosch GmbH plant den Aufbau eines KI-Campuses mit 700 Mitarbeitern auf der Oberen Viehweide. Amazon nimmt Ende 2021 ein KI-Entwicklungszentrum mit 200 Mitarbeitern in direkter Nachbarschaft in Betrieb.
Im Mai 2021 hat Porsche angekündigt, eine Batteriezellenfabrik in Tübingen zu bauen.

### Versorgungs- und Dienstleistungsunternehmen
Die Stadtwerke Tübingen GmbH (SWT) sind für die Strom-, Wasser-, Gas-, Fernwärme- und Telekommunikationsversorgung der Stadt zuständig. Außerdem betreiben sie die Tübinger Bäder sowie Parkhäuser. Die Tochtergesellschaft Stadtverkehr Tübingen organisiert den Busverkehr. Mit dem Wasserkraftwerk Neckarwerk betreibt die SWT außerdem ein Laufwasserkraftwerk.

### Verkehr

#### Öffentlicher Verkehr

##### Öffentlicher Personennahverkehr

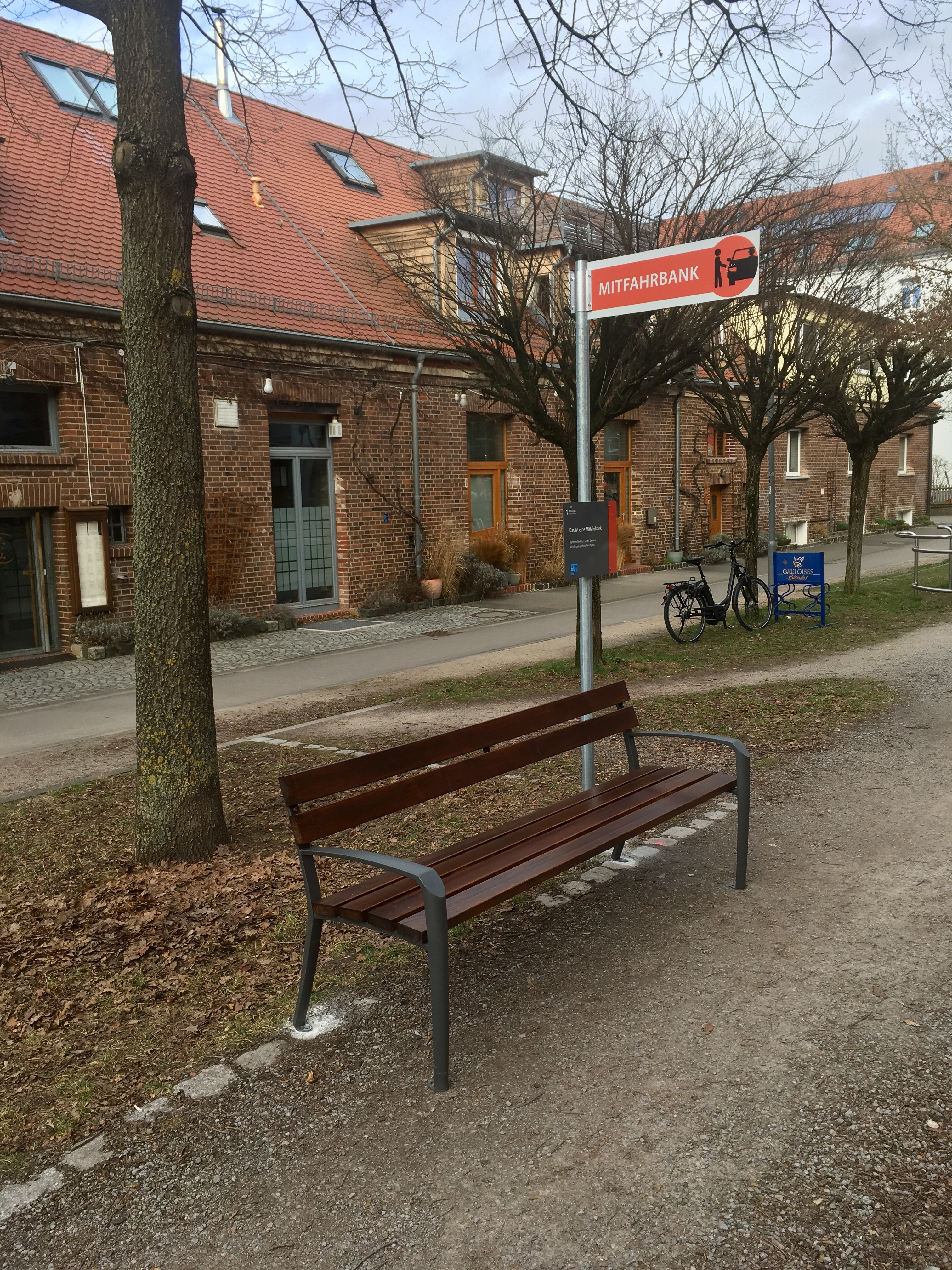
Mitfahrbank in der Aixer Straße

Der öffentliche Personennahverkehr (ÖPNV) wird durch den Stadtverkehr Tübingen (SVT), einen Betriebszweig der Stadtwerke Tübingen GmbH, organisiert. Tübingen ist eine von zwei Gemeinden in Deutschland, die das Deutschlandticket für alle Personen mit Wohnsitz in der Stadt bezuschussen.
In Tübingen wird mit einem kostenlosen Angebot im ÖPNV experimentiert. Seit dem 10. Februar 2018 gibt es dort den „ticketfreien Samstag“, wodurch jeden Samstag (einschließlich Sonntag bis 5 Uhr) alle Stadtbusse sowie die Ammertalbahn bis Unterjesingen kostenlos und ohne Ticket benutzt werden können.

##### Eisenbahn
Auf dem Stadtgebiet befinden sich folgende Bahnhöfe bzw. Haltepunkte:
- Tübingen Hauptbahnhof, ein Knotenpunkt mehrerer Bahnstrecken
- Tübingen-Lustnau an der Bahnstrecke Plochingen–Immendingen
- Tübingen-Derendingen an der Bahnstrecke Tübingen–Sigmaringen
- Tübingen West
- Unterjesingen Sandäcker an der Ammertalbahn
- Unterjesingen Mitte an der Ammertalbahn

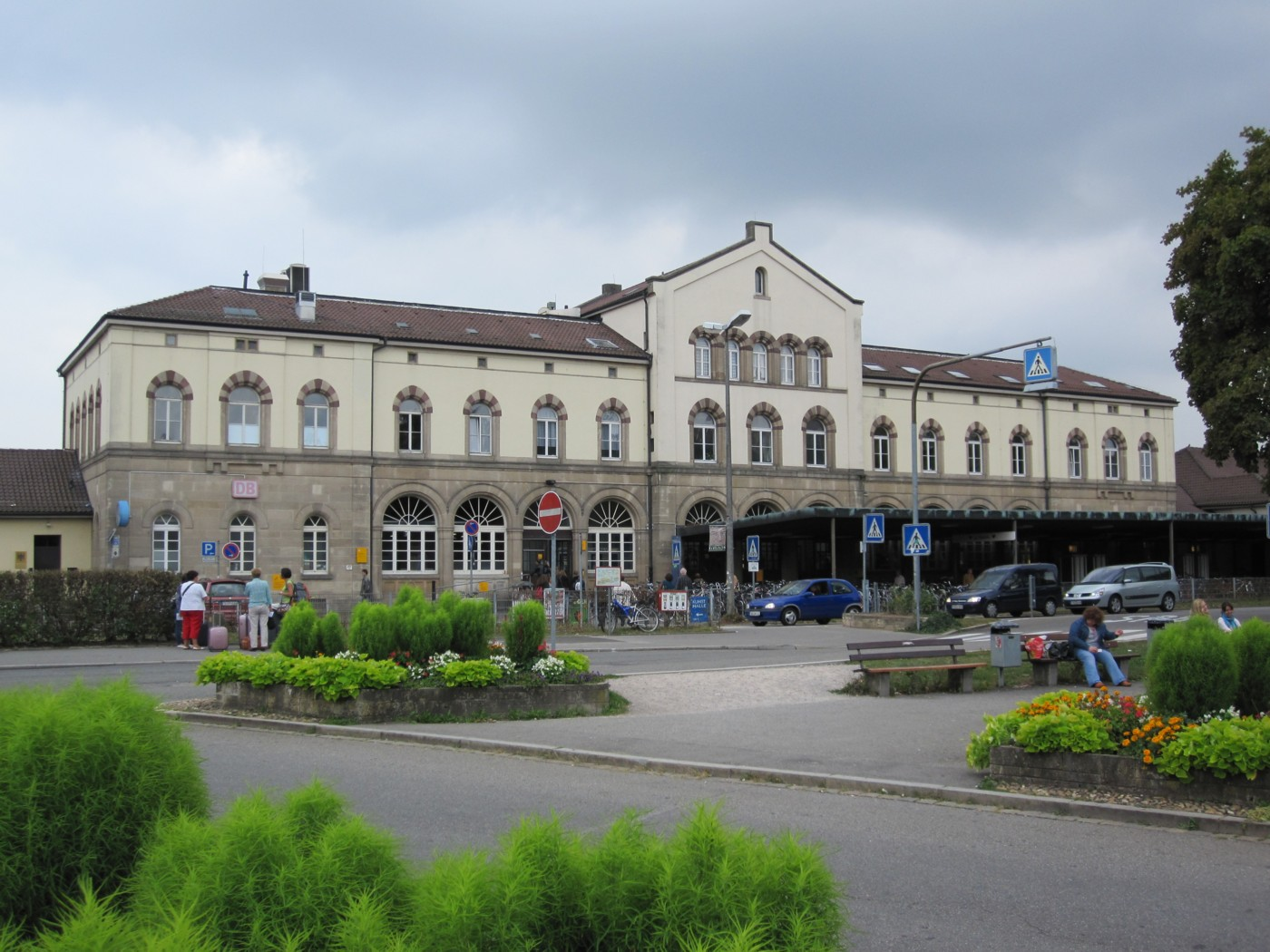
Tübinger Hauptbahnhof
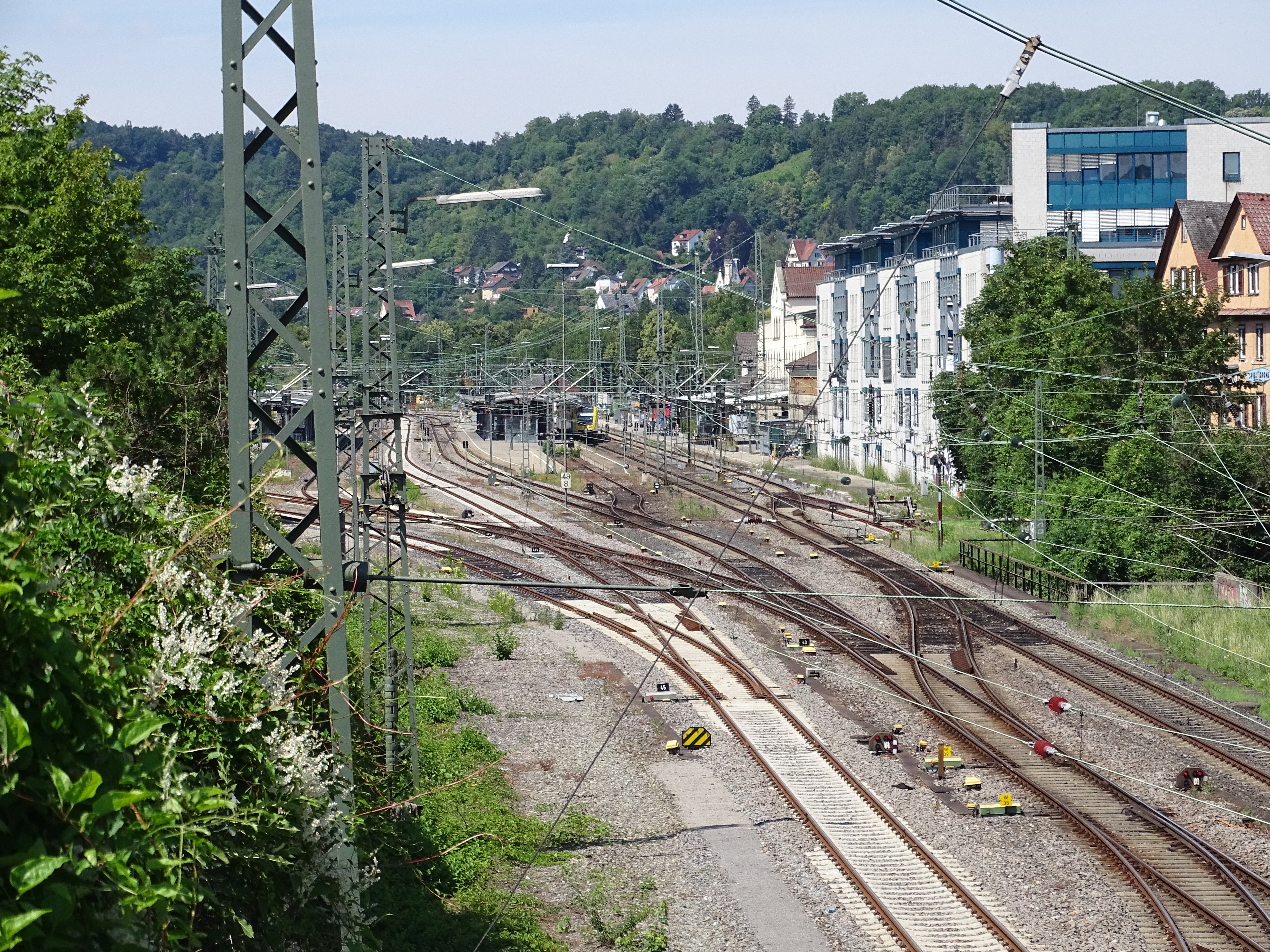
Tübingen Hauptbahnhof, ein Knotenpunkt im Bahnverkehr
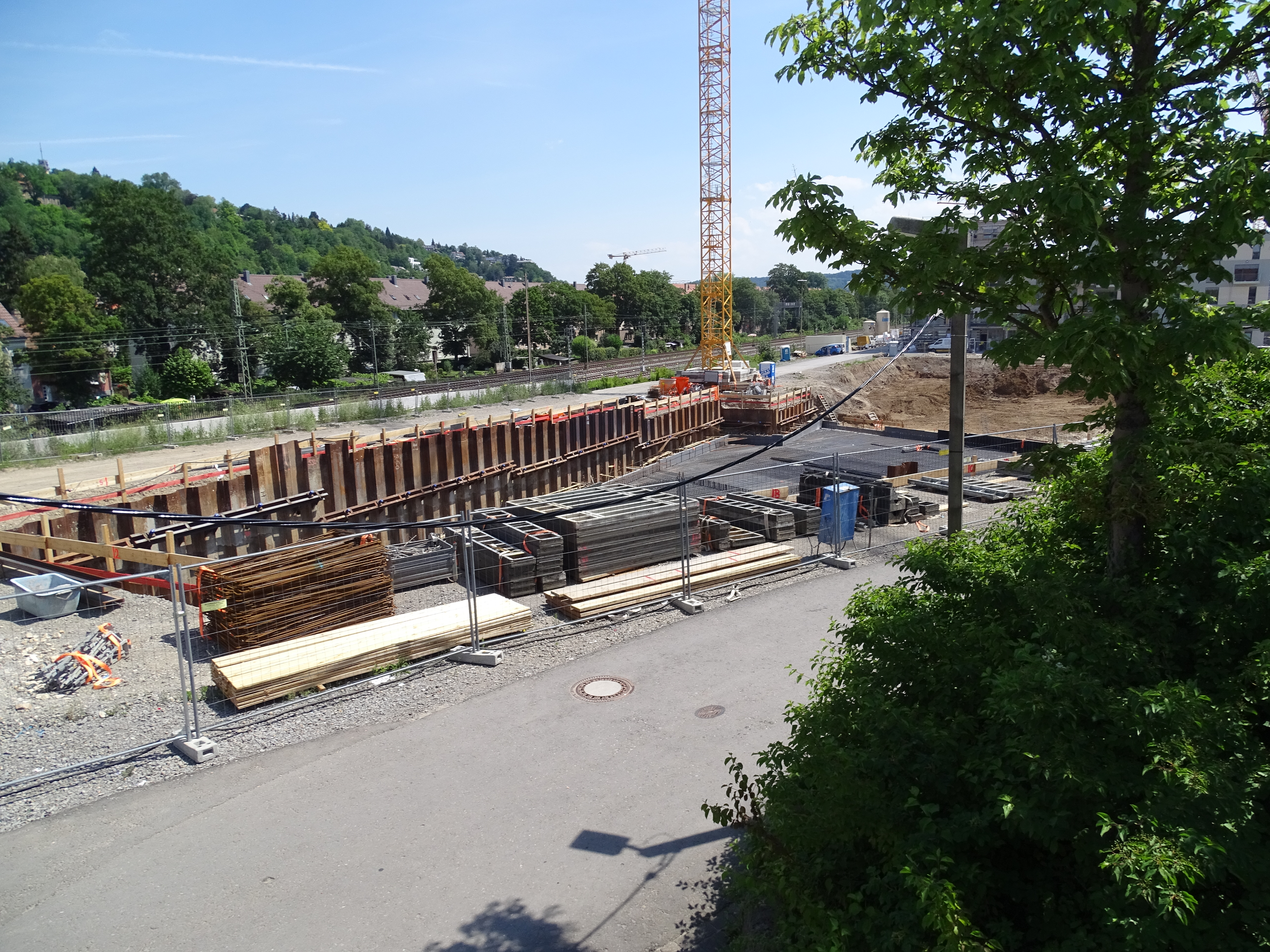
Ehemaliger Güterbahnhof, wird im Zuge von Stuttgart 21 neu entwickelt
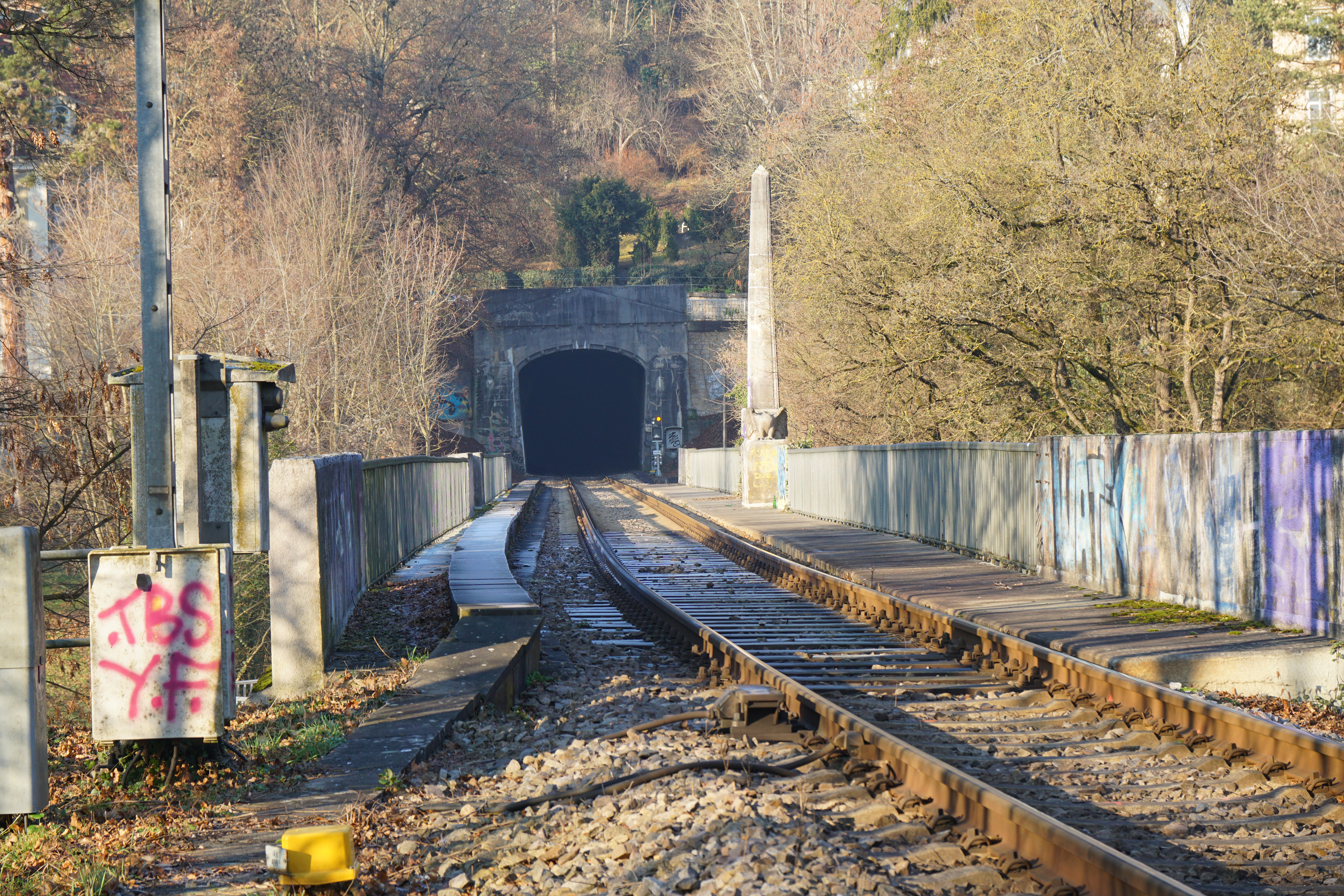
Ammertalbahn, Schlossbergtunnel Südportal und Neckarbrücke
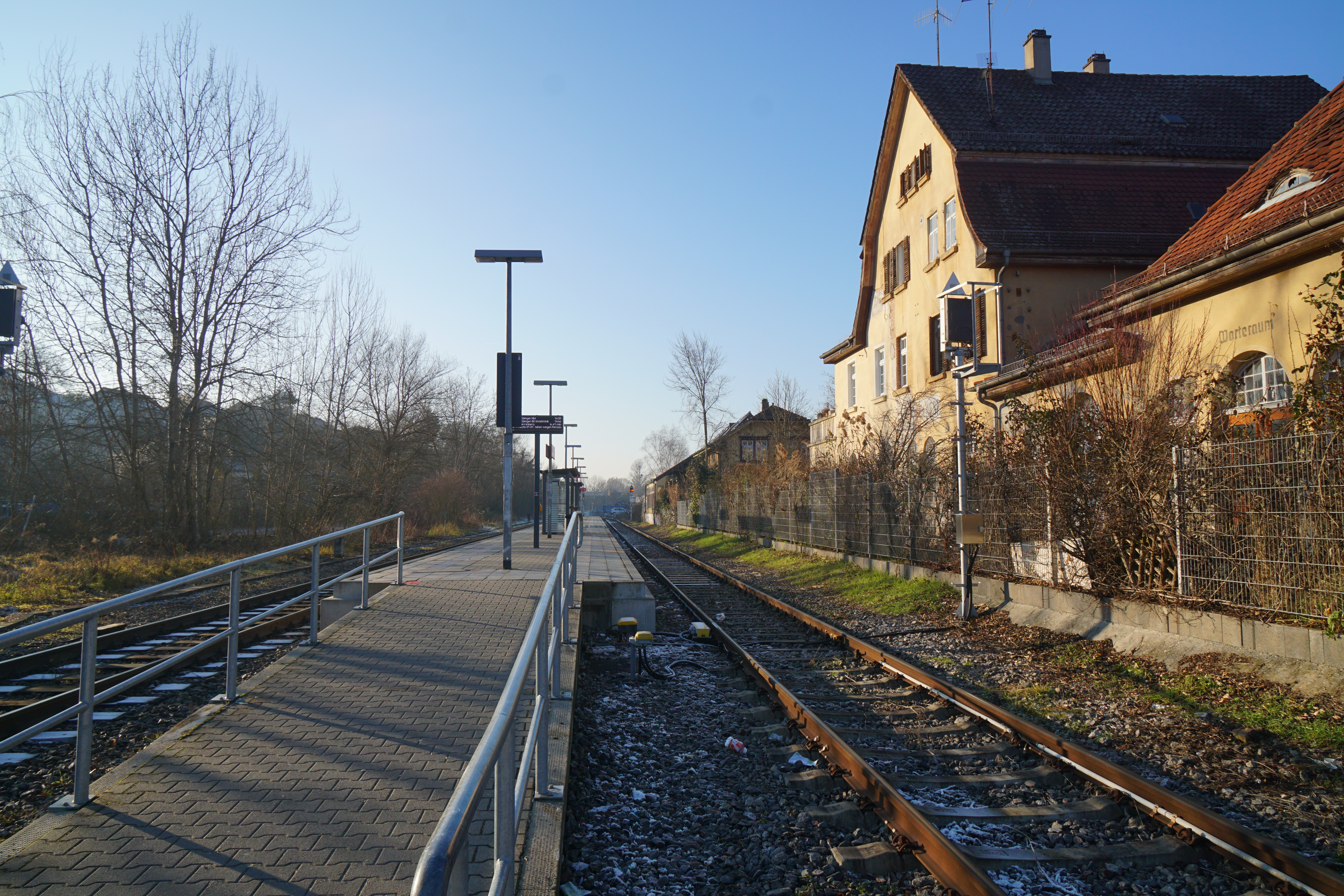
Tübingen West
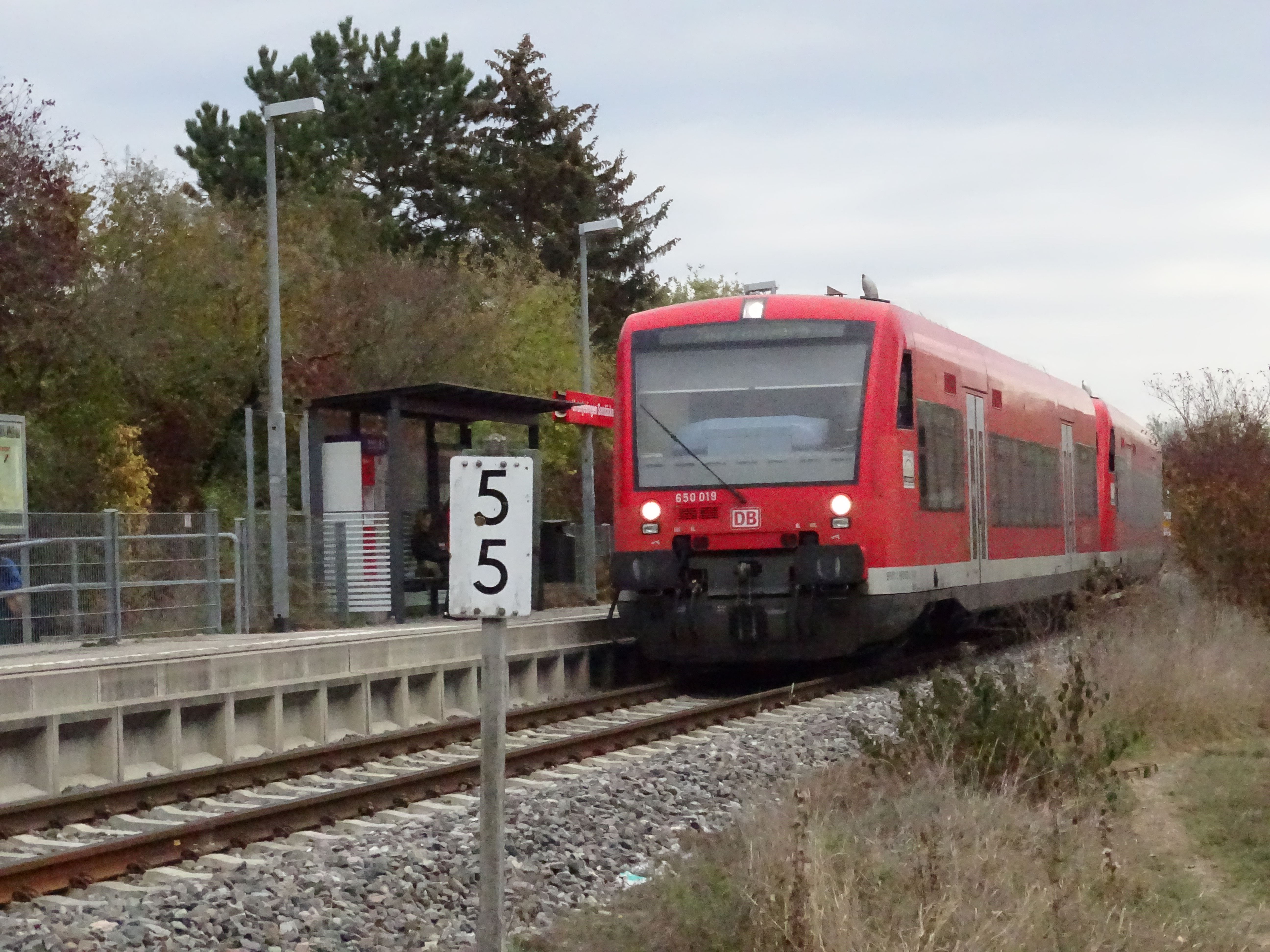
Unterjesingen Sandäcker
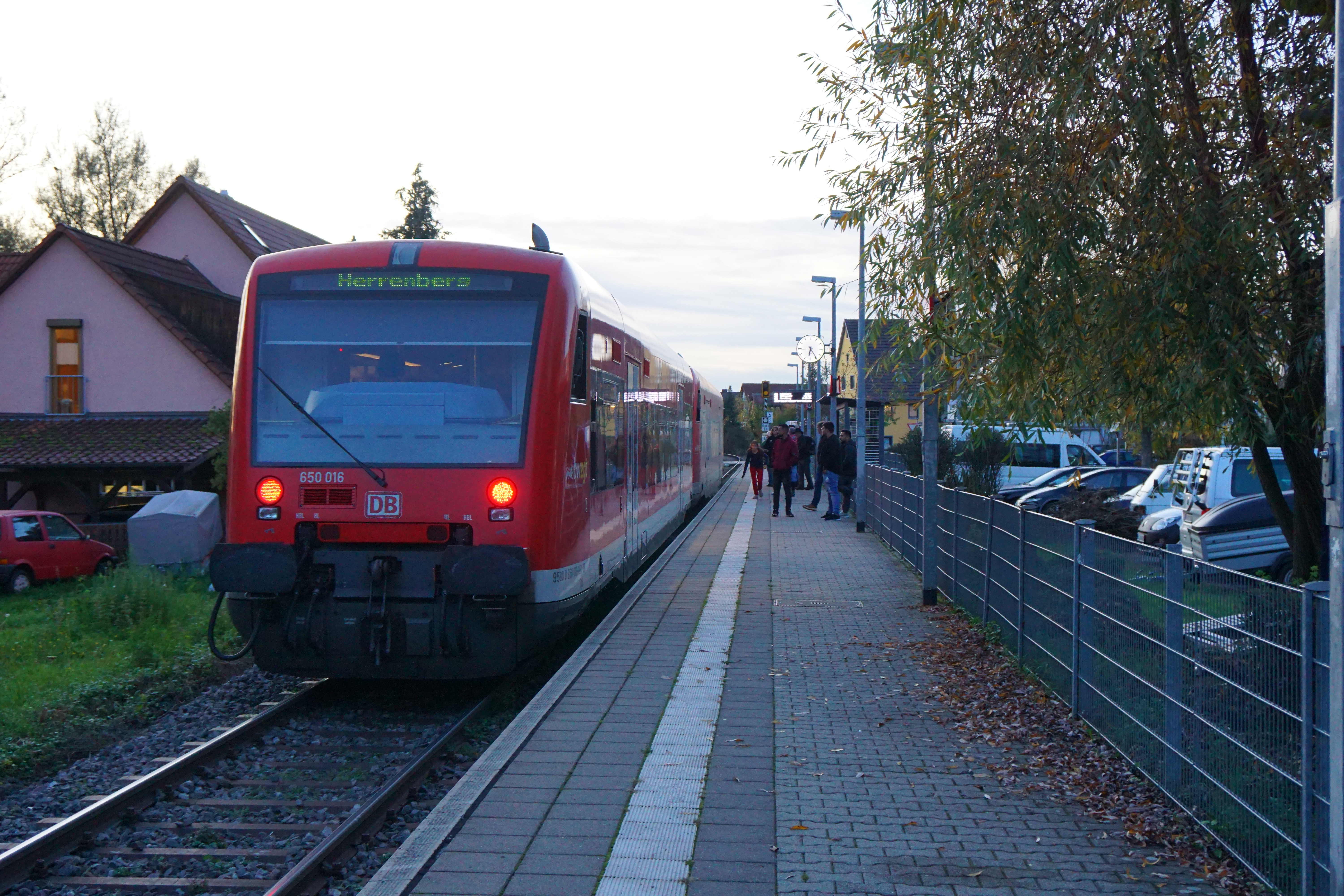
Unterjesingen Mitte

Auf der Bahnstrecke Plochingen–Immendingen fahren Züge des Unternehmens SWEG Bahn Stuttgart mit den Linien RE 6, RB 18 und RE 12 (Fahrzeit bis Stuttgart Hbf mit RE 12/RB 18 ca. 60 Minuten, RE 6 ca. 50 Minuten) in Richtung Stuttgart, Heilbronn und Osterburken. Zusätzlich fährt ein zweistündlicher Regional-Express (RE 6a) mit nur einem Halt in Reutlingen Hauptbahnhof nach Stuttgart (Fahrzeit ca. 45 Minuten) und stellt dort Verbindung zum Fernverkehr her. Zwischen Tübingen und Reutlingen besteht montags bis freitags ein 15/30-Minuten-Takt, welcher wochenends zum Teil auf einen 30-Minuten-Takt ausgedünnt ist. Zusätzlich fahren die Züge der RB63 von DB Regio im Stundentakt bis Metzingen, von wo sie über die Ermstalbahn weiter nach Bad Urach fahren. Montags bis freitags fahren weitere Züge bis Reutlingen, wodurch ein 30-Minuten-Takt auf der RB 63 besteht, was insgesamt einen ungefähren Zehnminutentakt zwischen Tübingen und Reutlingen herbeiführt.
Seit dem 13. Dezember 2009 hat Tübingen einen Fernverkehrsanschluss. Ein täglich verkehrender Intercity verbindet Tübingen mit Stuttgart, Mannheim, Köln und Düsseldorf, an bestimmten Tagen auch mit Berlin.
Mit den Zügen der Kulturbahn kann stündlich mit Umstieg in Horb via Nagold und Calw nach Pforzheim gefahren werden (Fahrzeit etwa eine Stunde und 40 Minuten). Richtung Rottenburg wird im 30-Minuten-Takt gefahren. In Horb besteht Anschluss Richtung Singen.
Die Ammertalbahn führt nach Herrenberg. Dort ist ein Umstieg in die Linie S1 der S-Bahn Stuttgart über Böblingen nach Stuttgart möglich (Gesamtfahrzeit nach Stuttgart Hbf 68 Minuten).
Über die Bahnstrecke Tübingen–Sigmaringen, auch als Zollernalbbahn bezeichnet, verkehren Züge via Hechingen, Balingen und Albstadt nach Sigmaringen.

##### Regional-Stadtbahn
Seit Ende der 1990er Jahre wurde die Einrichtung einer Regional-Stadtbahn Neckar-Alb nach dem Karlsruher Modell vorangetrieben. Hierzu sollte insbesondere eine Stadtbahnstrecke vom Hauptbahnhof über Universität und Universitätskliniken zum Wohngebiet Waldhäuser Ost entstehen, die mit dem regionalen Zugverkehr durchgebunden werden sollte (Innenstadtstrecke). Diese Innenstadtstrecke wurde von der Bürgerschaft kontrovers diskutiert. Verwaltung und Gemeinderat einigten sich im Jahre 2020 auf einen Bürgerentscheid über den Bau der Innenstadtstrecke. Am 26. September 2021 stimmten 57,39 % gegen und 42,61 % für eine Innenstadtstrecke und lehnten damit bei einer Wahlbeteiligung von 78,37 % eine Innenstadtstrecke durch Tübingen ab. Reutlingens Oberbürgermeister Thomas Keck kritisierte das Ergebnis der Abstimmung als „selbstsüchtiges Kleinstadtdenken“.

##### Fernbus
Verschiedene Fernbuslinien verbinden die Stadt unter anderem mit Karlsruhe, München, Villingen-Schwenningen und Freiburg.

#### Individualverkehr

##### Straßenverkehr
Zwar hat die Stadt keinen unmittelbaren Autobahnanschluss, jedoch kreuzen sich in Tübingen zwei wichtige Bundesstraßen: Die B 27 Schaffhausen–Villingen-Schwenningen–Tübingen–Stuttgart–Heilbronn und die B 28 Straßburg–Freudenstadt–Tübingen–Reutlingen–Ulm. Die B 27 ist in Richtung Norden autobahnähnlich ausgebaut, so dass die Bundesautobahn 8 bei Stuttgart schnell erreicht werden kann. Der vierspurige Ausbau ab Derendingen bis Dußlingen wurde im Herbst 2006 fertig gestellt. Zur Entlastung der Südstadt fehlt dazwischen der Schindhaubasistunnel. Zudem ist geplant, die B 28a in Richtung Rottenburg bis zur Anschlussstelle der Bundesautobahn 81 durchgehend vierspurig auszubauen. Das Stück bis zum Hirschauer Knoten wurde im Herbst 2007 als vierspurige Straße fertiggestellt.
In Tübingen wurde 2008 eine Umweltzone eingerichtet, so dass die Stadt bis auf wenige Ausnahmen nur noch mit Feinstaubplakette befahren werden darf. Ausgenommen sind die größeren Durchfahrtsstraßen B 27, B 28, Stuttgarter und Pfrondorfer Straße durch Lustnau, Wilhelmstraße zwischen Lustnau und Nordring, Nordring, Schnarrenbergstraße stadteinwärts bis zum Breiten Weg, Breiter Weg, Gmelinstraße stadteinwärts bis zum Universitätsklinikum sowie der Hagelocher Weg. In der Innenstadt sind ferner das Neckarparkhaus an der Wöhrdstraße über die Friedrichstraße und das Parkhaus Metropol an der Reutlinger Straße über die Hechinger Straße ausgenommen.
Bedingt durch die topographischen Verhältnisse gibt es in Tübingen erhebliche Kapazitätsprobleme im innerstädtischen Nord-Süd-Verkehr. Bereits im 19. Jahrhundert führten Engpässe in der Verbindung zwischen dem nördlich der Altstadt gelegenen Universitätsviertel und dem im Süden angelegten Bahnhof 1885 bis 1887 zum Ausbau der in der Senke zwischen Altstadt und Österberg gelegenen Mühlstraße. Starke Belastung führte bereits 1938 zum Bau einer östlichen Umgehung im Zuge der damaligen Reichsstraße 27, die jedoch nicht alle Verkehrsbeziehungen abdecken konnte. Zur westlichen Umgehung der Innenstadt wurde daher 1979 der vierspurige Schlossbergtunnel im Zuge der B 28 in Betrieb genommen. Zur Entlastung der Mühlstraße wurde 1992 eine halbseitige Sperrung für den motorisierten Individualverkehr in Fahrtrichtung Süden eingerichtet. Eine 2009 durchgeführte Umgestaltung des Straßenraums in der Mühlstraße mit dem Ziel eines besser geschützten Radverkehrs führte zu Problemen im Busverkehr, obwohl die Breite der von den Bussen genutzten Fahrbahn nicht reduziert worden war. Eine generelle Verbreiterung des Straßenquerschnitts ist in diesem Bereich nicht möglich.
Weltweit sind mehr als 50 Tübinger Straßen nach Tübingen benannt.

##### Fahrradverkehr
Der Radverkehrsanteil in Tübingen im Binnenverkehr lag im Jahr 2018 bei rund 27 Prozent und erreicht damit Größenordnungen typischer Radverkehrsstädte.
Beim Fahrradklimatest 2024 des ADFC wurde Tübingen zur fahrradfreundlichsten Stadt Deutschlands zwischen 50.000 und 100.000 Einwohnern gekürt.
Durch Alltagsrouten aus dem Radnetz Baden-Württemberg ist Tübingen 
- über Kirchentellinsfurt
  - mit Reutlingen und
  - mit Nürtingen
- über Gomaringen und Nehren mit Mössingen und
- über den Stadtteil Hirschau mit Rottenburg am Neckar verbunden.

Der Neckartal-Radweg führt durch Hirschau, die Kernstadt und durch Lustnau. Dieser Weg begleitet auf 410 km als Flussradroute den Neckar von seiner Quelle bis zur Mündung. 
Durch das Stadtgebiet, insbesondere durch Bebenhausen und Unterjesingen, führt vom Schönbuch herkommend der Hohenzollern-Radweg, der als Fernradweg den Großraum Stuttgart mit dem Bodensee verbindet und damit im deutschen Fernradnetz ein wichtiges Zwischenglied darstellt.
Auch der Württemberger Weinradweg führt durch Tübingen. Er beginnt in Rottenburg und führt aus Entringen kommend über Unterjesingen in die Tübinger Kernstadt, wo er auf den Neckartal-Radweg trifft. Weiter führt er nach Niederstetten.
Tübingen ist Mitglied der AGFK (Arbeitsgemeinschaft Fahrrad- und Fußverkehrsfreundlicher Kommunen) in Baden-Württemberg und hat die „Qualitätsstufe“ für eine fahrradfreundliche Kommune erreicht.

##### Fernwanderwege
Am Kloster Bebenhausen in Tübingen beginnt der Jakobspilgerweg, der als Via Beuronensis bekannt und seit 2009 ausgeschildert ist. Er führt über die Schwäbische Alb nach Konstanz an den Bodensee. Von dort führt er durch die Schweiz, dann durch Frankreich und Spanien nach Santiago de Compostela. Er ist durchgehend mit einer stilisierten Jakobsmuschel markiert.

### Medien, Zeitungen und Verlage
Über das lokale Geschehen im Raum Tübingen berichtet das Schwäbische Tagblatt, die auflagenstärkste Tageszeitung im Landkreis Tübingen, mit der Südwest Presse als Mantelteil. Es handelt sich somit um einen Einzeitungskreis, in dem ein Kopfblatt erscheint. Außerdem wird einmal wöchentlich das kostenlose Anzeigenblatt Tübinger Wochenblatt verteilt.
Der Südwestrundfunk betreibt in Tübingen ein Landesstudio, aus dem unter anderem auch das Regionalprogramm Radio Tübingen innerhalb von SWR4 Baden-Württemberg produziert und ausgestrahlt wird. Weitere Hörfunkprogramme sind die Uniwelle Tübingen, die Wüste Welle, das Freie Radio für Tübingen und Reutlingen und die helle welle. Aus dem Raum Reutlingen und Tübingen sendet auch das private Regionalfernsehen RTF.1. Außerdem berichtet das Universitätsfernsehen der Eberhard Karls Universität Tübingen CampusTV Tübingen und das Campusmagazin Kupferblau mit dem zugehörigen Podcast Gesprächsstoff über studentische Veranstaltungen und regionale Themen.

### Behörden, Gerichte und Einrichtungen

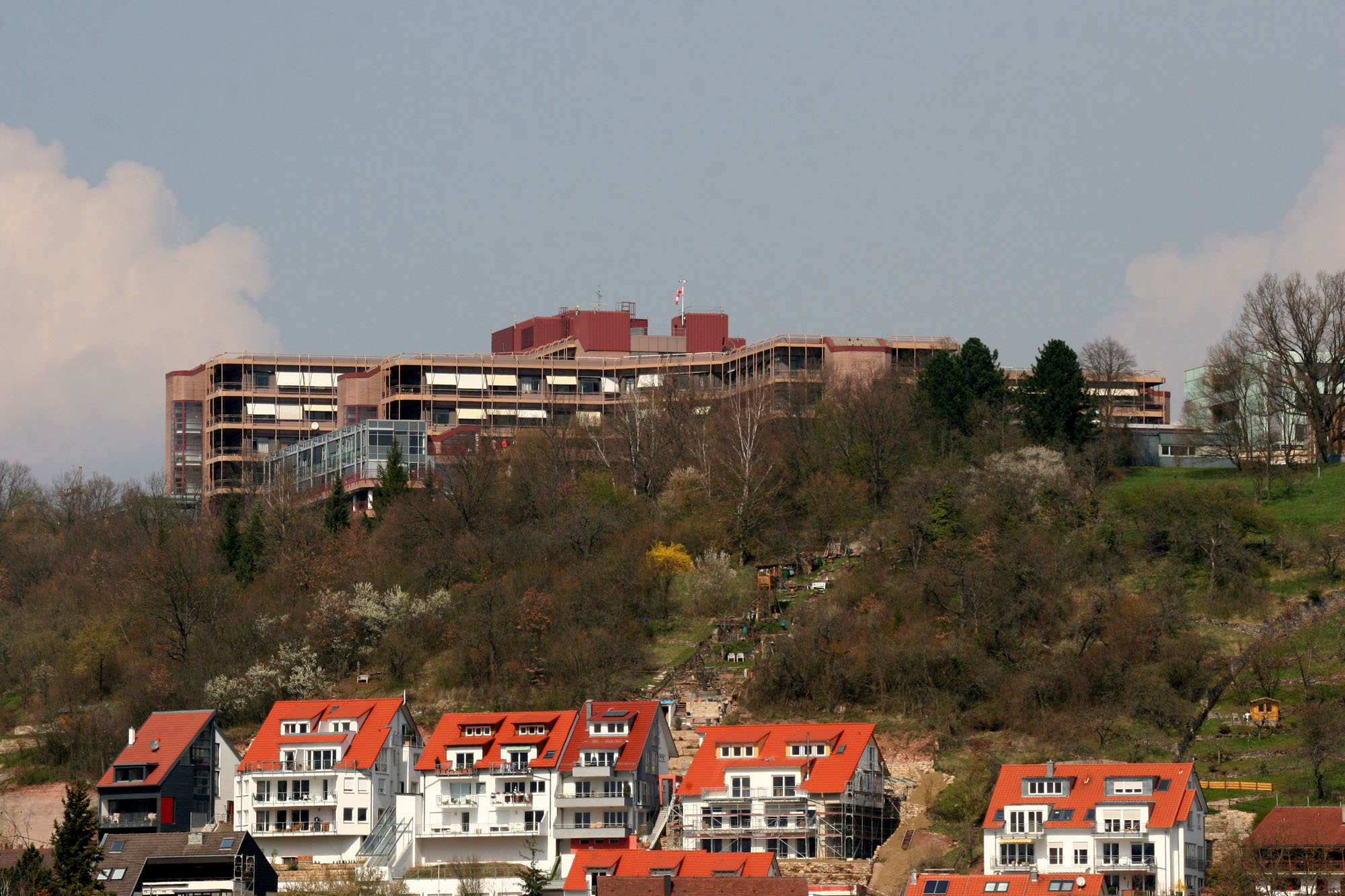
CRONA-Kliniken des Universitätsklinikums Tübingen auf dem Schnarrenberg

Tübingen ist Sitz des Regierungspräsidiums und des Landratsamts Tübingen.
Ferner gibt es ein Land- und ein Amtsgericht sowie ein Finanzamt. Vormals gehörten die Tübinger Gerichte zum Oberlandesgericht Württemberg-Hohenzollern.
Neben dem Uniklinikum gibt es seit 1957 die Berufsgenossenschaftliche Unfallklinik mit 327 Betten und seit 1916 das Paul-Lechler-Krankenhaus für Tropenkrankheiten mit 101 Betten.
In Tübingen ist der Sitz der Baden-Württembergischen Versorgungsanstalt für Ärzte, Zahnärzte und Tierärzte, eine dem Ministerium für Arbeit und Soziales Baden-Württemberg nachgeordneten Dienststelle.
Die Stadt ist Sitz des Kirchenbezirks Tübingen der Evangelischen Landeskirche in Württemberg.

### Bildung und Wissenschaft

#### Universität, Universitätskliniken und weitere Hochschulen

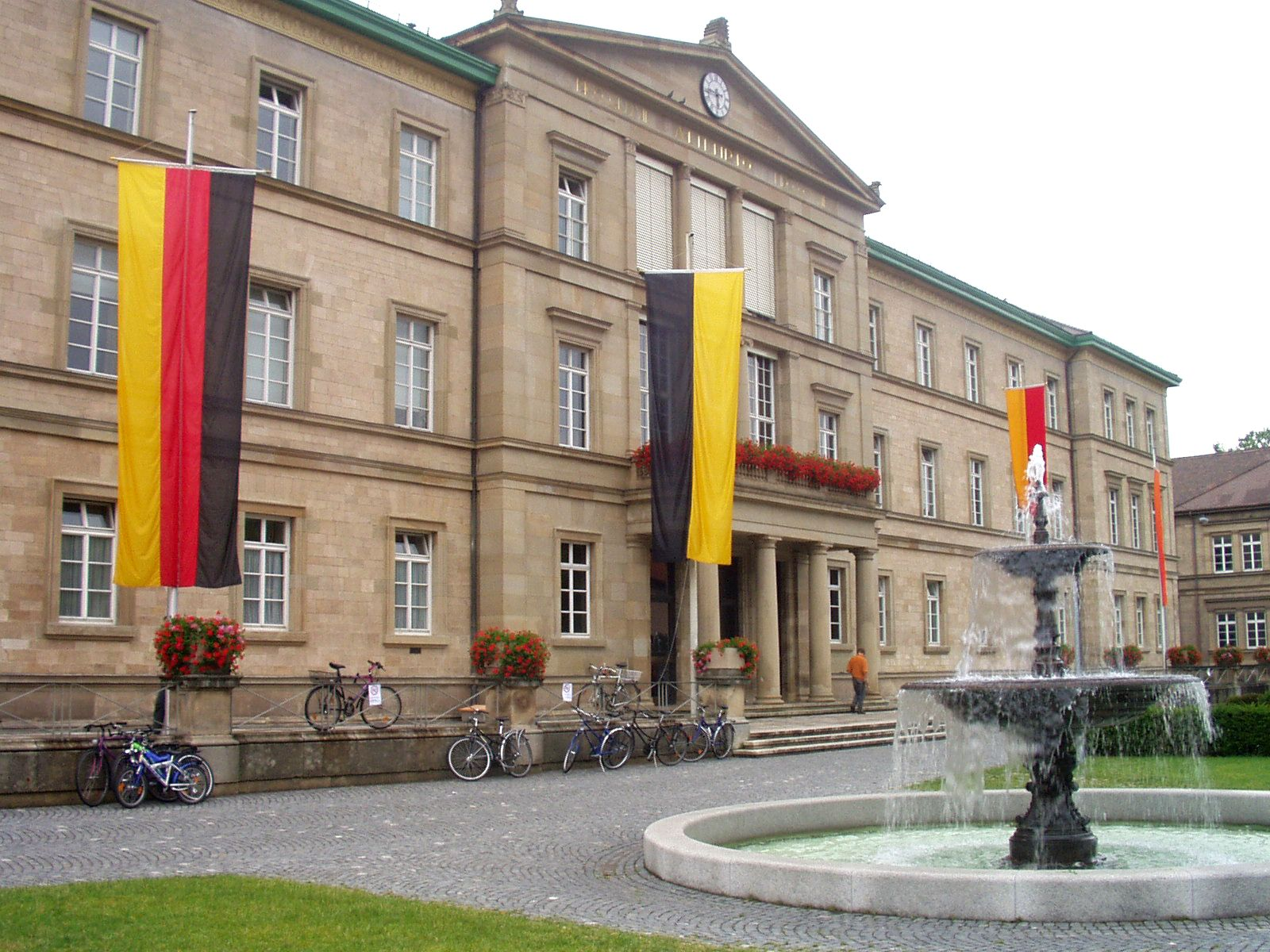
Neue Aula der Universität Tübingen

Universitätskliniken Tübingen Schnarrenberg

Die Eberhard Karls Universität Tübingen ist eine der ältesten und renommiertesten deutschen Universitäten und wurde 1477 gegründet. Diese Bildungseinrichtung war zeitweise Studienort von Männern der Widerstandsbewegung vom 20. Juli 1944. Im Foyer der Neuen Aula wird seit 1984 an diese Widerstandskämpfer mit einer Gedenktafel erinnert.
2016 waren an der Eberhard-Karls-Universität 27.500 Studierende immatrikuliert. Damit liegt die Stadt Tübingen in der Rangliste der größten deutschen Hochschulstädte auf Platz 38.
Einen bedeutenden und bundesweit einmaligen Beitrag zur Studienorientierung leistet das Leibniz Kolleg, eine ehemalige Einrichtung der Universität, die nun von einer Stiftung geleitet wird.
Der Universität ist das Universitätsklinikum Tübingen mit 17 verschiedenen Kliniken und circa 1500 Betten angeschlossen. Seit 1998 wird das Klinikum als eine selbstständige Anstalt des öffentlichen Rechts geführt.
Das Evangelische Stift der Evangelischen Landeskirche in Württemberg existiert seit 1536. Des Weiteren befindet sich in Tübingen die Evangelische Hochschule für Kirchenmusik Tübingen, die 1999 von Esslingen am Neckar weggezogen ist.
Tübingen hat ein Staatliches Seminar für Didaktik und Lehrerbildung (Gymnasien). Die Stadt ist außerdem „Korporativ Förderndes Mitglied“ der Max-Planck-Gesellschaft.

#### Institute
- Max-Planck-Institut für Entwicklungsbiologie
- Max-Planck-Institut für biologische Kybernetik
- Max-Planck-Institut für Intelligente Systeme
- Hertie-Institut für klinische Hirnforschung
- Deutsches Zentrum für Neurodegenerative Erkrankungen (DZNE)
- Friedrich-Miescher-Laboratorium für biologische Arbeitsgruppen in der Max-Planck-Gesellschaft
- Institut für donauschwäbische Geschichte und Landeskunde (idgl); diese dem Innenministerium Baden-Württemberg nachgeordnete Forschungseinrichtung wurde am 1. Juli 1987 gegründet
- Leibniz-Institut für Wissensmedien (IWM)

#### Schulen
In Tübingen gehen mehr als 15.000 Kinder und Jugendliche zur Schule (Stand Jahr 2017). Insgesamt befinden sich mehr als 30 Schulen im Stadtgebiet, darunter 15 Grund-, zwei Werkreal-, drei Realschulen, fünf Gymnasien, drei Berufsschulen, eine Förderschule, eine Schule für Geistigbehinderte und eine Schule für Erziehungshilfe sowie eine Waldorf- und eine Freie Aktive Schule.

##### Grundschulen
- FAS – Freie Aktive Schule Tübingen e. V.
- Ganztagesschule am Hechinger Eck (mit Außenstellen Grundschule an der Steinlach und Ludwig-Krapf-Schule)
- Ganztagesschule Dorfacker- und Köstlinschule Lustnau (mit Außenstelle Köstlinschule)
- Ganztagesschule Hügelschule
- Gemeinschaftsschule Französische Schule
- Grundschule auf der Wanne
- Grundschule Bühl
- Grundschule Hagelloch
- Grundschule Hirschau
- Grundschule im Aischbach
- Grundschule Innenstadt (Standorte Lindenbrunnenschule und Silcherschule)
- Grundschule Kilchberg
- Grundschule Pfrondorf
- Grundschule Unterjesingen
- Grundschule Weilheim
- Grundschule Winkelwiese/Waldhäuser-Ost (Standorte Waldhäuser-Ost und Winkelwiese)

##### Gesamtschulen
- Freie Waldorfschule Tübingen (Privatschule)

##### Hauptschulen und Werkrealschulen
- Geschwister-Scholl-Schule (Schulversuch „Erweiterte Kooperation“, keine reguläre Hauptschule mehr seit Schuljahr 2009/10)
- FAS – Freie Aktive Schule Tübingen e. V.

##### Gemeinschaftsschulen
- Gemeinschaftsschule West
- Gemeinschaftsschule Französische Schule
- Geschwister-Scholl-Schule – Gemeinschaftsschule (aus dem Schulversuch „Erweiterte Kooperation“ hervorgegangen, seit 2012 GMS)

##### Sonderpädagogische Bildungs- und Beratungszentren
- Kirnbachschule
- Pestalozzischule
- Rudolf-Leski-Schule

##### Gymnasien
- Uhland-Gymnasium
- Carlo-Schmid-Gymnasium
- Kepler-Gymnasium
- Wildermuth-Gymnasium
- Geschwister-Scholl-Schule
- Biotechnologisches- und Ernährungswissenschaftliches Gymnasium an der Mathilde-Weber-Schule
- Technisches Gymnasium an der Gewerblichen Schule Tübingen
- Wirtschaftsgymnasium an der Wilhelm-Schickard-Schule

##### Realschulen
- Walter-Erbe-Realschule (auslaufend, der Französischen Schule angegliedert, im Schuljahr 2019/2020 noch zwei Klassenstufen)
- Geschwister-Scholl-Schule (Schulversuch „Erweiterte Kooperation“, keine reguläre Realschule mehr seit Schuljahr 2009/10)

##### Berufliche Schulen
- Gewerbliche Schule Tübingen
- Mathilde-Weber-Schule (Hauswirtschaftliche Schule)
- Wilhelm-Schickard-Schule (Kaufmännische Schule)
- Bildungs- und Technologiezentrum Tübingen

##### Sonstige Schulen
- Lehranstalt für Medizinsch-Technische-Assistenten (MTA-L, MTA-R) am UKT
- Deutsch-Amerikanisches Institut Tübingen
- Institut Culturel Franco-Allemand (Deutsch-Französisches Kulturinstitut Tübingen e. V.)
- Volkshochschule Tübingen (VHS)
- VIVAT LINGUA! Sprachtrainingsprogramme
- Sprachinstitut Tübingen SIT des Internationalen Bundes (IB)
- Krankenpflegeschule am UKT
- Hebammenschule am UKT
- Humanistisches Kolleg Tübingen
- Tübinger Musikschule e. V.

##### Schulämter
- Regierungspräsidium Tübingen – Schule und Bildung
- Landratsamt Tübingen – Schulamt
- Kreismedienzentrum Tübingen

### Weinbau

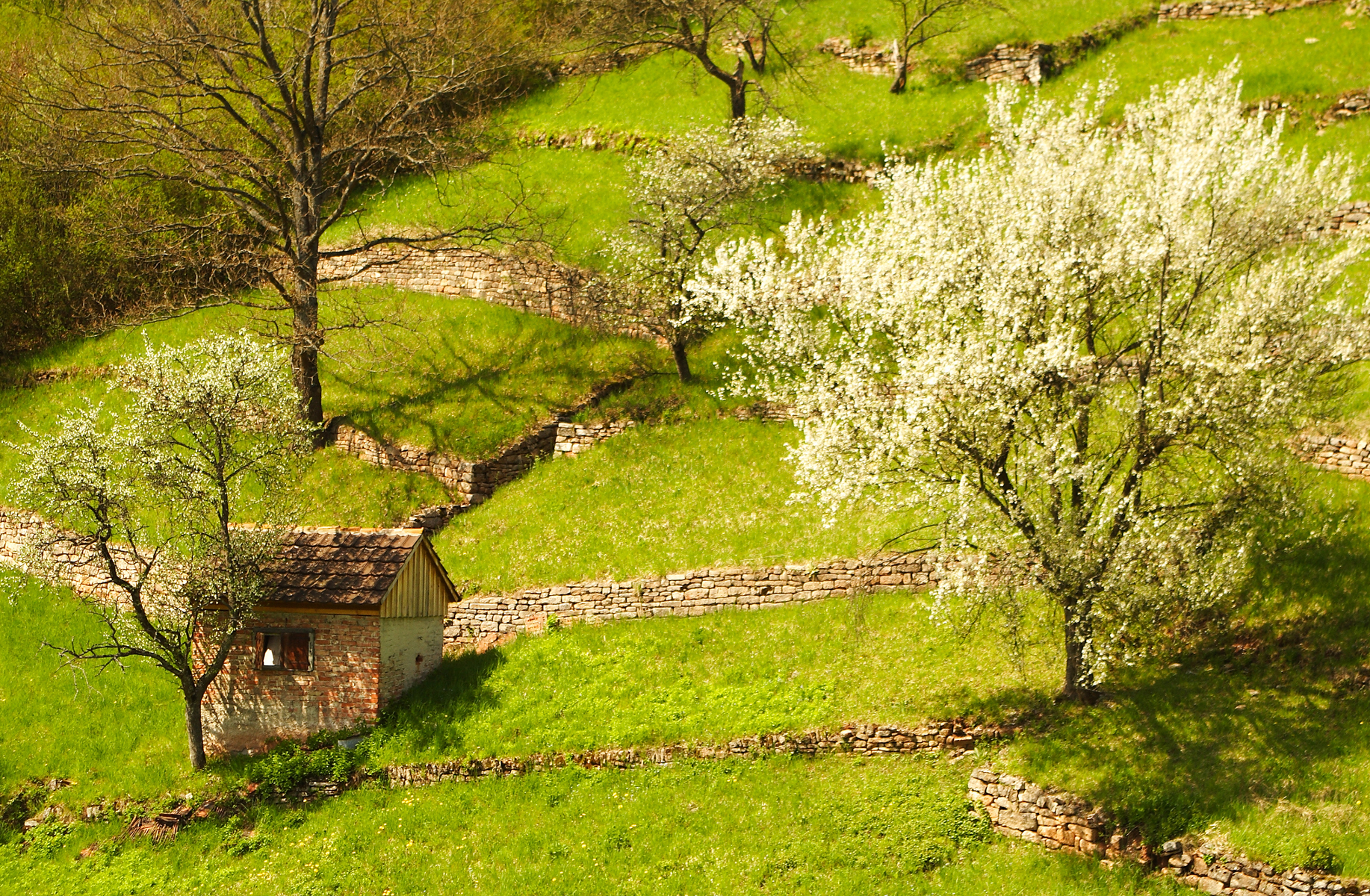
Aufgelassener Weingarten am Schnarrenberg, bei dem die Terrassierung des Hangs deutlich erkennbar ist.

Für einen Großteil der Tübinger Bevölkerung war der Weinbau bis ins 19. Jahrhundert der dominierende Erwerbszweig. Die damaligen Weingärtner wurden als Gôgen oder Rauba (Raupen) bezeichnet und verspottet. Noch heute erzählt man sich sogenannte Gôgenwitze, die besonders derb sind und das beschwerliche Leben der Weingärtner in früherer Zeit widerspiegeln. In der ersten Hälfte des 20. Jahrhunderts kam der Weinbau in Tübingen fast vollständig zum Erliegen, da der Anbau hochwertiger Weine im Raum Tübingen nicht rentabel ist. Zwar bieten die reichlich vorhandenen Südhänge ausreichend Wärme, aber keine für den Weinbau geeigneten Böden. Die oberen Erdschichten bilden nur eine relativ dünne Auflage über dem darunter liegenden Gestein aus Gipskeuper, Buntem Mergel und Stubensandstein. Die Böden der Hanglagen sind daher karg und für die landwirtschaftliche Nutzung wenig geeignet. Dementsprechend liegt der überwiegende Teil dieser Flächen heute brach.
An den Südseiten von Schlossberg, Spitzberg und Schnarrenberg ist noch heute die Terrassierung der Hänge aus den Tagen des Weinbaus weitgehend erhalten, an vielen Stellen aber von Wald oder Gestrüpp überwachsen. Seit 2004 gibt es wieder ein privates Weingut in der Stadt. Außerhalb des eigentlichen Stadtgebiets befinden sich am Südhang des Spitzberges oberhalb des Stadtteils Hirschau sowie am südlichen Schönbuchrand in Unterjesingen eine Reihe privater Weingüter. Die Tübinger Weinlage Sonnenhalden zählt zum Bereich Oberer Neckar des Weinbaugebietes Württemberg.
Der Tübinger Wein ist heute aufgrund der geringen Anbaumenge nur begrenzt in Tübingen und Umgebung erhältlich. Häufig wird er zeitlich befristet in Besenwirtschaften ausgeschenkt. Nicht aus Tübinger Wein hergestellt ist der Sekt Schloss Hohentübingen, der in einigen Lokalen in der Altstadt erhältlich ist.

### Wohnprojekte

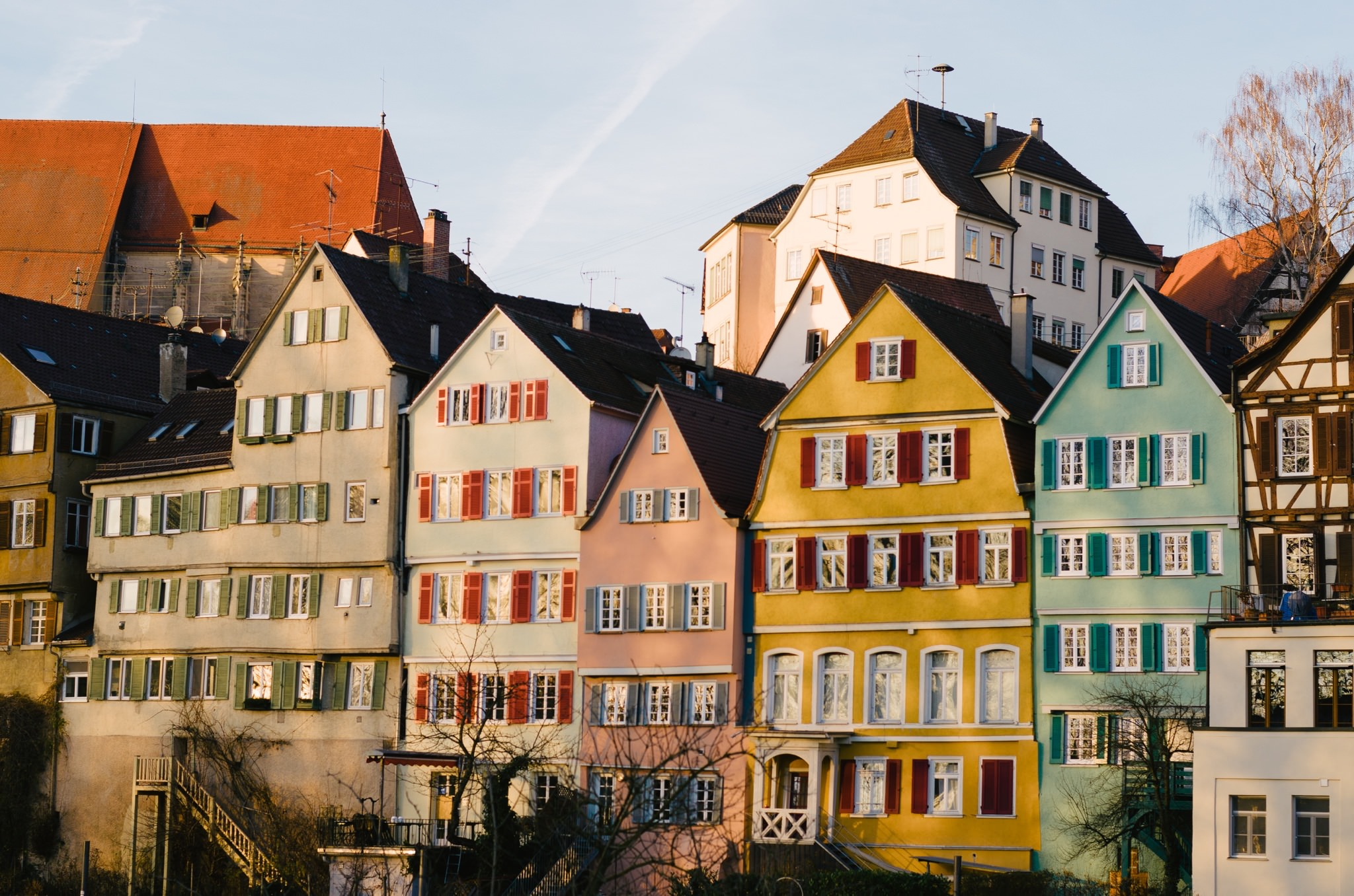
Farbenfrohe Häuser im Sommer am Neckar

Im Jahr 2001 entstand in Tübingen mit dem Kauf der Immobilien des Wohnprojekts Schellingstraße das erste Wohnprojekt unter dem Dach der Mietshäuser Syndikat GmbH außerhalb der Freiburger Region. Mittlerweile gibt es vier Mietshäuser-Syndikats-Wohnprojekte in Tübingen. Im Herbst 2010 beschloss der Tübinger Gemeinderat, das Wohnprojekt „Vierhäuser Projekt“ mit einem Kredit von 150.000 Euro zu unterstützen.

### Solare Baupflicht
In Tübingen gilt seit 2018 eine solare Baupflicht für Neubauten.

## Kultur und Sehenswürdigkeiten

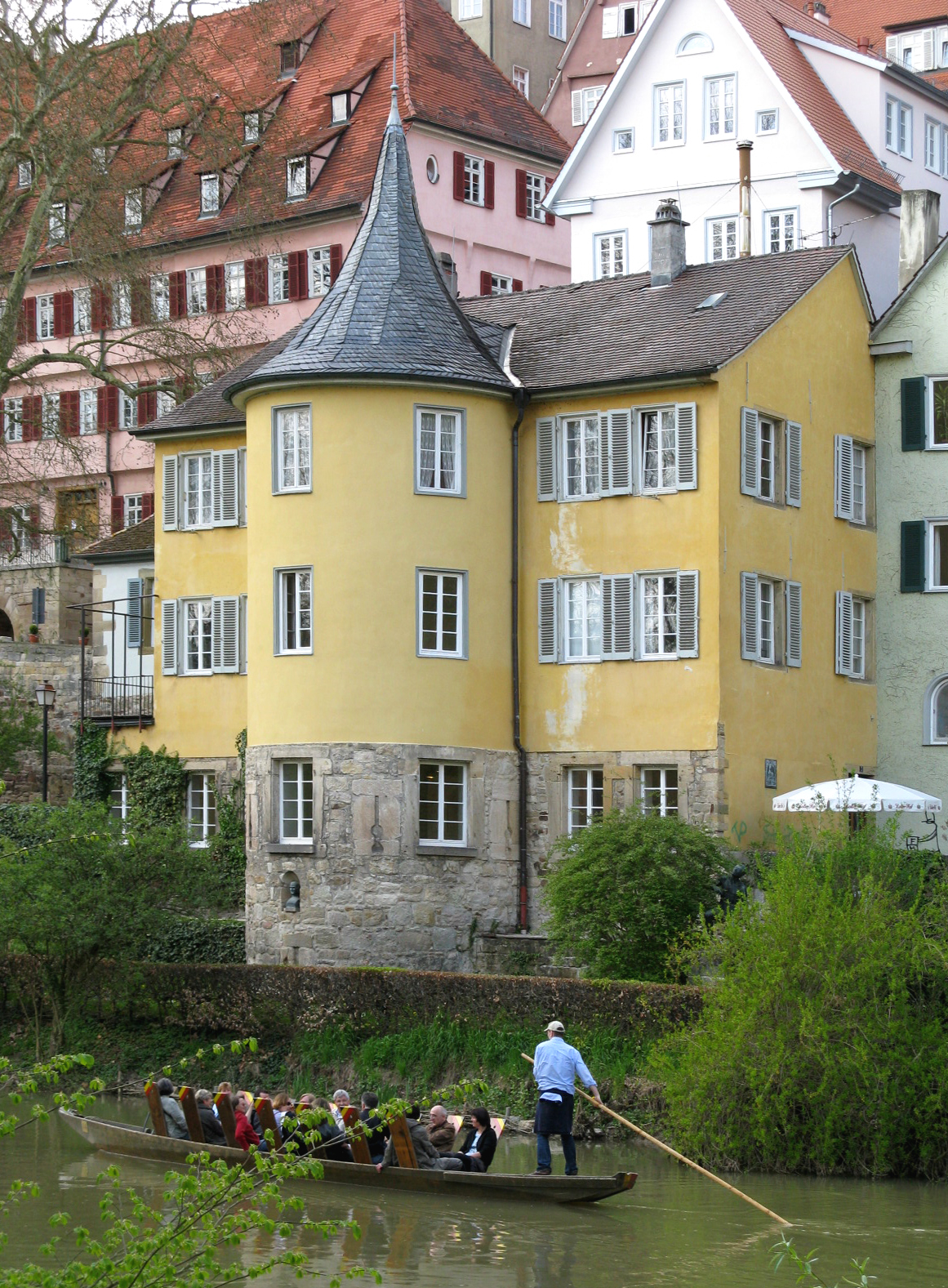
Hölderlinturm am Neckar mit Stocherkahn

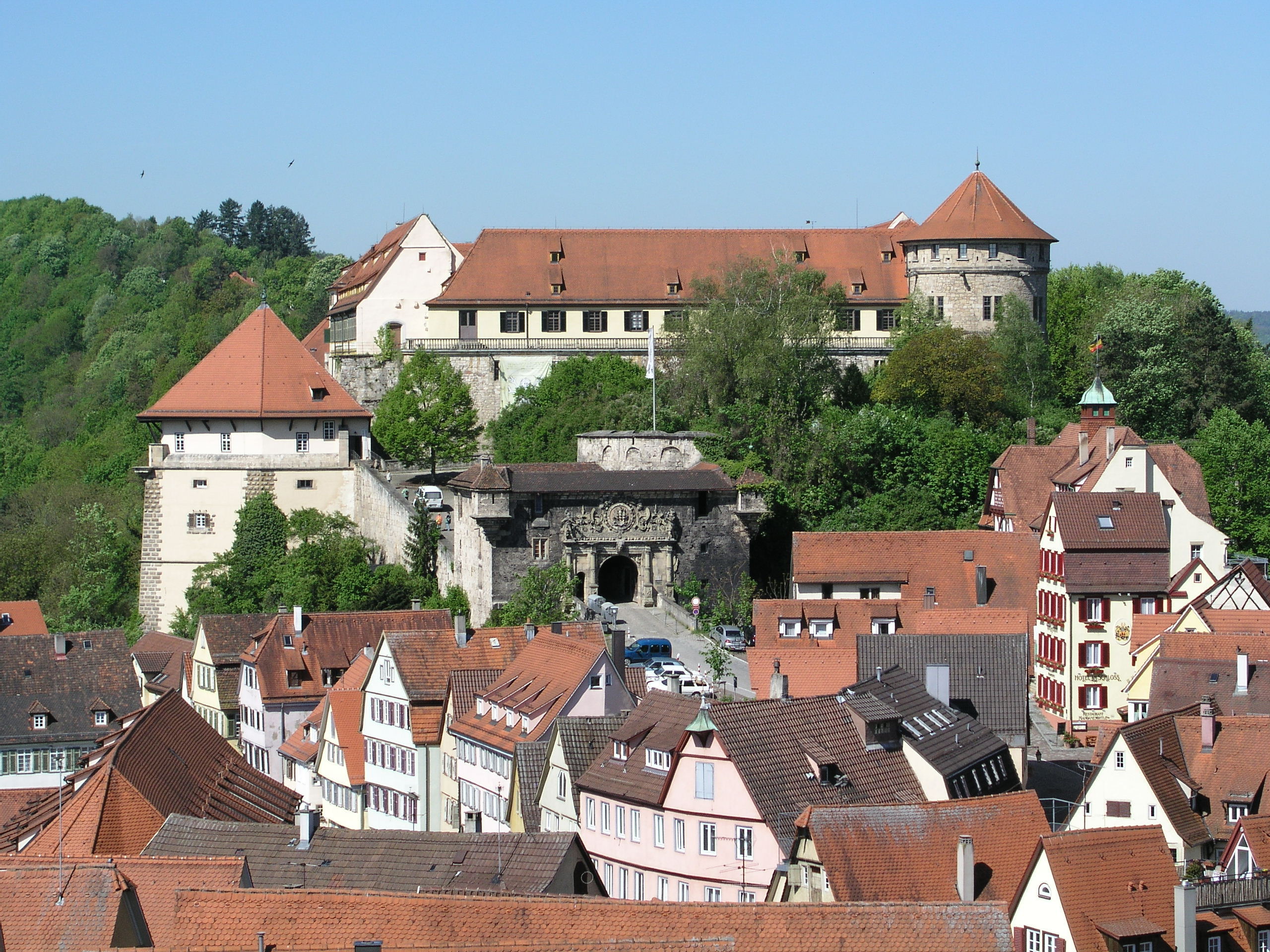
Schloss Hohentübingen (Ostseite) mit unterem Schlosstor

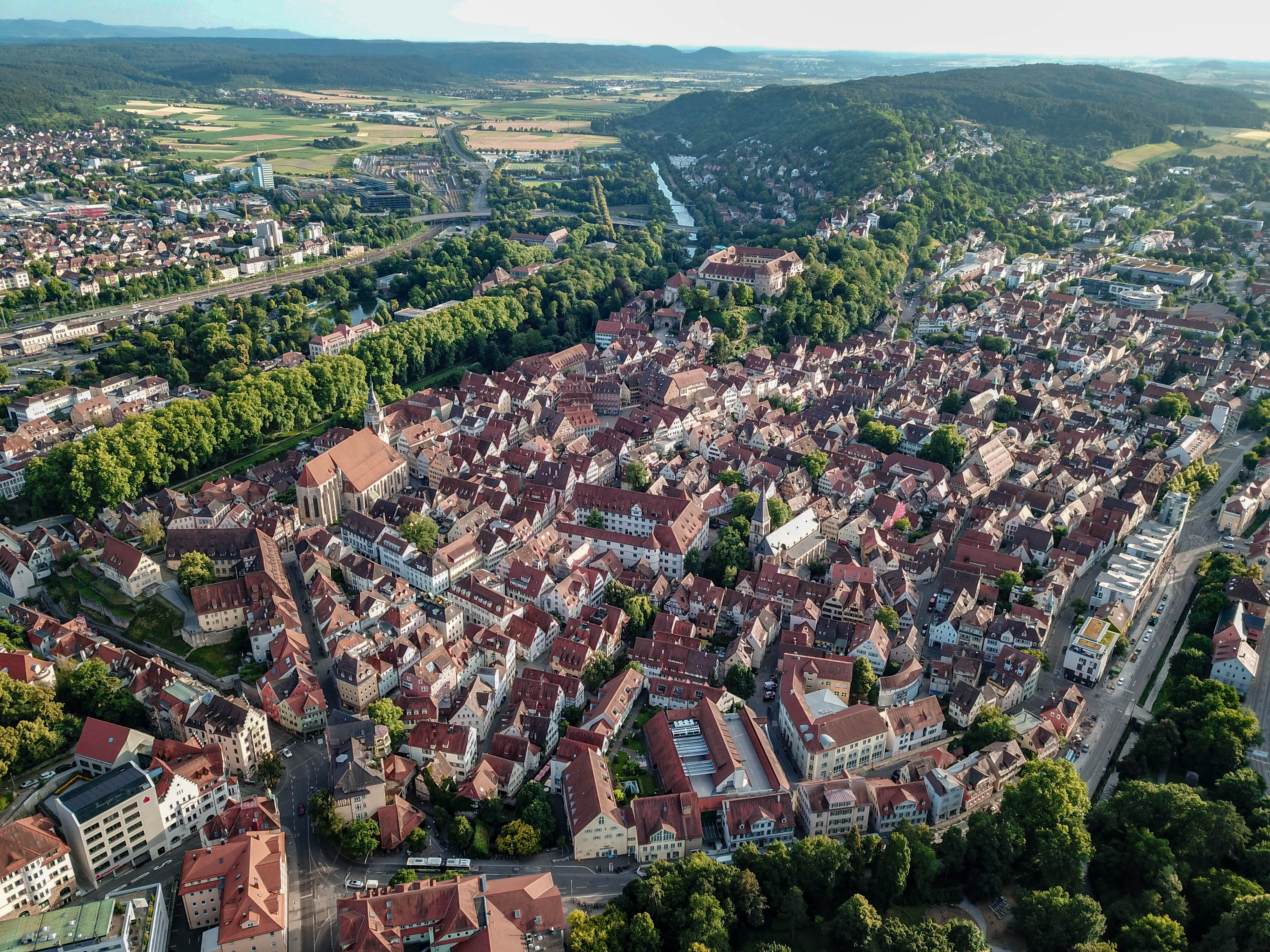
Altstadt Tübingen

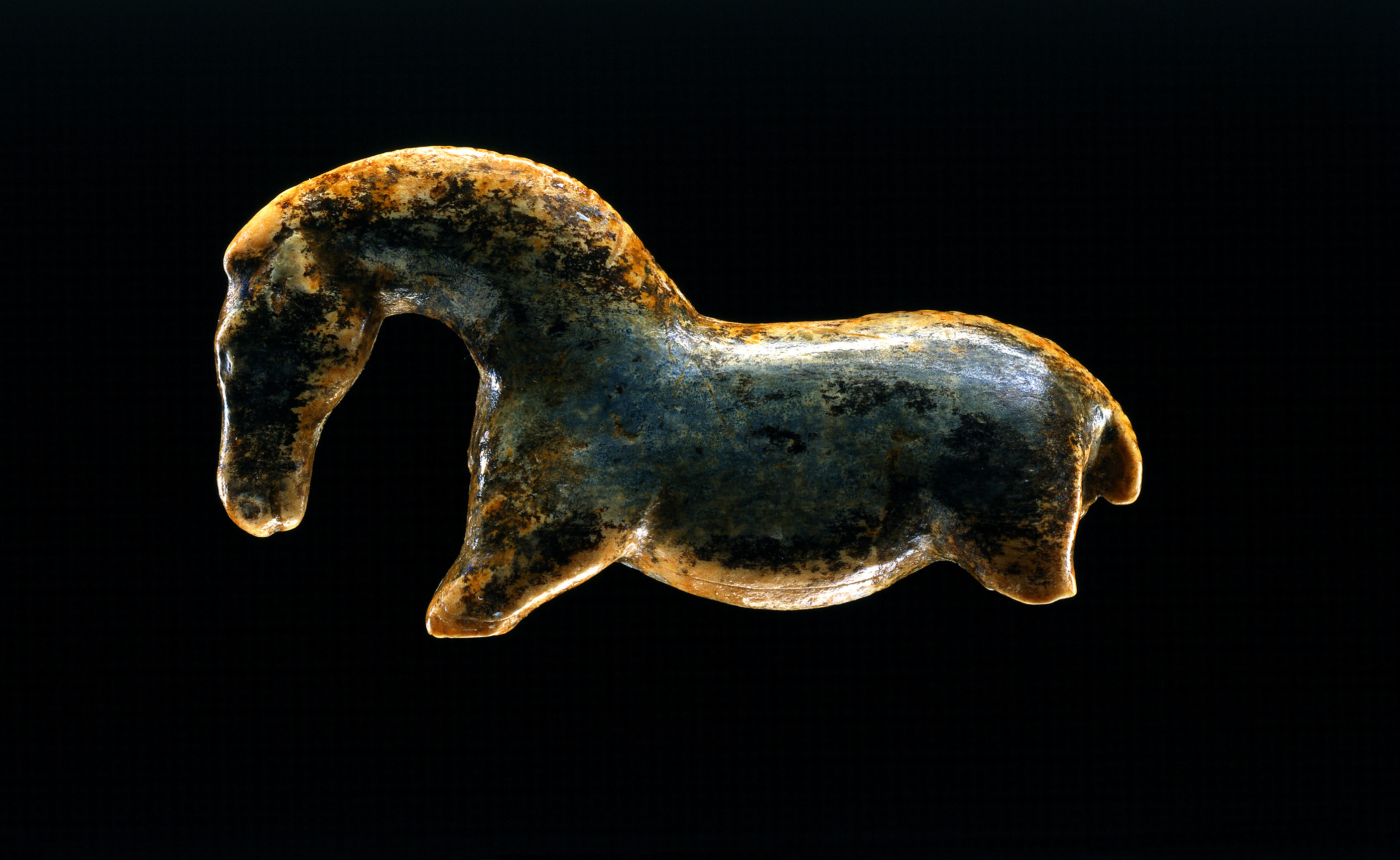
Figur eines Wildpferds, Mammutelfenbein, 40.000 Jahre alt, Vogelherdhöhle, Teil des UNESCO-Welterbes Höhlen und Eiszeitkunst im Schwäbischen Jura, Museum der Universität Tübingen MUT

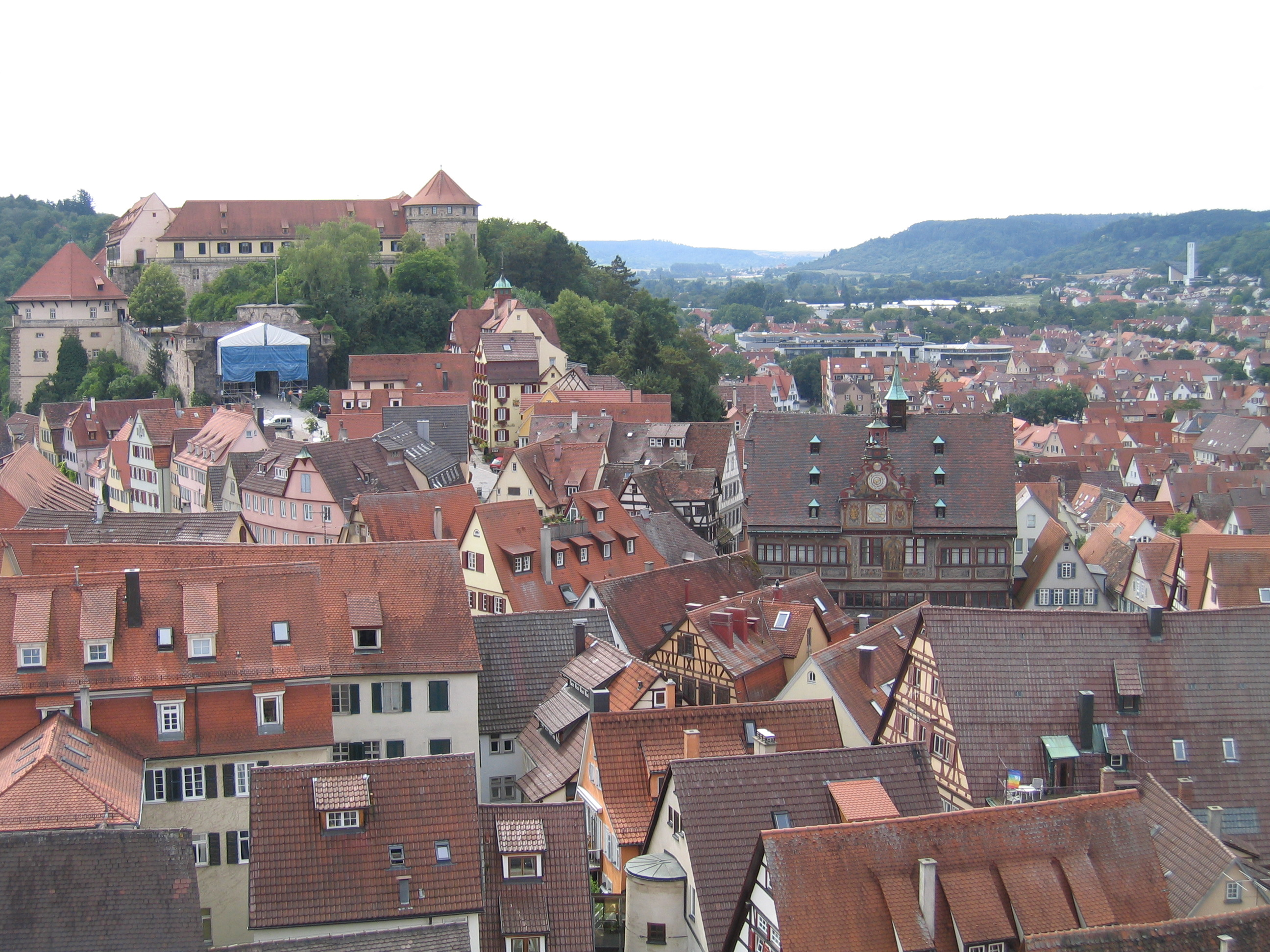
Schloss und Rathaus vom Turm der Stiftskirche im Juli 2007

### Bauwerke

#### Stadtbild
Die berühmte Altstadt wurde erst 2019 unter Gesamtanlagenschutz gestellt. Das Rathaus Tübingen datiert in seinen ältesten Teilen aus dem 15. Jahrhundert. Es gibt zahlreiche Fachwerkhäuser und viele enge Gassen. Die Neckarfront mit dem Hölderlinturm ist ein weithin bekanntes Fotomotiv der Stadt und eines ihrer bekanntesten Wahrzeichen.
Vom Rathaus ertönt ein Stundenschlag und mehrfach täglich ein Glockenspiel.

#### Kirchen und Klöster
Die Stiftskirche Tübingen von 1470 ist die evangelische Hauptkirche der Stadt. Dort sind die württembergischen Herzöge Eberhard im Bart (gestorben 1496), Ulrich (1550) und Christoph (1568) in dem mit dem Lettner abgetrennten Chorraum der Stiftskirche begraben. Seit 2014 verfügt die Stiftskirche über ein Glockenspiel, das unterschiedliche Melodien spielt.
Die zweite alte Kirche der Stadt ist die 1337 erstmals erwähnte Jakobuskirche, die aus einer Kapelle hervorging. Die im Kern romanische Kirche wurde im 16. Jahrhundert gotisch umgestaltet.
Aus dem im 13. Jahrhundert gegründeten Augustinerkloster ging nach der Reformation das Evangelische Stift hervor. Das um 1272 gegründete Franziskanerkloster wurde nach der Reformation in das Collegium illustre, das heutige Wilhelmsstift, umgewandelt.
Die katholische Pfarrkirche St. Johannes wurde von 1875 bis 1878 erbaut, die evangelische Eberhardkirche im Jahr 1911. Ein interessantes Beispiel des Neuen Bauens in der Weimarer Republik ist die 1931 erbaute Neuapostolische Kirche von Karl Weidle.
Nach dem Zweiten Weltkrieg wurden viele neue Kirchen errichtet. Evangelische Kirchen sind die Martinskirche von 1955, die Stephanuskirche von 1968, die Albert-Schweitzer-Kirche und die Dietrich-Bonhoeffer-Kirche, die zwischen den Jahren 1983 und 1985 erbaut wurde. Katholische Kirchen aus dieser Zeit sind St. Michael (1949), St. Petrus (1956) und St. Paulus (1974).
Zu den Kirchen in den Tübinger Stadtteilen siehe den Abschnitt Religion.

#### Sonstige Bauwerke
Weitere Sehenswürdigkeiten sind das Schloss Hohentübingen, die Eberhard Karls Universität, das Rathaus, das Stadtmuseum, das Goethehäuschen, das Nonnenhaus, das Kloster Bebenhausen, der Bebenhäuser Pfleghof, das Französische Viertel („Stadt der kurzen Wege“, ab 1991 im Entstehen, ebenso wie das Loretto-Viertel), der Österbergturm, Bismarckturm und der Steinenbergturm.
In der Altstadt, Adresse Am Markt, gibt es seit 1948 einen neu geschaffenen Neptunbrunnen, dessen Figuren aus Waffenschrott gegossen wurden. Ursprünglich stand an dieser Stelle der vom Steinmetzen Georg Müller aus Sandstein geschlagene Schmuckbrunnen.

### Museen
Bekannte Tübinger Museen sind die Kunsthalle Tübingen, das Museum im Schloss Hohentübingen als wichtiger Teil im Museum der Universität Tübingen MUT, wo unter Federführung der Universität Exponate aus denkmalorientierten Wissenschaftsbereichen ausgestellt werden, das Stadtmuseum Tübingen mit der Lotte-Reiniger-Scherenschnittsammlung, das Hölderlin-Museum im Hölderlinturm und das Auto- und Spielzeugmuseum Boxenstop Tübingen in der Brunnenstraße.
Das Museum der Universität Tübingen MUT beherbergt als weltweit einzige universitäre Einrichtung Artefakte mit Welterbestatus, wie den ältesten erhaltenen figürlichen Kunstwerken und Musikinstrumenten der Menschheit, den Mammutelfenbeinfiguren und den Fragmenten von Knochenflöten. Diese stammen aus der Vogelherdhöhle (Schwäbische Alb), die seit 2017 Teil des UNESCO-Welterbes „Höhlen und Eiszeitkunst im Schwäbischen Jura“ sind. Diese Objekte wurden vom Institut für Ur- und Frühgeschichte der Eberhard Karls Universität Tübingen archäologisch ausgegraben.
Zudem können verschiedene kunst-, aber auch natur- und geowissenschaftliche Sammlungen – insgesamt 66 – des MUT, wie die Graphische Sammlung, die Mineralogische Sammlung oder die Paläontologische Sammlung der Universität mit zahlreichen Saurier-Präparaten besucht werden. Andere Sammlungen der Universität öffnen nach Voranmeldung ihre Türen. Seit 2012 gibt es außerdem die Ausstellung „MindThings – KopfSache“, eine Kooperation zwischen dem Museum der Universität Tübingen MUT, dem Fachbereich Psychologie und dem Career Service der Uni.
Zusätzlich gibt es noch den von Herbert Rösler umgebauten G91-Bau, der Ausstellungszwecken dient.
2025 eröffnete das Neue Kunstmuseum Tübingen. Forum für Kunst und Kultur. Es handelt sich um ein Privatmuseum, das insbesondere die Sammlung der Gründer zeigt, darunter Udo Lindenberg, Anne Geddes oder James Rizzi.

### Theater

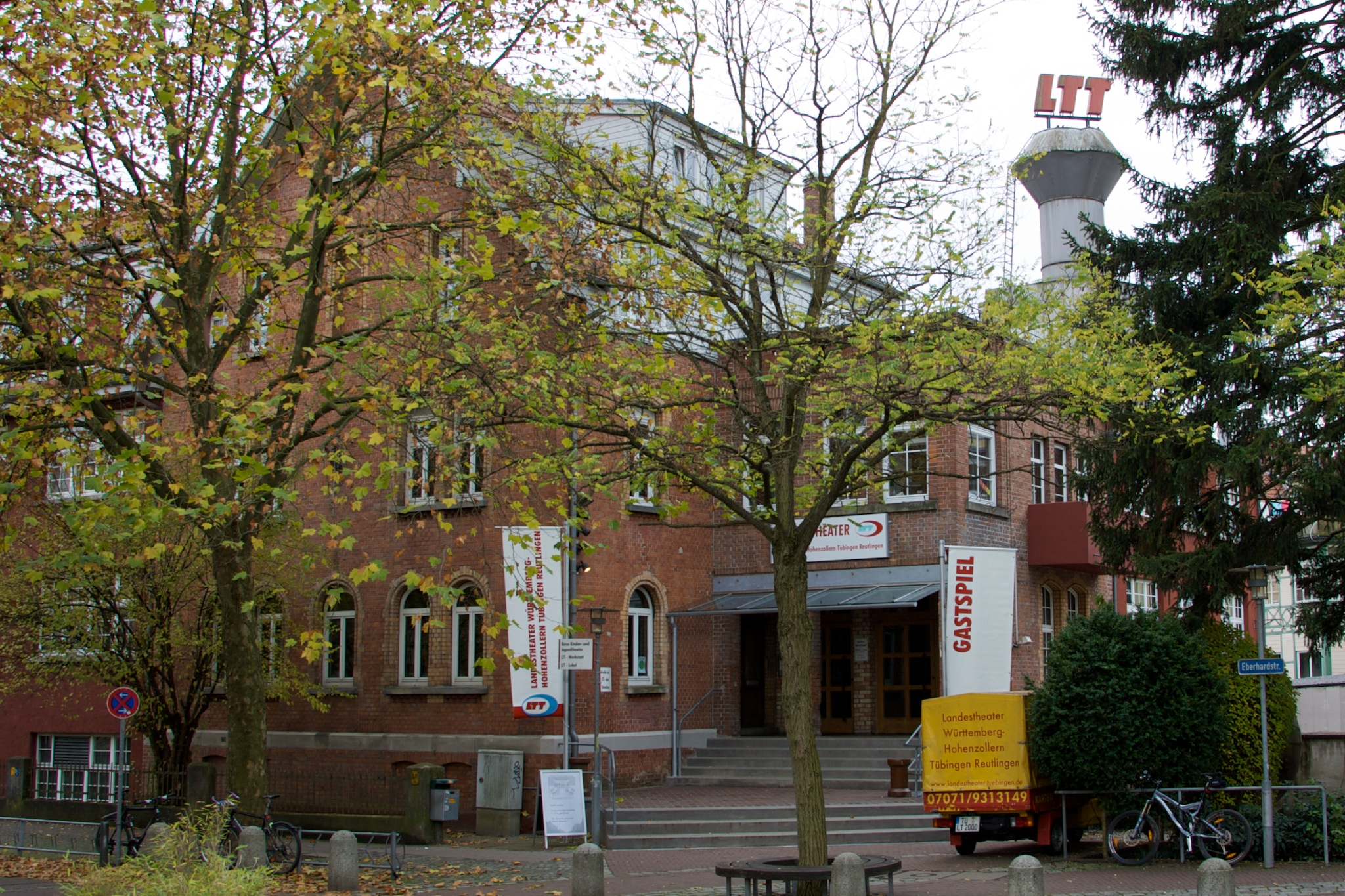
Landestheater Tübingen in einer ehemaligen Stuhlfabrik

Das bekannteste Theater der Stadt ist das Landestheater Tübingen (LTT). Daneben gibt es das Zimmertheater Tübingen, ein kleines und zeitgenössisches Theater in der Bursagasse inmitten der Altstadt. Das Zimmertheater betreibt auch eine Spielstätte im ehemaligen Kino Löwen. Daneben gibt es an der Universität mehrere studentische Theatergruppen sowie Aufführungen freier Theatergruppen im soziokulturellen Zentrum Sudhaus. Im Juli/August findet jährlich an wechselnden Spielorten das Tübinger Sommertheater statt, abwechselnd ausgerichtet vom LTT, Zimmertheater und Theater Lindenhof.

### Stadtbücherei
Die Stadtbücherei Tübingen wurde 1895 zunächst mit einer „Volkslesestube“ gegründet. Seit 1985 befindet sich die Hauptstelle im speziell dafür umgebauten ehemaligen Gebäude der Stadtwerke in der Nonnengasse – zum Bibliothekssystem zählen drei Zweigstellen in Derendingen, Waldhäuser-Ost und Wanne sowie das Medienzentrum Uhlandstraße. Bei einem Bestand von 233.267 (physischen) Medien wurden 2019 über 972.742 Entleihungen erzielt.

### Musik
Zahlreiche Chöre und Orchester, die der Universität oder den Kirchengemeinden zugeordnet oder selbständig sind, prägen das Musikgeschehen der Stadt. Überregionale Bekanntheit hat die Tübinger Motette in der Stiftskirche als allwöchentliche musikalische Samstagabend-Andacht nach Leipziger Vorbild.
Wichtigster Veranstaltungsort für Rock- und Pop-Musik ist das Sudhaus, das Kulturzentrum des Sudhaus e. V.
Kulminationspunkt der Tübinger Jazzszene ist der Jazzclub mit dem eigenen Domizil Jazzkeller in der Haaggasse, dem Veranstaltungsort regelmäßiger Jamsessions und 15 bis 20 Livekonzerten im Jahr. Neben dem Jazzclub hat sich seit seiner Gründung 1977 auch der Verein Jazz im Prinz Karl als Veranstalter überregionaler Jazzkonzerte profiliert. Daneben gibt es noch die Musikreihen Jazz im Studio und die Jazz & Klassik Tage. Seit 2017 finden die Veranstaltungen im Club Voltaire statt.
Von 1975 bis 1992 prägte das Tübinger Folk- und Liedermacher Festival das Tübinger Musikleben. Alljährlich vom Club Voltaire und der sozio-kulturellen Tübinger Szene zu einem speziellen Thema organisiert, lockten Veranstaltungen mit nationalen und internationalen Musikgrößen über die Pfingsttage Zehntausende nach Tübingen. Der Club Voltaire erhielt für sein Festival-Programm 1985 den Kulturpreis der Kulturpolitischen Gesellschaft.
Zu den Lokalmatadoren der Tübinger Musikszene zählt seit über 30 Jahre die Bluesrock-Gruppe Black Cat Bone.
Herausragend unter den Bläsergruppen sind der seit 1911 bestehende Musikverein Derendingen mit über 40 Aktiven und eigener Jugendblaskapelle, die Winzerkapelle Harmonie Unterjesingen mit über 60 Aktiven Musikern, Jugendkapelle und Flötenausbildung und der Musikverein Pfrondorf mit 30 Aktiven und Jugendblasorchester. Alle bereichern das Kulturleben der Universitätsstadt durch ein jährliches Platzkonzert.
Tübingen hat eine sehr aktive Heavy-Metal-Szene, welche sich im Umfeld des ehemaligen Bierkellers und der Metalnight im Epplehaus gebildet hat. Die Tübinger Alternative-Metal-Band Circus of Fools hat durch Auftritte auf größeren Festivals wie das M’era Luna eine gewisse internationale Bekanntheit erreicht.
Einmal im Jahr findet seit 2006 mit dem Ract!festival das deutschlandweit größte politische Umsonst und draußen-Festival statt.

### Parks und Friedhöfe

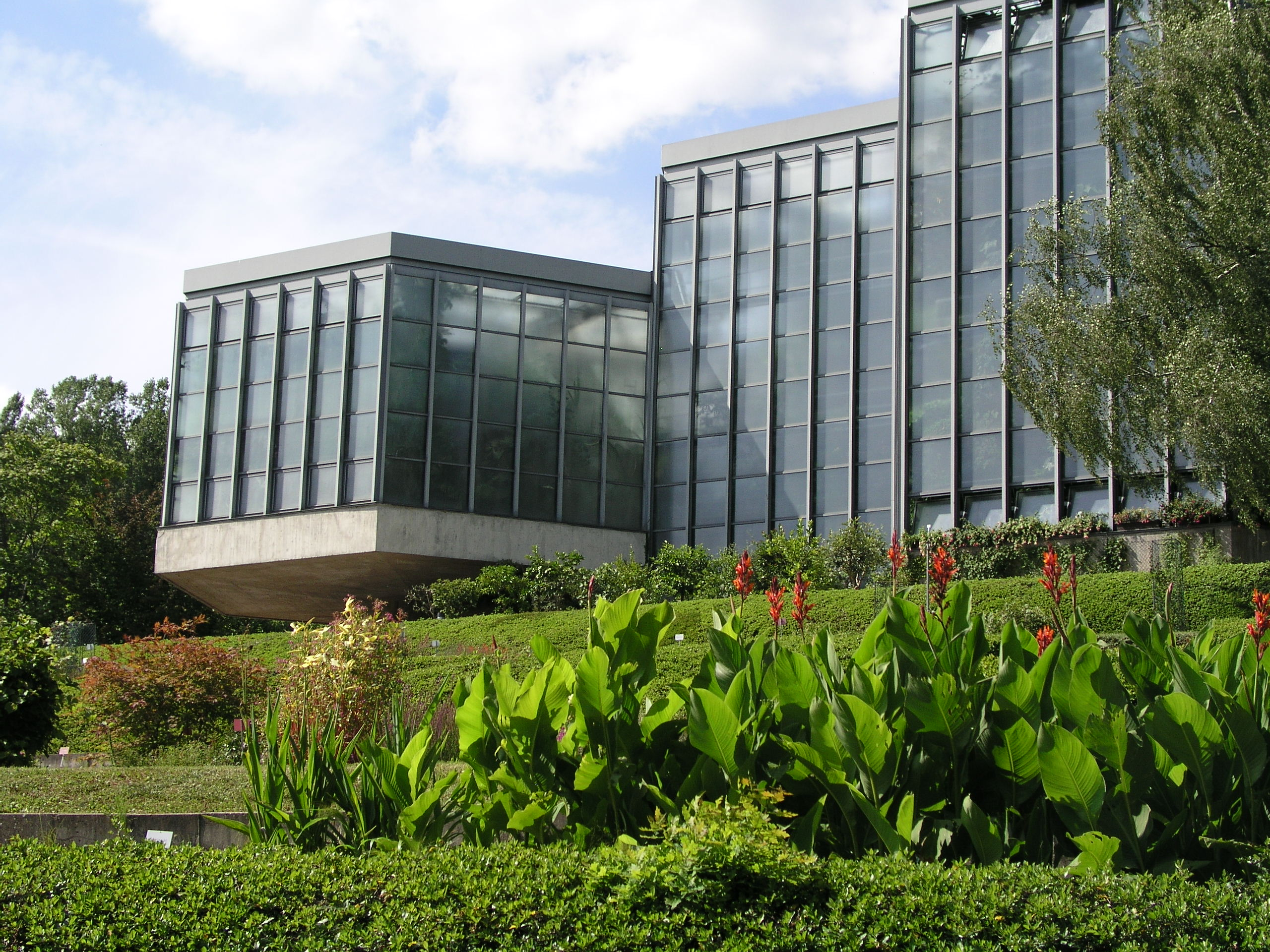
Neuer Botanischer Garten

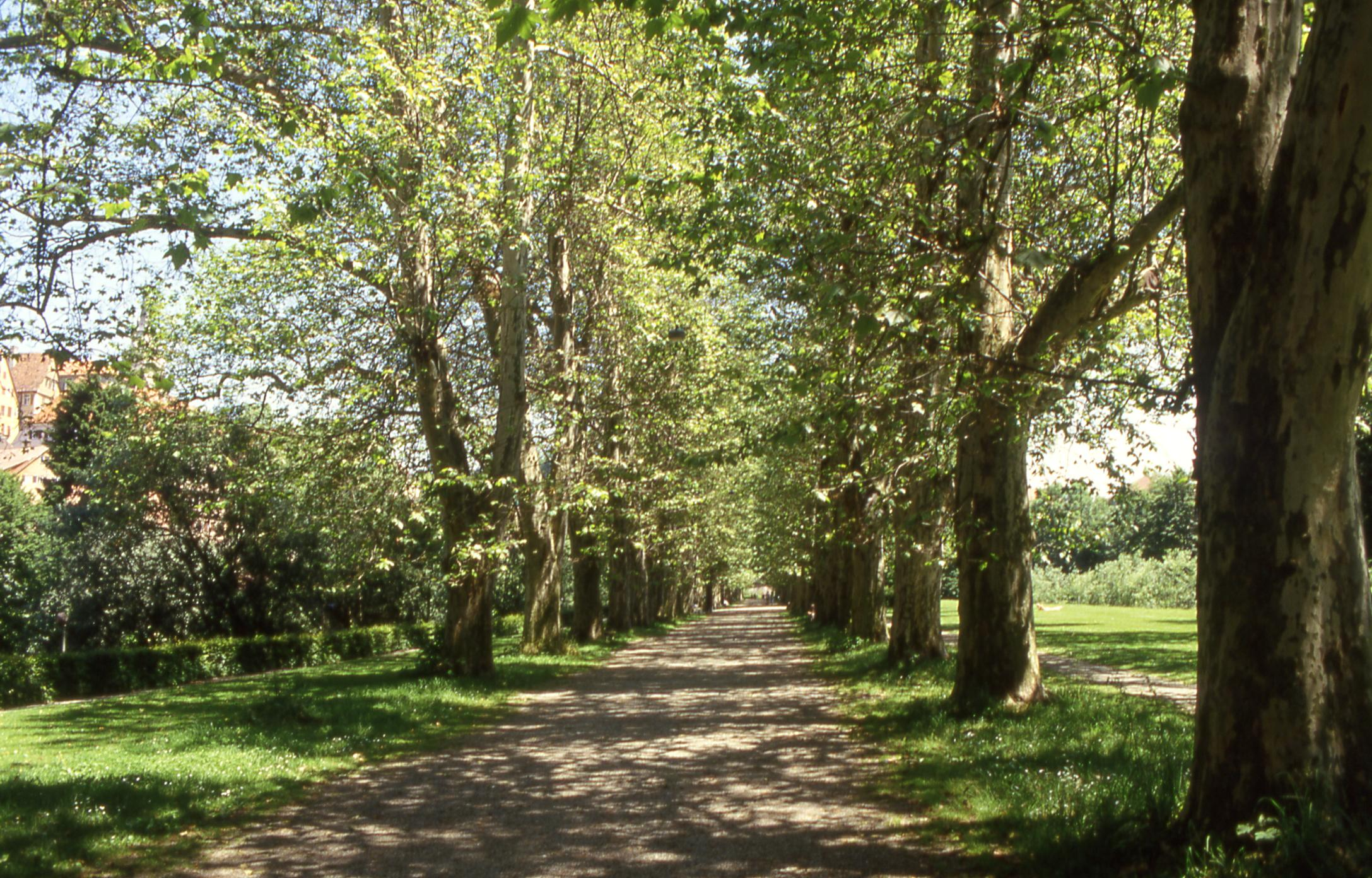
Platanenallee auf der Neckarinsel

Grünanlagen bilden Ruheorte, Flanier- und Spielplätze im Stadtzentrum Tübingens und sind stark frequentierte Naherholungsgebiete.
Im Zentrum der Stadt befindet sich der Alte Botanische Garten mit altem und artenreichem Baumbestand und dem Hölderlin gewidmeten Denkmal „Genius des Ruhms“. Auf der grünen Neckarinsel befindet sich die über 180 Jahre alte malerische Platanenallee gegenüber der Neckarfront mit Denkmälern für Friedrich Silcher und Ottilie Wildermuth, unweit davon der Park am Anlagensee zwischen Bahnhof und den drei „alten“ Tübinger Gymnasien: Uhland-, Kepler- und Wildermuthgymnasium. Zwischen Neckar und Altstadt liegt der Österberg, der auf einer Seite fast vollständig unbebaut ist und im Sommer den Spaziergängern und Gleitschirmfliegern, im Winter den Rodlern dient. Die Tübinger Parkanlagen sind im Sommer auch Studententreffpunkte und Lernorte.
Der Neue Botanische Garten Tübingen auf der Morgenstelle beherbergt verschieden temperierte Gewächshäuser, darunter ein Fuchsien-Haus mit einer Sammlung von nach dem Tübinger Pflanzenkundler Leonhart Fuchs benannten Pflanzenarten.
Zu den innerstädtischen Grünanlagen sind auch die 14 Friedhöfe der Stadt einschließlich des Bergfriedhofs und des Stadtfriedhofs mit den zahlreichen Gräbern prominenter Bürger zu zählen. Auf dem Gräberfeld X des Stadtfriedhofs befindet sich die Bestattungsstelle des Anatomischen Instituts, wo fast 600 Opfer staatlicher Gewalt bestattet sind, die keines natürlichen Todes starben: Politische Gegner des NS-Systems, Zwangsarbeiter, Deserteure, Kriegsgefangene. An sie erinnern Gedenkplatten mit ihren Namen. 1980 ließ die Universität eine weitere Gedenkplatte für die Opfer der NS-Medizin hinzufügen.
Am Fuß des Spitzbergs befand sich von 1907 bis 1919 der privat betriebene Tiergarten Tübingen.

### Sport
Die Basketballer des SV 03 Tübingen spielen als Tigers Tübingen in der 2. Basketball-Bundesliga ProA. In der Basketball-Regionalliga sind die Derendingen Academics sowie die 2. Mannschaft des SV 03 („Tigerle“) vertreten.
Daneben spielt der Damen-Volleyballverein Tübinger Modell e. V. in der Regionalliga Süd. Zudem tragen die Erstligisten des TV Rottenburg (Volleyball) und des TuS Metzingen (Frauen-Handball) alle bzw. einzelne Heimspiele (TuS) in Tübingen aus. Tübingen war daher bis zum Abstieg der Tigers 2018 neben Berlin die einzige Stadt in Deutschland, in der gleichzeitig drei Vertreter von Hallensportarten in der ersten Bundesliga ihre Heimspiele austragen.
Bekannt sind die Leichtathleten wie Dieter Baumann von der LAV ASICS Tübingen und Marius Broening, der Speerwerfer Stefan Wenk sowie die Turnerinnen Marie-Sophie Hindermann und Kim Bui.
Seit Oktober 2004 gibt es an der Europastraße eine Großsporthalle, die zunächst TüArena genannt wurde und heute Paul Horn-Arena heißt. Schwimmen kann man in einem modernen Freibad und zwei Hallenbädern, darunter dem historischen Uhlandbad. Außerdem hat das Institut für Sportwissenschaft der Universität ein breites Angebot.
Weitere Sportvereine in Tübingen sind die TSG Tübingen (gegründet 1845; Badminton, Fußball, Handball, Klettern, Kunstturnen, Lacrosse (Tuelax), Leichtathletik, Parkour, Rhythmische Sportgymnastik, Tennis und Volleyball), der SSC Tübingen (1988; American Football (Red Knights Tübingen), Fußball, Volleyball), der SV Bühl (1925; Fußball, Tennis, Männer- und Frauengymnastik, Kinderturnen, Pilates, Nordic Walking, Fitness-Gymnastik, Tanzkurse für Kinder, Rückengymnastik, Tischtennis), der TV Derendingen 1900 (Basketball, Fußball, Tennis, Tischtennis, Turnen), der TSV Hagelloch (1913; Fußball, Turnen, Leichtathletik, Volleyball, Handball), der TSV Hirschau (1923; Fußball, Tennis, Tischtennis, Volleyball, Turnen/Leichtathletik, Freizeit), der TSV Lustnau (1888; Badminton, Fußball, Handball, Leichtathletik, Rehasport, Tennis, Tischtennis, Turnen), der SV Pfrondorf 1903, der SV Unterjesingen 1923 (Fußball, Leichtathletik, Turnen), der TTC Rot-Gold Tübingen sowie der SV Weilheim (1979; Aerobic, Badminton, Basketball, Leichtathletik, Tennis, Tischtennis, Volleyball, Walking). Die ATV Arminia zu Tübingen ist eine nicht schlagende Sportverbindung an der Eberhard-Karls-Universität in Tübingen.
Nur einer Sportart gewidmete Vereine sind u. a. der Bowlingverein BSV Tübingen (1964), die Tübinger Sportfechter (1984), der Hockey Club Tübingen (1984), die Flugsportvereine Tübingen (1950) und Unterjesingen (1934), der Tübinger Ruderverein Fidelia (1877), die RV (Radfahrvereine) Tübingen („RV Pfeil“) und Derendingen (beide 1905), die Radsportgemeinschaft Tübingen (Fahrradtrial), die Reitsportvereine RSV Roseck (Unterjesingen), Reit- und Fahrverein Bühl, Stadtgarde zu Pferd 1514 (ältester Verein Tübingens) und Tübinger Reitgesellschaft, die Schachvereine Schachgemeinschaft Hohentübingen (2006) und SV Tübingen 1870, der Tübinger Schwimmverein (1913), der Squash-Insel-Sportclub (1980), die Schützengesellschaft Tübingen (1562), Bühl (1892), Derendingen (1954), Pfrondorf und Hagelloch (1963), der Akademische Ski-Club Tübingen (1908), der Skiclub Hirschau (1975), der TC (Tennis-Club) Tübingen (1909), das Karate-Team Tübingen (2009), der TSC Astoria Tübingen, der Tanzsportverein TTC Rot-Gold Tübingen (1972) Tübingen Hawks Baseball & Softball e. V. (1985), das Karate-Team Tübingen (2011).
Prägend für das sportliche Leben der Stadt Tübingen ist auch der vom Institut für Sportwissenschaft organisierte Hochschulsport mit umfangreichem Wettkampf- und Breitensportprogramm. An vorderster Stelle der universitären und das gesellschaftliche Leben Tübingens prägenden Sportveranstaltungen steht der 100-Kilometer-Staffellauf und der jährliche Stadtlauf.
2021 bewarb sich die Stadt als Host Town für die Gestaltung eines viertägigen Programms für eine internationale Delegation der Special Olympics World Summer Games 2023 in Berlin. 2022 wurde sie als Gastgeberin für Special Olympics Botswana ausgewählt. Damit wurde sie Teil des größten kommunalen Inklusionsprojekts in der Geschichte der Bundesrepublik mit mehr als 200 Host Towns.

### Studentenverbindungen

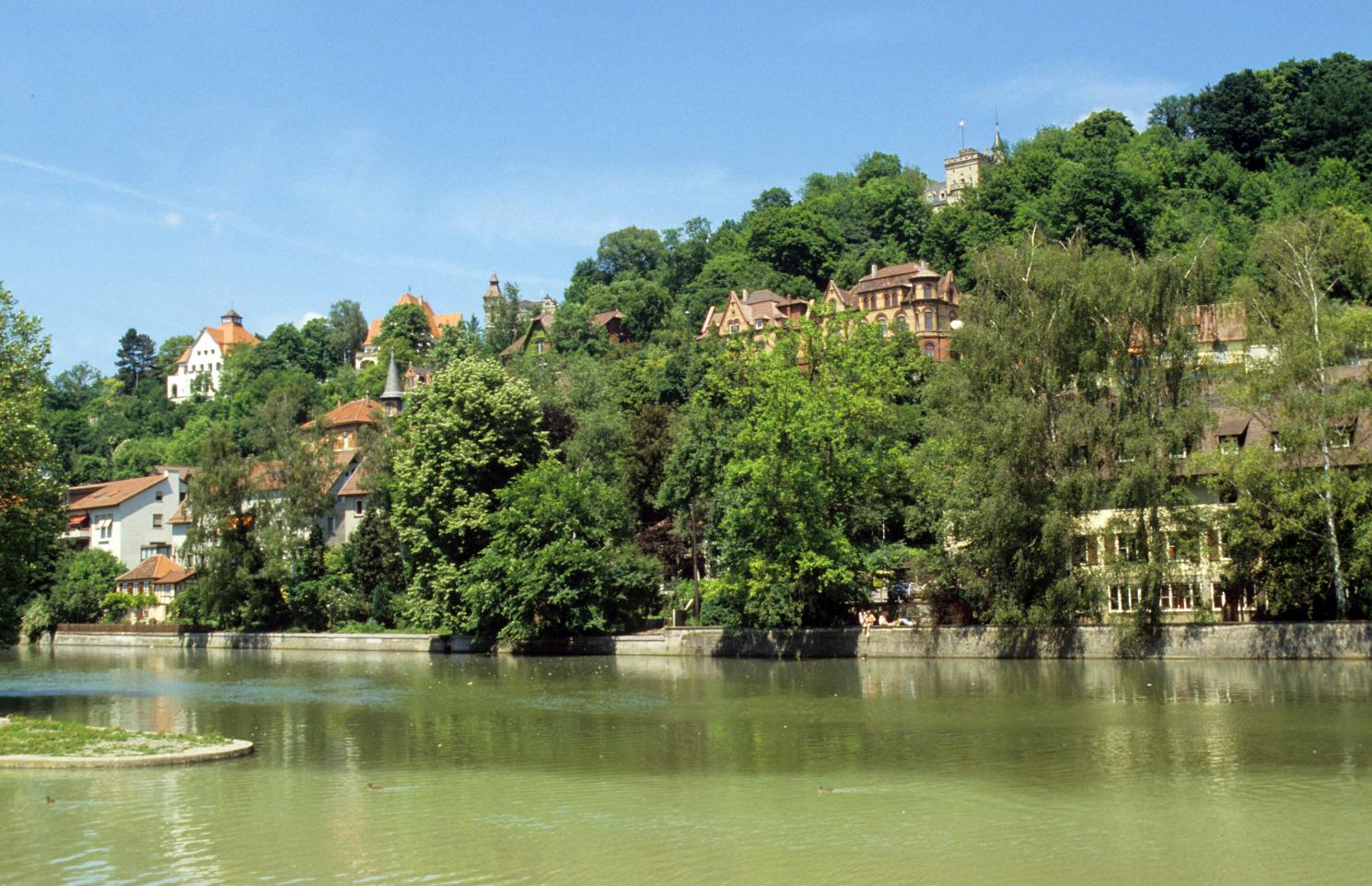
Verbindungshäuser auf der Wielandshöhe oberhalb des Neckars

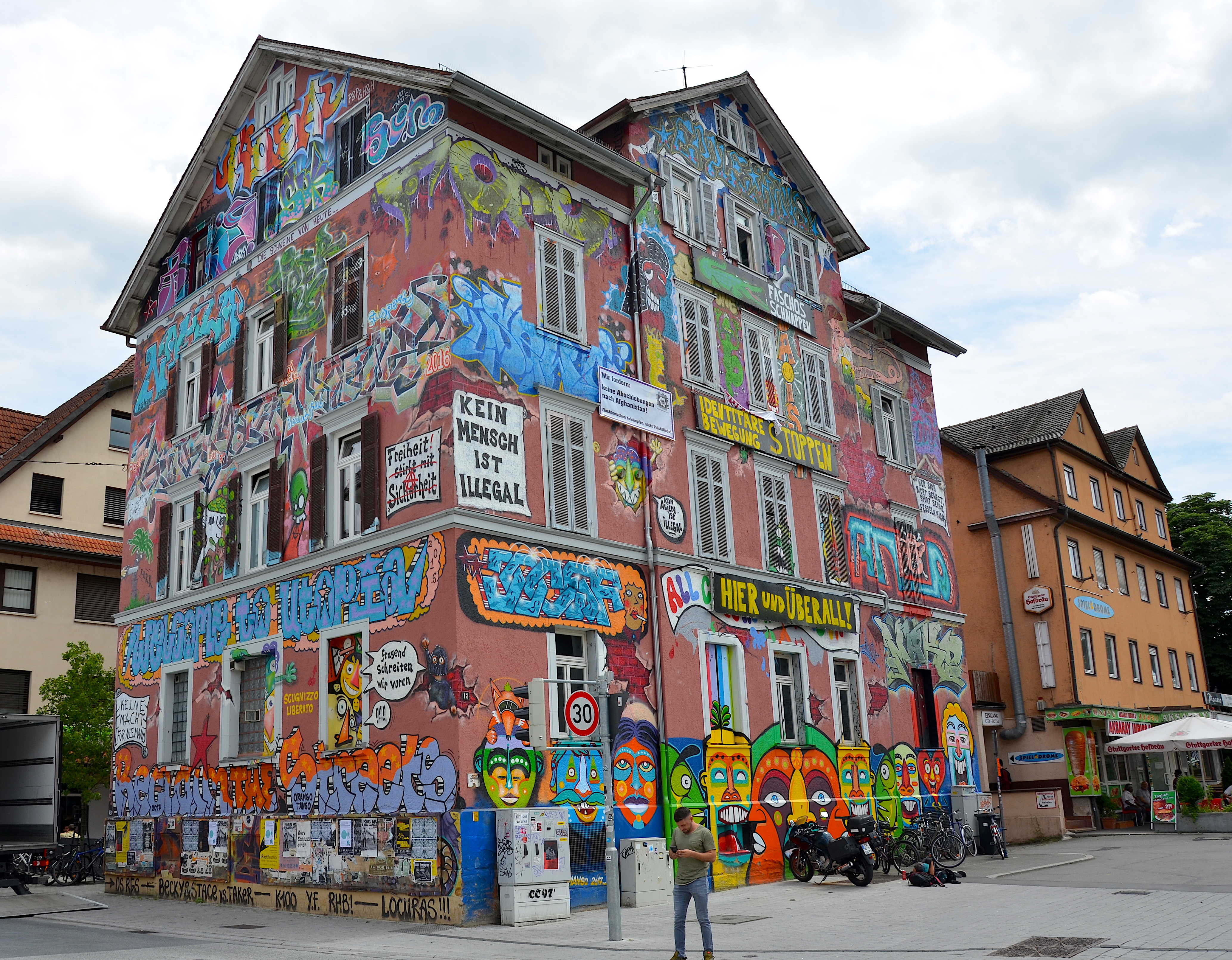
Graffiti-Kunst, Epplehaus (2018)

In Tübingen gibt es derzeit 36 Studentenverbindungen, die insbesondere durch ihre stattlichen Häuser das Stadtbild von Tübingen prägen. Vor allem der vordere Österberg und der Schloßberg sind von Verbindungshäusern gesäumt. Das alljährlich im Frühsommer stattfindende Stocherkahnrennen lebt auch von den teilnehmenden Studentenverbindungen. Mehr als ein Viertel sind schlagende Verbindungen, der Rest setzt sich aus nichtschlagenden, „gemischten“ oder reinen Damenverbindungen zusammen.

### Regelmäßige Veranstaltungen
- Januar
  - Arabisches Filmfestival, Mitte/Ende Januar
- März
  - Ausstellung „Für die Familie“ (fdf), Anfang März
- April
  - CineLatino im April oder Mai
- Mai
  - Kinder-Uni im Mai oder Juni
  - Rock im Tunnel, Rockparty im Fußgängertunnel im Mai oder Juni
  - Tübinger Bücherfest (alle zwei Jahre)
- Juni
  - Stocherkahnrennen auf dem Neckar am Fronleichnamstag (im Mai oder Juni); 13 Uhr Kostümparade, 14 Uhr Start des Rennens rund um die Neckarinsel
  - Ract!festival, eine „Umsonst und draußen“ Musikveranstaltung im Juni oder Juli mit Bands und Workshops
  - Tübinger Wassermusik, eine Konzertveranstaltung im besonderen Ambiente. Sie findet auf dem Neckar statt. Das Publikum sitzt dabei in Stocherkähnen.
- Juli
  - Französisches Sommerfest – im Deutsch-Französischen Kulturinstitut
  - Tübinger Sommerinsel, Ende Juli – Anfang August
- August
  - Gutenachtgeschichten Anfang August
  - Sommeruniversität Anfang August
- September
  - Umbrisch-Provenzalischer-Markt Mitte September
  - Tübinger Stadtlauf Mitte September
  - Retromotor ein Oldtimerfestival am dritten Septemberwochenende
- Oktober
  - Entenrennen Anfang Oktober
  - Jazz- und Klassiktage Mitte Oktober
  - Drachenfest auf dem Österberg am dritten Sonntag im Oktober
  - Französische Filmtage Tübingen-Stuttgart im Zeitraum Mitte Oktober bis Anfang November
- November
  - Filmfest Frauenwelten Ende November
- Dezember
  - Nikolauslauf, Halbmarathon am Rande des Naturpark Schönbuch im Norden Tübingens
  - chocolART, Internationales Schokoladenfestival Anfang Dezember
  - Cine Español – Anfang bis Mitte Dezember
  - Weihnachtsmarkt am dritten Adventwochenende von Freitag bis Sonntag

### Kinos
- Atelier vor dem Haagtor

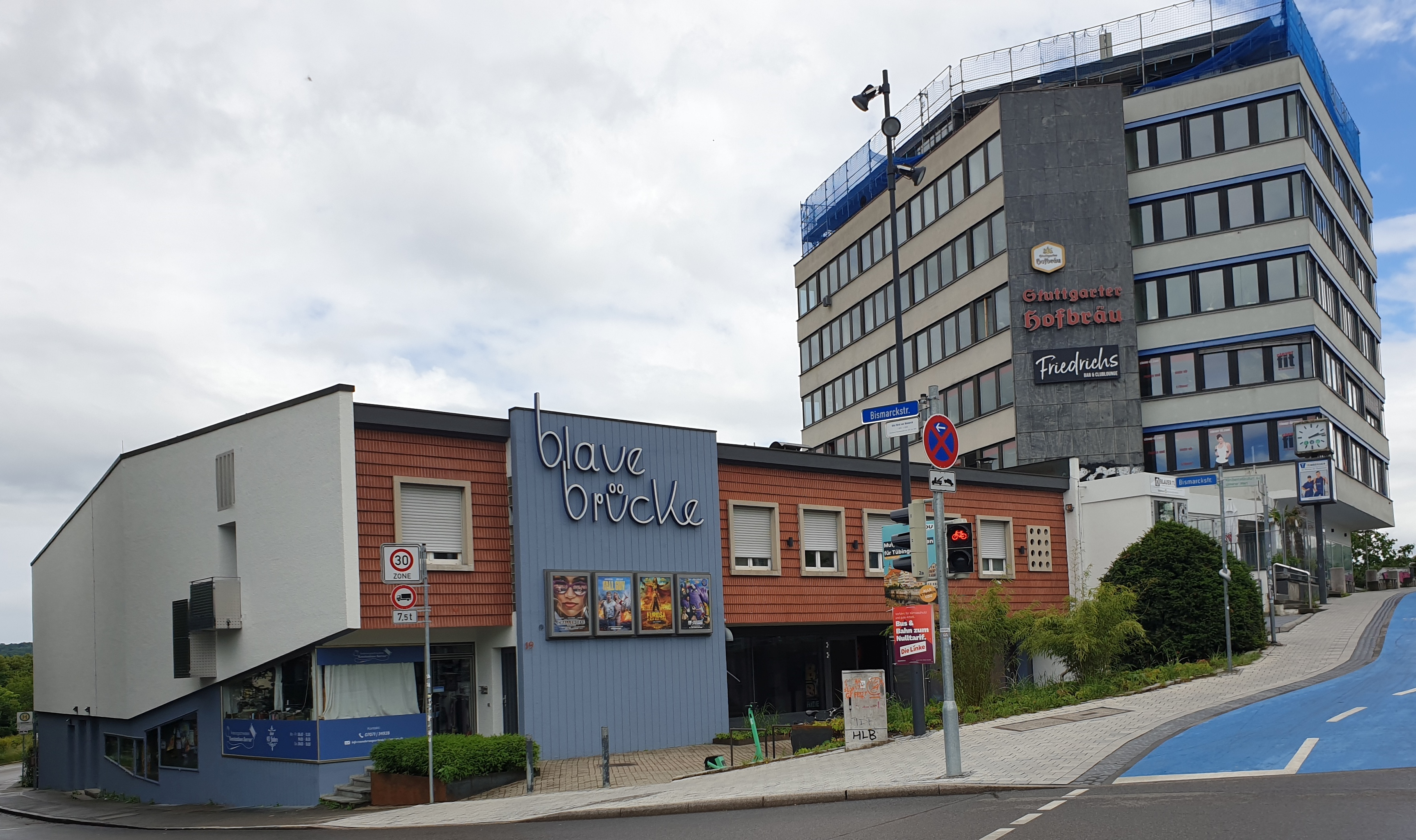
Kino Blaue Brücke (2024)

- Museum am Lustnauer Tor mit drei Sälen
- Kino Blaue Brücke (wiedereröffnet 2024)

## Persönlichkeiten
Die Liste von Persönlichkeiten der Stadt Tübingen enthält in Tübingen geborene Persönlichkeiten sowie solche, die in Tübingen gewirkt haben, dabei jedoch andernorts geboren wurden.
 Ehrenbürger 

## Film
- Tübingen. Der Film. Die Geschichte. Dokumentarfilm, Deutschland, 2012, 43:40 Min., Buch und Regie: Anita Bindner, Produktion: Haus des Dokumentarfilms, Kinostart: 14. November 2012, Erstsendung: 31. August 2014 bei SWR, Reihe: Geschichte im Südwesten, Inhaltsangabe.